# Reis

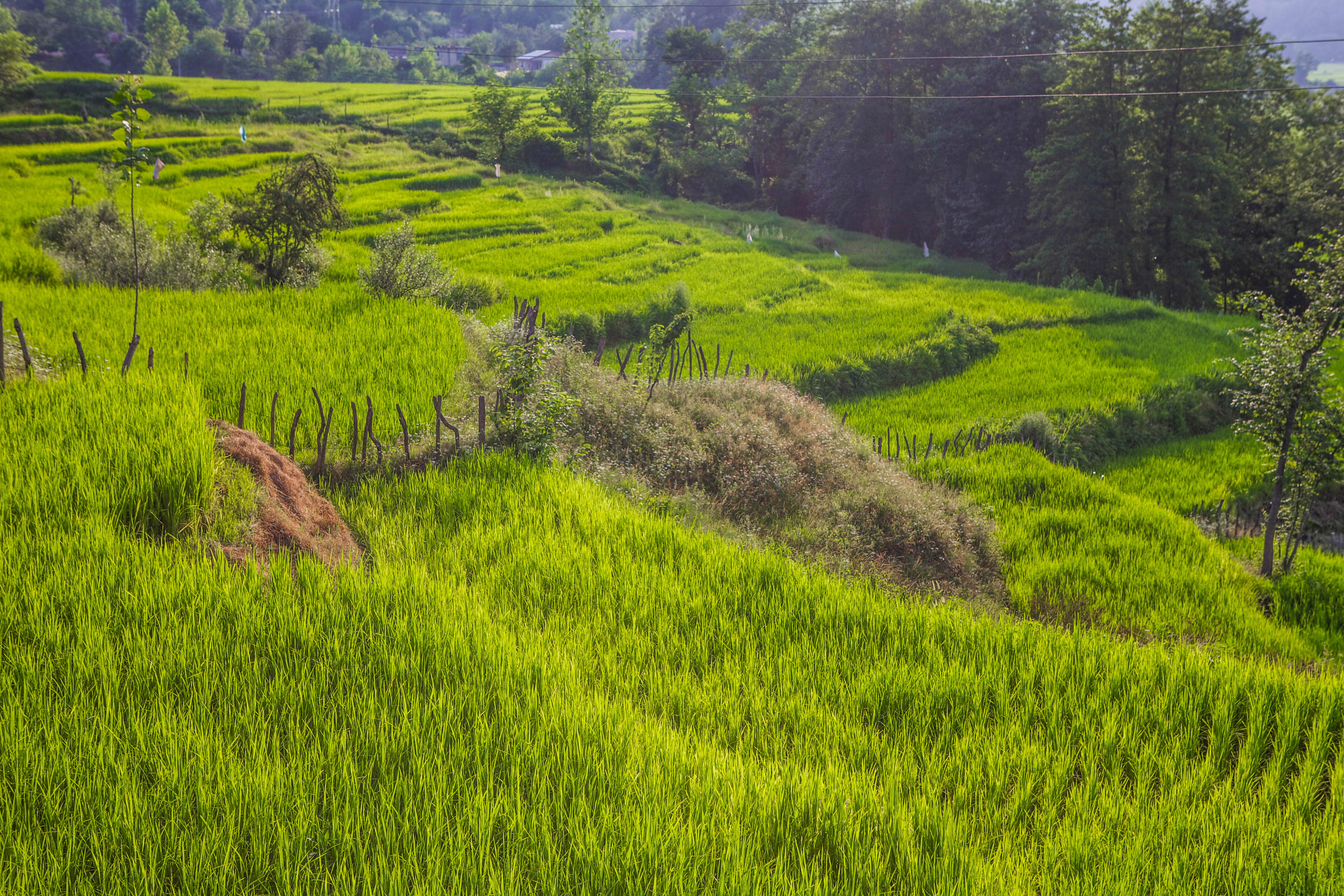
Reisfelder in Gilan, Iran, der vermuteten Herkunft des Langkornreises

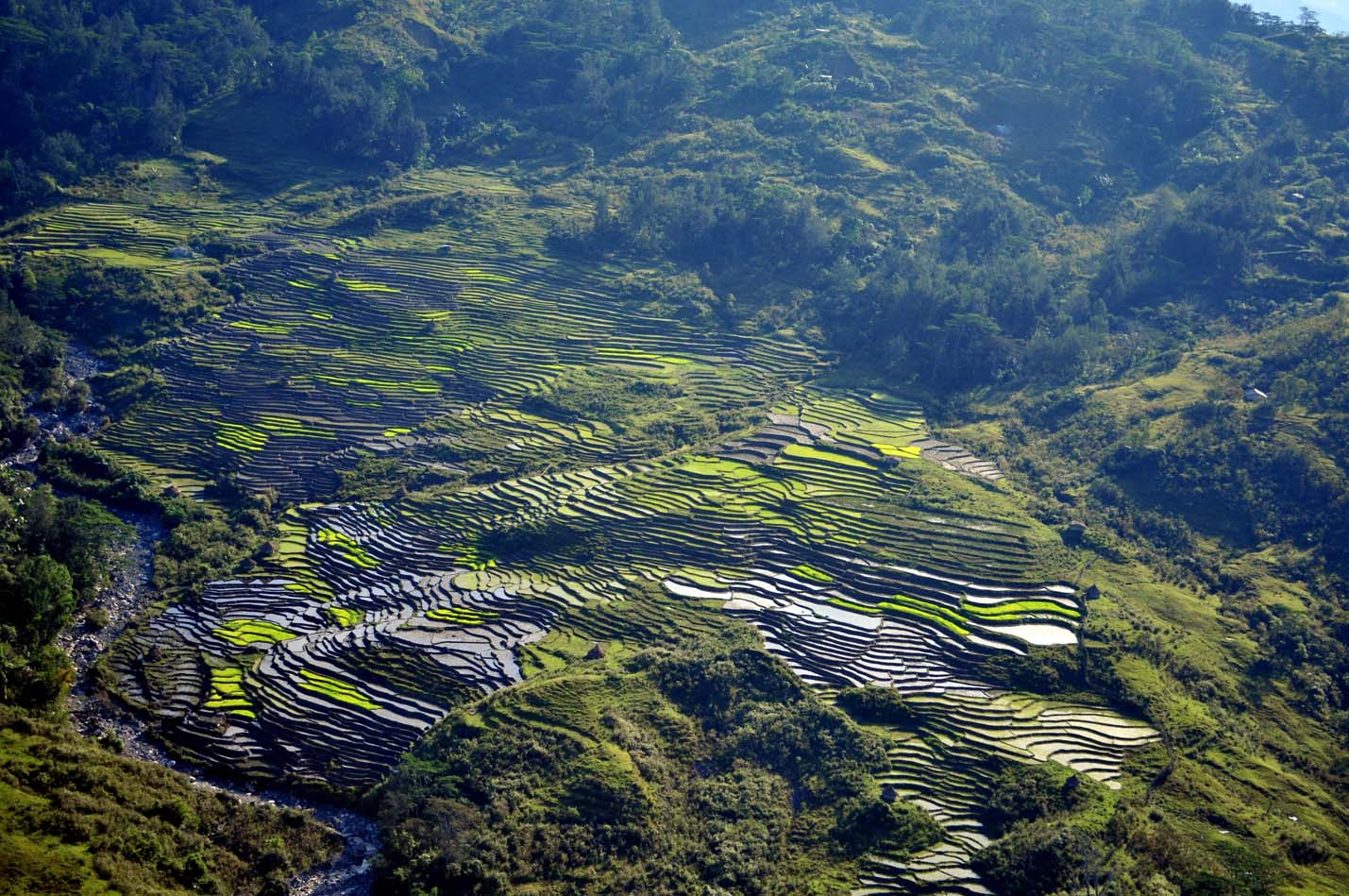
Reisterrassen in Osttimor

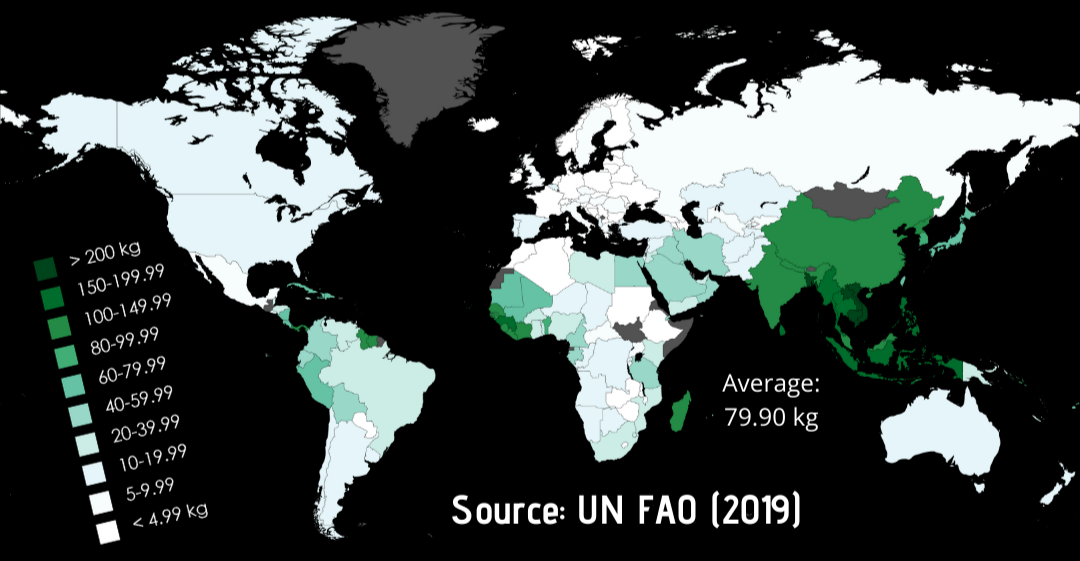
Jährlicher Reisverbrauch pro Person (2019)

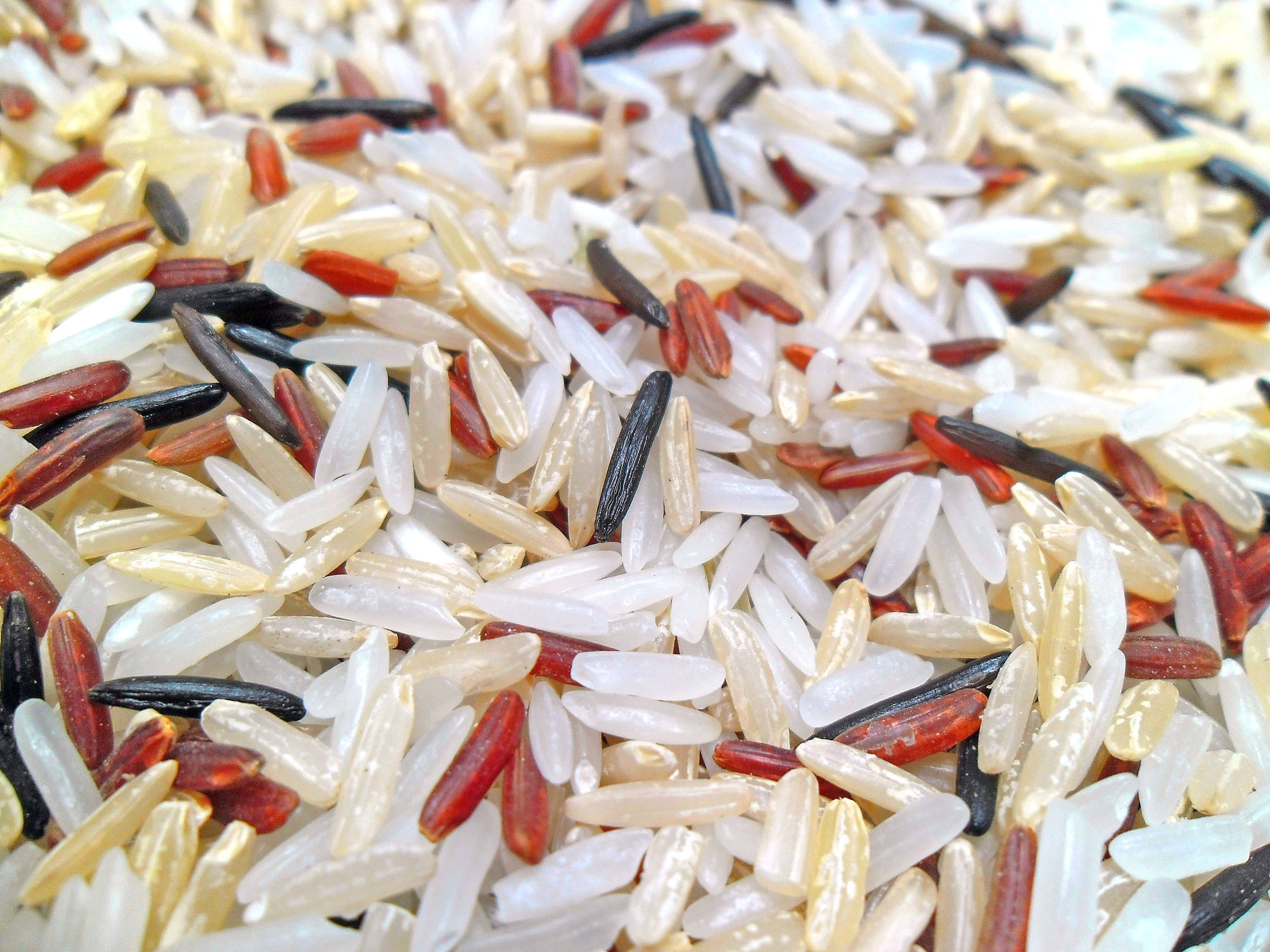
Langkörnige Reissorten (weiß, braun, rot). Auch einige schwarze Körner der Gattung Zizania („Wildreis“) sind untergemischt

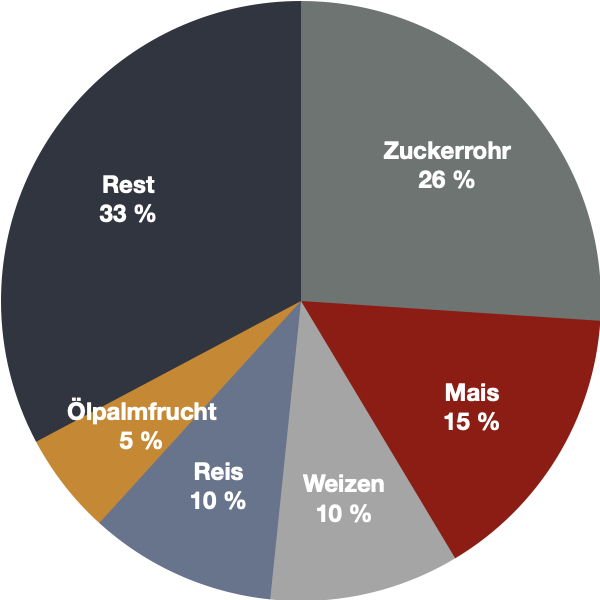
Die Welternten der fünf meistangebauten Nahrungspflanzen 2019 in Prozent im Vergleich zur Gesamtmenge der 20 wichtigsten Nahrungspflanzen = 7,5 Mrd. t

Als Reis werden die Getreidekörner der Pflanzenarten Oryza sativa und Oryza glaberrima bezeichnet. Oryza sativa wird in vielen Ländern der Welt angebaut (siehe unten), Oryza glaberrima (auch „afrikanischer Reis“ genannt) in Westafrika. Zur Gattung Reis (Oryza) gehören außer diesen beiden Reispflanzen noch weitere 17 Arten, die aber nicht domestiziert wurden.
Reis ist vor allem in Asien ein Grundnahrungsmittel und bildet damit die Nahrungsgrundlage eines großen Teils der Weltbevölkerung. Nur von drei Nutzpflanzen werden noch größere Mengen produziert: Zuckerrohr, Mais und Weizen (Stand 2016), wobei Mais nur zu einem geringen Teil als Lebensmittel genutzt wird (er wird überwiegend an Tiere verfüttert). Bei der Weltgetreideernte zählt Reis daher zusammen mit Weizen zu den beiden wichtigsten Getreidearten für die Ernährung des Menschen.
Dunkle Getreidekörner, die im Handel und in der Gastronomie als „Wildreis“ bezeichnet werden, gehören botanisch nicht zur Gattung Reis (Oryza), sondern zur Gattung Wasserreis (Zizania). Sie werden in diesem Artikel nicht behandelt.

## Wortherkunft
Dem deutschen Wort Reis liegt ein weit zurückgehendes Wanderwort zugrunde. Entlehnt hat das Deutsche es aus dem mittellateinischen risum, das dem lateinischen oriza entstammt, das seinerseits aus dem altgriechischen óryza entlehnt worden war. Von hier lässt sich die Spur zurückverfolgen zum mittelpersischen wrizey und schließlich zum altindischen vrīhí, wo sie sich verliert. Vergleich mit anderen Sprachen: italienisch riso, englisch rice, französisch riz, schwedisch ris, isländisch hrísgrjón, niederländisch rijst.
Der Reis kam aus Arabien nach Westeuropa: arabisch رز, DMG ruzz, mit Artikel الرز ar-ruzz, wurde im Spanischen und Portugiesischen zu arroz.
Im Hochchinesisch wird die Reispflanze dào (稻) genannt, das Nahrungsmittel dàmǐ (大米). In vielen asiatischen Sprachen gibt es verschiedene Bezeichnungen für Reis, je nach seiner Verarbeitungsstufe:
- In Indonesien heißt der noch nicht gedroschene Reis padi, der gedroschene Reis gabah (sprich gaba), der geschälte Reis heißt beras, der gekochte Reis heißt nasi (sprich nassi).
- In Japan heißen die Reispflanzen ine (稲), sie wachsen auf einem Reisfeld tanbo (田んぼ). Der noch nicht geschälte Reis heißt momi (籾), der geschälte Reis kome (米). Gekochter Reis ist gohan (ご飯 – oder etwas weniger vornehm meshi 飯), was auch das allgemeine Wort für Mahlzeiten ist. Reissuppe, die mit viel Wasser gekocht ist, heißt kayu (粥).
- In Korea heißt der ungekochte Reis ssal (쌀), der gekochte wird bap (밥) genannt.
- In Vietnam heißen Reissetzlinge mạ, reife Reispflanzen lúa, ungeschälter Reis thóc, geschälter aber roher Reis gạo und gekochter Reis cơm
- Auf Persisch heißt der ungeschälte Reis schāli (شالی, DMG šālī), der geschälte Reis berendsch (برنج, DMG berenǧ) und der gekochte Reis tschelou (چلو, DMG čelou). Reis, der mit anderen Zutaten gemischt gekocht ist, heißt polou (پلو, DMG polou), auf Deutsch Pilav (über das Türkische).

## Die ReispflanzeOryza sativa
Heute dominiert weltweit der asiatische Reis Oryza sativa. Der afrikanische Reis Oryza glaberrima wird nur noch in geringem Umfang in Westafrika angebaut.

### Aussehen

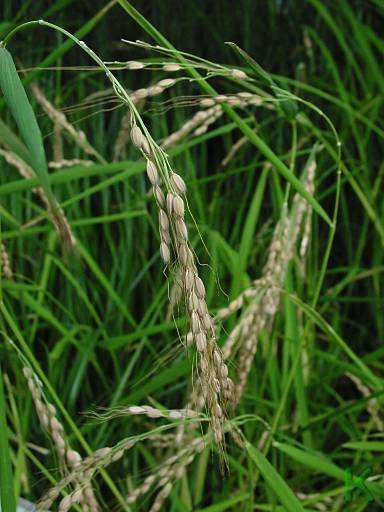
Reis-Rispe (Oryza sativa)

Die Kulturreispflanze Oryza sativa kann bis zu 30 Halme ausbilden. Sie werden 50 bis 160 cm hoch und tragen je eine schmale überhängende Rispe, an der 80 bis 100 einblütige Ährchen sitzen können. Eine Pflanze kann damit fast 3000 Früchte tragen. Die Frucht besteht wie bei allen Getreiden aus Keimling, Mehlkörper, Aleuronschicht, Samenschale und Fruchtwand. Beim Reis bilden die drei letzten zusammen das sogenannte Silberhäutchen.

### Unterarten und Gruppen
Die enorme Vielfalt der in Jahrtausenden gezüchteten Sorten und Kreuzungen macht eine systematische Einteilung schwierig. Je nachdem, welche genetischen und morphologischen Kriterien man anwendet, gibt es im Detail unterschiedliche Möglichkeiten der Klassifizierung in Unterarten und Varietäten.
Den beiden wichtigsten Gruppen wird meist der Rang von Unterarten zugesprochen (wahlweise werden sie auch als die beiden wichtigsten Gruppen oder Typen angesprochen):
- Oryza sativa ssp. indica – Typ Langkornreis, nicht klebrig (zum Beispiel Patna-Reis, Basmati-Reis)
- Oryza sativa ssp. japonica – Typ Rundkornreis, klebrig (darum gelegentlich auch Klebreis genannt; Klebreis im engeren Sinne bezeichnet jedoch die Sorte Oryza sativa var. glutinosa)

Nach morphologischen Kriterien wurde eine dritte Unterart definiert, Oryza sativa ssp. javanica (Typ Mittelkornreis, „Risotto-Reis“). Aufgrund genetischer Kriterien wird javanica heute meist als Varietät innerhalb der Japonica-Gruppe angesehen.
Glaszmann kam 1987 anhand der Analyse von Isoenzymen zu einer Einteilung von Oryza sativa in sechs Gruppen, darunter zwei Hauptgruppen, die indica und japonica entsprechen, und vier kleinere Gruppen. Garris et al. schlugen 2005 aufgrund einer Untersuchung von Mikrosatelliten-Sequenzen der DNA eine Einteilung in fünf Gruppen vor, von denen sich zwei der Indica-Gruppe und drei der Japonica-Gruppe zuordnen lassen.

### Wilder Reis

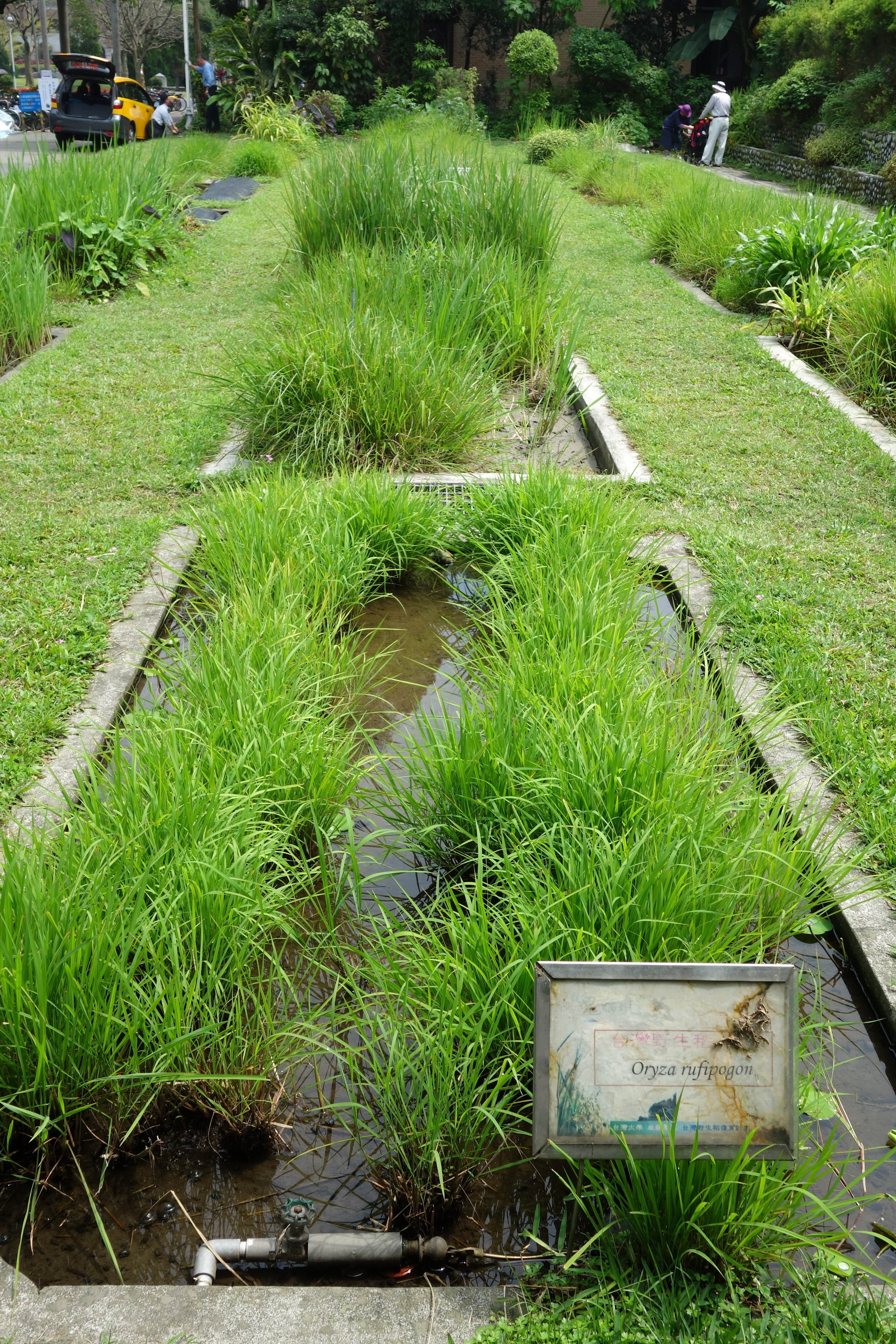
Oryza rufipogon: Versuchsanbau an der Nationaluniversität Taiwan

Innerhalb der Art Oryza sativa ist keine Wildform bekannt, da diese Art durch jahrtausendelange Züchtung aus einer anderen Art hervorgegangen ist: Oryza rufipogon. Zuvor wurde längere Zeit die Frage gestellt, ob die einjährig wachsende Art Oryza rufipogon dieser wilde Vorfahr ist oder die mehrjährige Art Oryza nivara. Beide können sich untereinander und mit domestiziertem Reis kreuzen. Heute werden sie als ein und dieselbe Art betrachtet – Oryza nivara ist heute ein Synonym für Oryza rufipogon.
Alle Oryza-Arten außer den Kulturpflanzen Oryza sativa und Oryza glaberrima sind wilder Reis. Im Zusammenhang mit Oryza sativa bezieht sich die Bezeichnung „wilder Reis“ oder „Wildreis“ in der Regel auf den direkten Verwandten Oryza rufipogon. Diese Art tritt natürlicherweise in Feuchtgebieten der subtropischen und tropischen Klimazonen Asiens auf, zum Beispiel in Myanmar, Thailand, Laos und Südchina. Sie kommt im nördlichen Jiangxi und Hunan vor und wurde auch weiter nördlich im Jangtse-Tal gefunden. Wilder Reis findet sich auch im südlichen Korea, sowohl Oryza rufipogon als auch verwilderter domestizierter Kurzkornreis und Kreuzungen von wildem Reis mit Langkorn- und Kurzkornreis. Die einfache und häufige Hybridisierung zwischen Kulturreis-Sorten und Oryza rufipogon hat die Suche nach dem Ursprungsgebiet der Domestikation vor große Herausforderungen gestellt.
Zu beachten ist, dass im Handel und in der Küche die Bezeichnung „Wildreis“ meistens in einem anderen Sinn verwendet wird, nämlich für die dunklen Körner von Süßgräsern der amerikanischen Gattung Zizania. Diese Gattung wird botanisch als Wasserreis bezeichnet. Sie darf nicht mit der hier beschriebenen Gattung Reis verwechselt werden. Zizania ist keine Wildform der Reispflanze Oryza sativa.

## Geschichte der Kultivierung

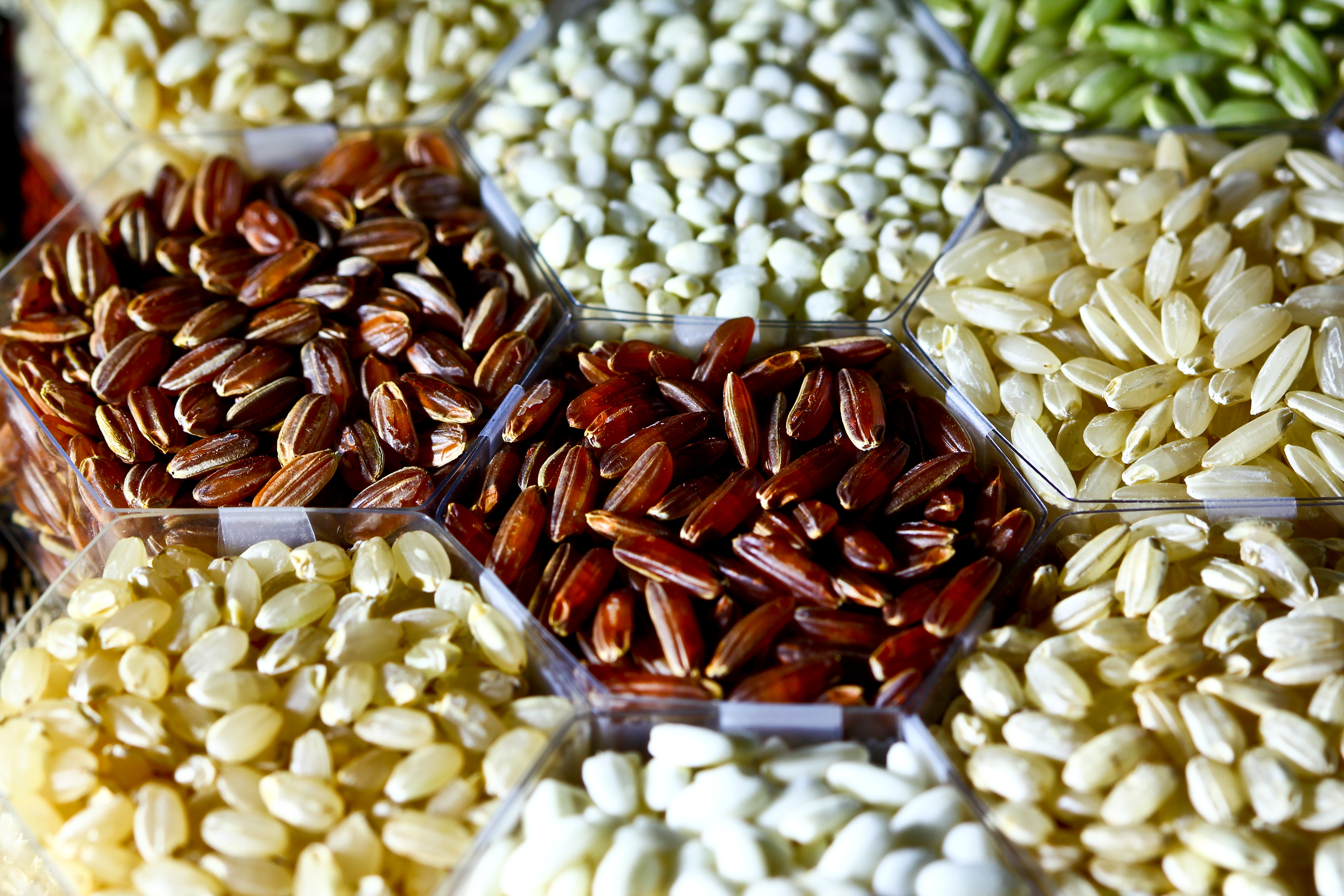
Verschiedene Reissorten (Foto: IRRI)

### Ursprung der Domestikation
Wo und wann Reis domestiziert wurde, war Gegenstand zahlreicher wissenschaftlicher Untersuchungen.
Reis kommt auf vier Kontinenten in verschiedenen Wildformen vor, doch nur zwei Hauptarten haben sich durchgesetzt: Oryza sativa und Oryza glaberrima.

### Afrika: Oryza glaberrima

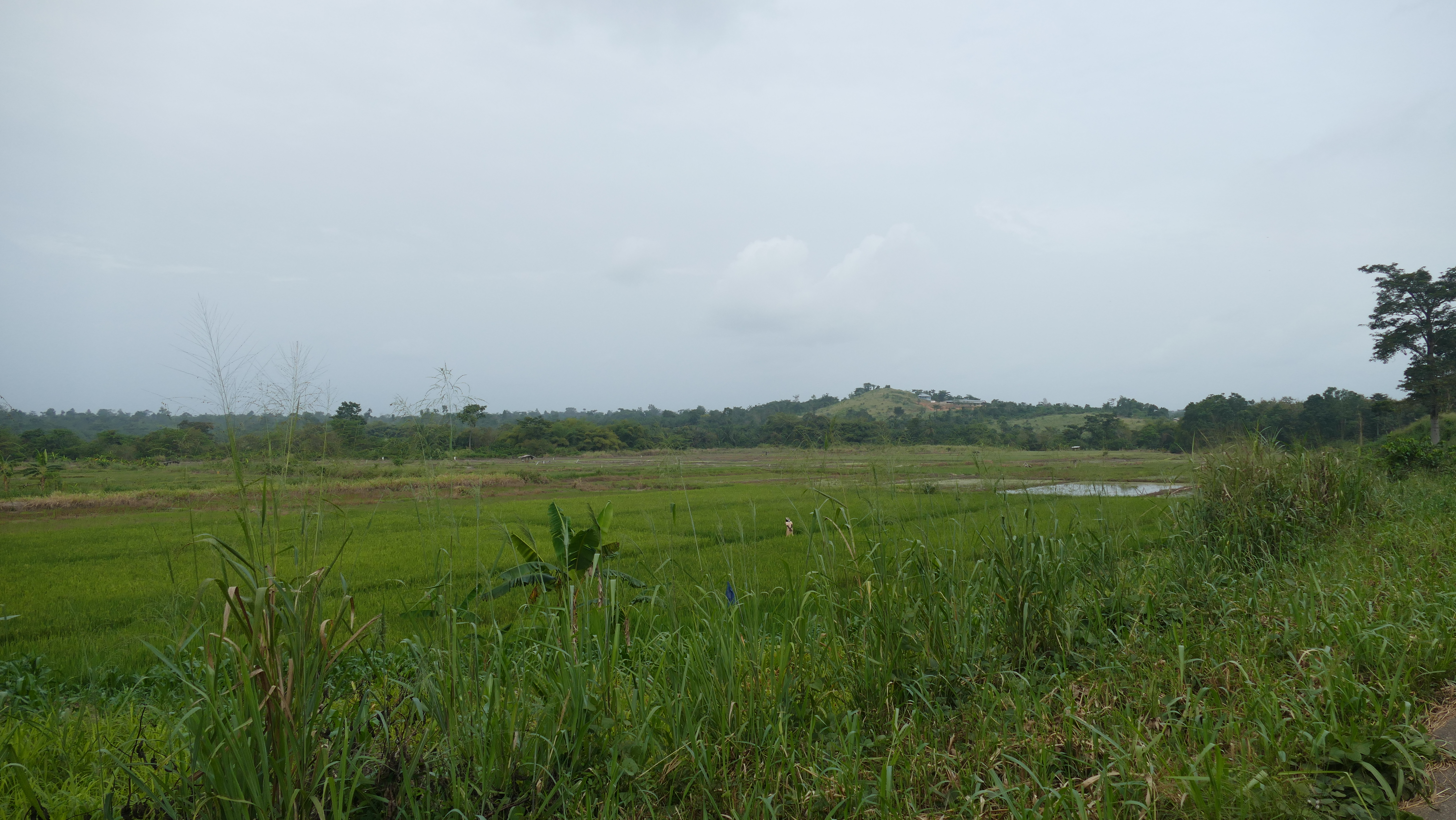
Anbau von Oryza glaberrima in Ghana: Reisfelder in der Ashantiregion

Oryza glaberrima, auch Afrikanischer Reis genannt, stammt aus Westafrika und wurde über 3000 Jahre unabhängig von Oryza sativa entwickelt.
In Westafrika wird traditionell die Reispflanze Oryza glaberrima angebaut. Man nimmt an, dass die Domestikation vor etwa 2000 bis 3000 Jahren im Massina-Binnendelta des Niger oder im nördlichen Mali stattfand.
Dieser „afrikanische Reis“ wurde durch den Anbau des ertragreicheren asiatischen Reises (Oryza sativa) zurückgedrängt. Asiatischer Reis ist jedoch nicht an die Umgebung in Afrika angepasst, er ist anfälliger für die dortigen Schädlinge und braucht mehr Wasser als afrikanischer Reis. Um die Jahrtausendwende gelangen vorteilhafte Kreuzungen der beiden Arten. Der Wissenschaftler Monty Jones, Initiator des Projekts New Rice for Africa (siehe NERICA), wurde 2004 mit dem Welternährungspreis ausgezeichnet.

### China: Oryza sativa
Eine bahnbrechende Studie ergab im Jahr 2011, dass alle Gruppen und Sorten von Oryza sativa auf eine einzige Domestikation der wilden Art Oryza rufipogon zurückgehen, die spätestens vor 8200 Jahren in China stattgefunden hat. Schließlich konnte 2012 geklärt werden, dass diese ursprüngliche Domestikation im Gebiet des Perlfluss-Deltas geschah. Von dort aus breitete sich der domestizierte Reis aus: zuerst innerhalb von China, später nach Südostasien und Indien.
Vorige Untersuchungen (auch die vorgenannte Studie aus 2011) und die Befunde der Archäologie hatten den Schluss nahegelegt, dass das Zentrum der Domestikation in China weiter nördlich am Jangtse zu suchen sei. Außerdem hatte die Theorie eines einzigen Ursprungsorts mit verschiedenen Theorien konkurriert, die mehrere Domestikationsvorgänge postulierten: mindestens zwei voneinander unabhängige Domestikationen in China und Indien. Für diese Annahme hatten erhebliche genetische Unterschiede zwischen den Unterarten japonica und indica gesprochen. Diese Unterschiede werden nun damit erklärt, dass der domestizierte Reis aus China sich in Indien mit den dort vorhandenen Reisarten genetisch vermischt hat. Die genaue Herkunft und Verbreitungsgeschichte der Indica-Reissorte ist noch nicht vollständig geklärt, jedoch wird vermutet, dass sie ursprünglich im westlichen Teil des Iran, in Gilan, entstand und von dort nach Indien gelangte, also nicht von Indien nach Iran, sondern von Iran nach Indien.

#### Archäologische Befunde in China
In China gibt es ca. 120 Fundstellen mit Reisresten; die meisten sind jünger als 5000 v. Chr. Die Mehrzahl liegt am mittleren Jangtse (zwischen den Drei Schluchten und der Mündung des Poyang Hu). Daher hatte dieses Gebiet lange Zeit als Zentrum der Reisdomestikation in China gegolten. Die meisten der weiteren Fundstellen liegen in Südchina. Einige wenige Fundstellen liegen weiter nördlich, am Huai He und am Gelben Fluss.
Die Unterscheidung von Kurz- und Langkornreis ist bei verkohlten Körnern, die den Hauptteil der archäologischen Funde ausmachen, nicht immer sicher. Die Identifikation von Oryza sativa ist an die Größe der Körner gebunden und daher ebenfalls oft unsicher. Wilder Reis hat eine brüchige Ährchenachse (Rhachis), lange und dichte Grannen. Die Ährchenachse wird selten gefunden.

#### Nutzung von wildem Reis
Wild gewachsener Reis wurde in der Höhle von Yuchan und in Xianrendong im Jangtse-Tal gefunden (Higham/Lu 1998, 869). In der Höhle von Diaotonghuan am Jangtse (Jiangxi-Provinz) wurde eine Stratigraphie ergraben, die das späte Pleistozän bis ins mittlere Holozän (Jungsteinzeit) umfasst. Dabei wurden die Phytolithen von Reis bereits in Schichten des ausgehenden Pleistozäns gefunden. Wilder Reis wurde also vermutlich gesammelt. Ab 8000 v. Chr. taucht die erste, sehr grobe Keramik auf, die teilweise mit Schnurabdrücken verziert ist. Aus den entsprechenden Schichten stammen Phytolithen, die die Morphologie domestizierten Reises zeigen. Zuverlässige 14C-Daten fehlen. Aus Hemudu (Zhejiang) stammt ein Topf, der gekochten Reis enthielt und auf etwa 7000 BP datiert wird.
Nach der Theorie von Zh. Zhao und Kollegen (1998) wurde bereits im späten Pleistozän wild wachsender Reis gesammelt. In einer späteren Phase war der Reis bereits teildomestiziert, ab 7500 gehen Zhao u. a. von einem Vorherrschen von domestiziertem Reis in der Ernährung aus. Die Isotopenanalyse menschlicher Knochen aus Xianrendong und Diaotonghuan scheint die Reisnutzung im frühen Holozän zu belegen (MacNeish u. a. 1997), allerdings wurde die Datierung der Knochen angezweifelt. Higham und Lu nehmen an, dass Reis im mittleren Jangtse-Tal seit dem Anfang des Holozäns angebaut wurde, weil die Wildvorkommen den Bedarf der örtlichen Jäger und Sammler nicht mehr decken konnten.

#### Domestizierter Reis

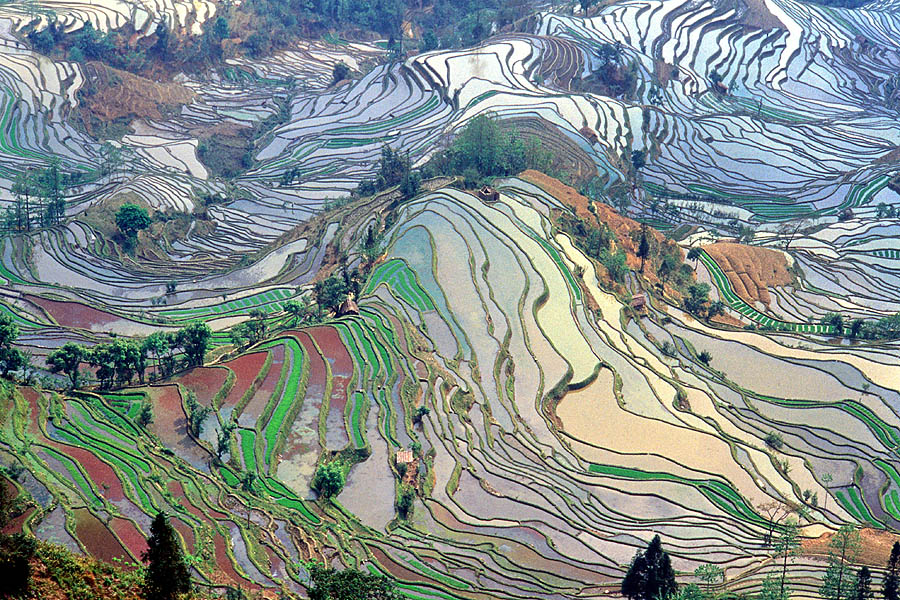
Reisterrassenanbau in der chinesischen Provinz Yunnan

Die Datierung von domestiziertem Reis aus dem Jangtse-Gebiet auf 11500 BP (Archaeological Institute of America) wird in der Fachwelt überwiegend mit Misstrauen betrachtet, da hier morphologische Untersuchungen der Körner bisher nicht vorgelegt wurden. Nicht immer ist der Zusammenhang der sehr kleinen Körner mit den Funden aus der Umgebung gesichert. Am zuverlässigsten sind AMS-Daten der Getreidekörner selbst. Bisher liegen aus China 14C-Daten vor, von denen keines älter als 7000 v. Chr. ist. Die ältesten direkten Daten liegen zwischen 6000 und 7000 v. Chr. und stammen aus Pengtoushan (7775+90 BP, OxA-2210, ein Reiskorn, das in Keramik eingebettet war) im Jangtse-Tal und Jiahu im Huai-Tal (Henan, Peiligang-Kultur). In Pengtoushan wurden Reisstroh und Samenhülsen genutzt, um Keramik zu magern.
In der Feuchtbodensiedlung Bashidang, die zur Pengtoushan-Kultur gehört, wurden unverkohlte Reste von über 15.000 Reiskörnern gefunden, die sich unter Luftabschluss in feuchtem Sediment erhalten hatten. Angeblich ist es eine frühe Form des domestizierten Reises. Die entsprechenden Schichten datieren zwischen 8400 und 7700 BP. Hölzerne Stößel wurden vielleicht zum Enthülsen von Reis genutzt, außerdem wurden auch hölzerne Spaten gefunden, die vielleicht im Ackerbau eingesetzt wurden. Pfahlbauten, eingetiefte und ebenerdige Häuser zeigen vielleicht eine sesshafte Lebensweise an. Auch Keramik wurde hergestellt.
Vermutlich domestizierter Reis wurde in der Lijiacun-Kultur, 7000–6000 v. Chr.; in Hunan in der Yuchanyan-Kultur (9000–8000 v. Chr.) genutzt.
In Jiahu wurden Reiskörner in der Keramik und Phytolithen gefunden. Eine Analyse der Menschenknochen zeigte ein Überwiegen von C3-Pflanzen, zu denen auch Reis gehört, in der Ernährung (Juzhong/Xiangkun 1998, 898).
Am Gelben Fluss (Lijiacun) ist domestizierter Reis ab 7000 BP nachgewiesen. Für Südchina ist domestizierter Reis wesentlich später belegt. Shixia in Guangdong, der bislang älteste Nachweis, datiert auf 4850–4600 BP.

### Korea und Japan

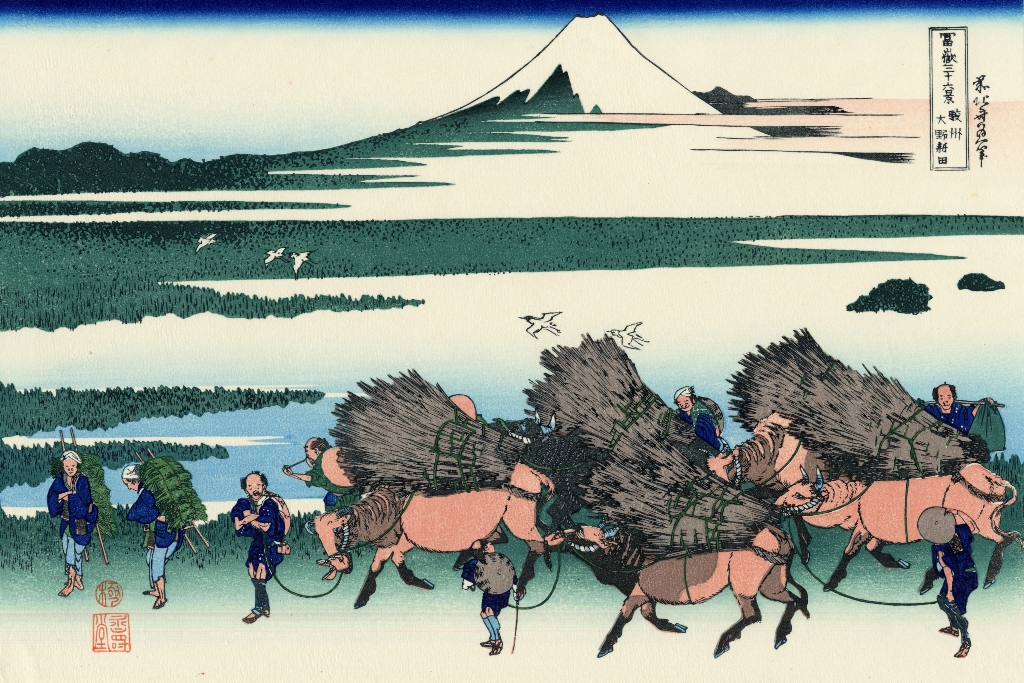
Transport von Reisbündeln in Japan (Hokusai, Holzschnitt aus der Serie 36 Ansichten des Berges Fuji)

Gewöhnlich ging man davon aus, dass sich der kultivierte Reis erst ab der Bronzezeit nach Korea ausbreitete. Inzwischen sind aber aus Kawaji, „Fundstelle 1“ in Südkorea Reisreste bekannt, die mit der Radiokarbonmethode an das Ende des 2. Jahrtausends v. Chr. datiert werden. Außerdem wurden Reis-Phytolithen gefunden.
Gewöhnlich nimmt man an, dass die Kenntnis des Reisanbaus um etwa 300 v. Chr. Japan erreichte, entweder über China oder über Korea. In Okinawa ist Reis aber erst ab 800 n. Chr. nachgewiesen. Reis-Phytolithen sind bereits aus Keramik der mittleren Jōmon-Zeit bekannt. Die ältesten AMS-Daten von Reiskörnern (1000–800 v. Chr.) stammen aber erst aus der späten Jōmon-Kultur im nördlichen Honshū.

### Iran
In der heutigen Provinz Gilan (Nord-Iran) züchteten Bauern Indica-Sorten, die noch heute von Bedeutung sind, darunter Gerdeh, Hashemi, Hasani und Gharib. Die Indica-Sorte breitete sich vermutlich von dort nach Indien und in Mesopotamien aus.

### Indien

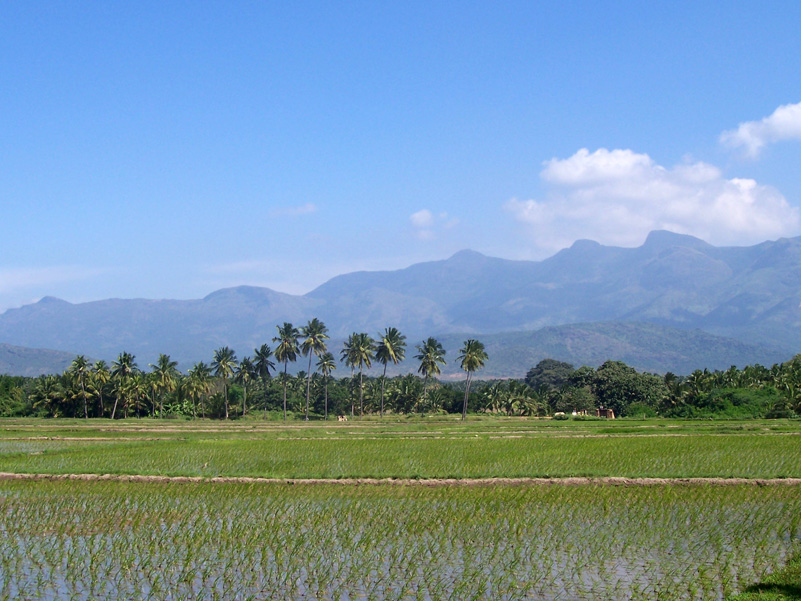
Reisfelder in Tamil Nadu, Indien

Reis wurde in Indien bereits in der Mittelsteinzeit als Sammelpflanze genutzt. Funde von domestiziertem Reis vom Vindhyaplateau im nordwestlichen Mittelindien wurden zwischen 6000 und 5000 v. Chr. datiert, diese Daten werden aber nicht von allen staatlich organisierten Forschern anerkannt. Aus Chopanimando stammen Reisabdrücke auf keramischen Gefäßen. Reiskultivierung in Taradih und Khairadih ist seit dem 5. Jahrtausend nachgewiesen.
Im östlichen Indien ist Keramik, die mit Dreschresten von Reis gemagert ist, aus Chirand bekannt. Sie datiert vermutlich ins 3. Jahrtausend.
Aus Rangpur und Lothal, Siedlungen der Harappa-Kultur, stammen Topfscherben, die angeblich mit Reisstroh gemagert sind. Das ist bisher der einzige und unsichere Nachweis für die Domestikation von Reis in der Harappa-Kultur. Sichere Nachweise von Reiskörnern aus dem Industal stammen erst aus dem späten 2. Jahrtausend.

### Südostasien

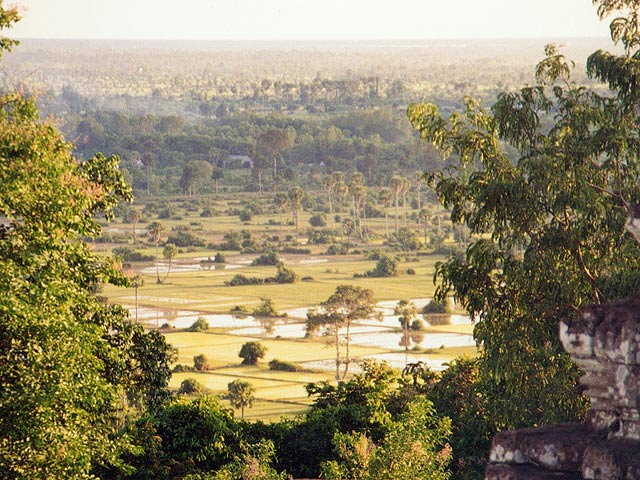
Reisfelder nahe Angkor in Kambodscha

Die Theorie einer lokalen Domestikation von Reis am Golf von Siam in Thailand stützte sich auf die Datierung von Reis und menschlichen Knochen von der Fundstelle von Khok Phanom Di in das 7. Jahrtausend v. Chr., die inzwischen zurückgenommen wurde (Higham/Lu 1998, 873). Auch die frühen Daten für Non Nok Tha und Ban Chiang konnten nicht bestätigt werden. Bislang sind damit von dem südostasiatischen Festland keine frühen Reisfunde bekannt, was eine lokale Domestikation natürlich nicht ausschließt.
Aus Südchina kommend, wurde etwa 3000 v. Chr. im Gebiet des heutigen Kambodscha der Bewässerungsanbau eingeführt.

### Mesopotamien
Seit 400 v. Chr. wird Reis in Mesopotamien angebaut, vermutlich kam der Reis aus dem alten Persien.
Die Römer kannten Reis bereits als Medizinpflanze. Zu dieser Zeit wurde Reis auch in Babylonien und Syrien angebaut. Zum Binden und Andicken von Soßen wurde Reis ebenfalls verwendet.

### Europa
Reis wurde im 10. Jahrhundert durch die Mauren in Spanien eingeführt.
1475 wird Reis in einer Urkunde des Mailänder Herzogs Gian Galeazzo Maria Sforza erwähnt und wird seitdem in der Po-Ebene angebaut.

### Vereinigte Staaten
Reis wird seit dem späten 17. Jahrhundert in Nordamerika angebaut und spielt seither in vielen traditionellen amerikanischen Gerichten eine wichtige Rolle, etwa in Gumbo. Um die Frage, wie der Reis in die USA kam, ranken sich einige Geschichten. Eine davon erzählt von einem holländischen Schiff, das um 1685 auf dem Weg nach Madagaskar von einem Sturm so gebeutelt wurde, dass es im Hafen von Charleston in der Provinz Carolina Zuflucht suchte. Die Bewohner Charlestons nahmen die Besatzung herzlich auf und halfen bei der Reparatur des Schiffes. Vor der Weiterfahrt übergab der dankbare Kapitän ihnen als Dankeschön eine Probe seiner Fracht, bekannt als die „goldene Reissaat“. Diese wertvollen Reissamen waren die Urkeime der mittlerweile berühmten Reissorte „Carolina Gold“. Nach einer anderen Quelle erreichten die ersten Reissamen die Kolonie bereits im Jahre 1672.
Unstrittig ist, dass der südliche Teil der britischen Kolonie Carolina die erste Region innerhalb des späteren Staatsgebietes der Vereinigten Staaten war, in der Reis angebaut wurde. Bereits im Jahr 1691 hatte die Produktion einen solchen Umfang erreicht, dass es den Siedlern per Gesetz gestattet wurde, ihre Steuern mit Reis zu bezahlen. Das Zentrum der Produktion befand sich im Georgetown County nordöstlich von Charleston. Im 18. Jahrhundert entstanden weitere Anbaugebiete in der Cape-Fear-Region von South Carolina, an der Küste von Georgia und im Nordosten von Florida.
Der Reisanbau in den Kolonien beruhte von Anfang an auf der Arbeitsleistung von Sklaven, für deren Einfuhr die Kolonialregierung bereits im 17. Jahrhundert besondere Anreize geschaffen hatte. Daneben wurden auch indianische Sklaven und aus Europa eingereiste Schuldknechte eingesetzt. Bereits 1708 wurden in South Carolina 3000 afrikanische und 1.400 indianische Sklaven gezählt; die Gesamtbevölkerung umfasste 9500 Personen. Da weiße Schuldknechte nicht in ausreichend großer Zahl zur Verfügung standen und viele Indianer an den Pocken oder an Gelbfieber starben, stellten die Pflanzer sich bis 1730 fast vollständig auf afrikanische Sklaven um. Ein zunehmend großer Teil davon stammte aus afrikanischen Reisanbaugebieten (der oberen Küste von Guinea, Senegambia und Elfenbeinküste) und brachte Erfahrung mit dem Anbau dieser Pflanze mit. Die Arbeit in den sommerheißen Reisfeldern, die auf den meisten Plantagen unter dem Aufgabensystem verrichtet wurde, war besonders aufwändig und kräftezehrend. Sie galt wegen Alligatoren, Schlangen und Stechmücken auch als gesundheitsschädlich und gefährlich. Tatsächlich war die Sterblichkeit der in den Reisplantagen arbeiteten Sklaven besonders hoch: auf vielen Plantagen starb ein Drittel der neu aus Afrika eingetroffenen Sklaven innerhalb des ersten Jahres, oft an Malaria oder Gelbfieber – Krankheiten, gegen die die Sklaven (auch wegen ihrer schlechten Ernährung) kaum Widerstandskraft besaßen. Anders als etwa der Baumwollanbau umfasste der Reisanbau viele anspruchsvolle Arbeitsprozesse, die bei den Arbeitskräften Expertise und Erfahrung voraussetzten. So wurden Mühlen und komplexe hydraulische Systeme für die Bewässerung der Felder benötigt, für die Sklaven als Ingenieure, Maschinisten und Müller eingesetzt wurden.

### Australien
In Australien wurde Reis im Jahr 1914 erstmals erfolgreich angebaut.

### Schweiz
Seit 1997 wird auch in der Schweiz im kleinen Umfang im Maggiadelta und in der Magadinoebene die Reissorte Loto angebaut, die nebst kleinen Anbauflächen in Ungarn als nördlichste Anbaugebiete der Welt gelten. Seit 2016 werden erfolgreich Feldversuche von interessierten Landwirten mit Nassreis als alternative Bewirtschaftungsmöglichkeit von feuchten und nassen Ackerflächen von der nationalen Forschungsanstalt Agroscope begleitet. Das mit 120 Aren größte Versuchsfeld wurde 2019 in Brugg angelegt. Die Bewirtschaftung der Felder mit Nassreis hat vielerlei Vorteile. So ist Nassreis weniger anfällig auf Klima-Extrema wie starke Niederschläge oder Hitzewellen und bietet eine Möglichkeit zur Vernetzung selten gewordener wechselfeuchter Habitate bedrohter Tier- und Pflanzenarten. Anhebung des Grundwasserspiegels in den entwässerten torfigen Böden könnte große Treibhausgasemissionen einsparen. Der Anbauversuch in Brugg 2019 zeigte eine positive Entwicklung der biologischen Vielfalt. So wurden u. a. 26 verschiedene Libellenarten sowie zahlreiche Frösche, Spinnen und Vögel im Feld gesichtet. Auf der Alpennordseite wird zudem beispielsweise auch in Lugnorre und Kappelen Nassreis angebaut.

### Südamerika
Es gibt Befunde, dass der Reis auch in Südamerika vor Kolumbus eigenständig domestiziert wurde.

## Wirtschaftliche Bedeutung

### Heutige Anbaugebiete

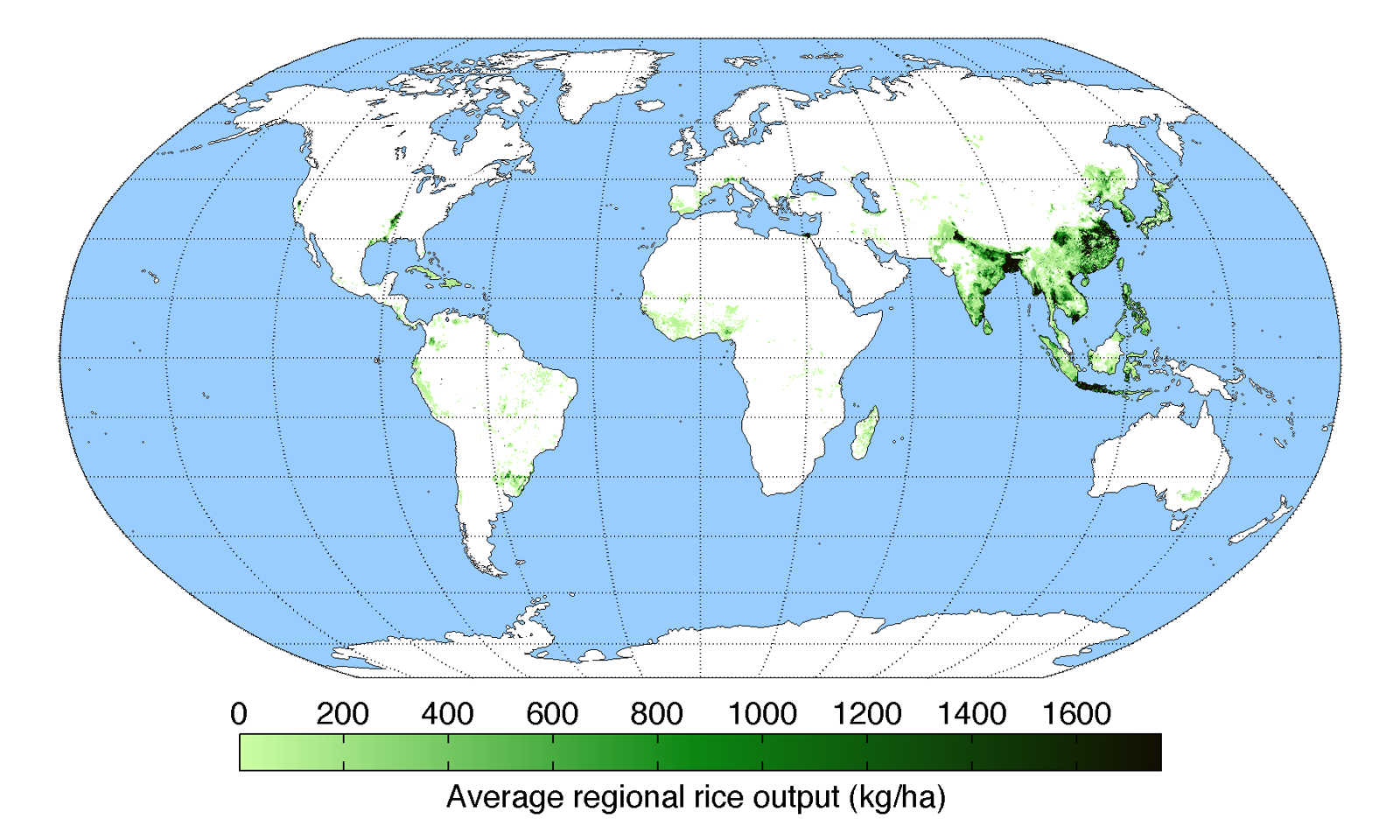
Reisproduktion weltweit

Reisanbaugebiete in den USA (Stand 2010), Quelle: USDA

Asien – insbesondere China, Indien und Südostasien – ist das Hauptanbaugebiet für Reis. Etwa 91 % der Welternte werden dort erbracht.
In Europa liegt ein bedeutendes Anbaugebiet in Norditalien (Po-Ebene), dort speziell im Nordosten des Piemont in den Provinzen Biella und Vercelli (geschützte Ursprungsbezeichnung Riso di Barraggia Biellese e Vercellese). Weitere europäische Reiserzeuger sind Portugal, Spanien (insbesondere in den Regionen Valencia, Murcia sowie am Ebrodelta) und Frankreich (Camargue, ca. 75 % des in Frankreich verzehrten Reises stammen aus dem eigenen Land). Makedonien und Thrakien sind die Anbaugebiete für den typischen griechischen Reis. Seit 1997 wird Reis in der Schweiz kommerziell angebaut: Auf dem Delta della Maggia und in der Magadinoebene (Locarno und Umgebung), der Ertrag beläuft sich auf 400 Tonnen jährlich.
In den USA hat sich der Reisanbau nach dem Sezessionskrieg und der Abschaffung der Sklaverei (1865) verlagert: nach Arkansas, Kalifornien, Texas, Louisiana, Mississippi, Missouri und Florida. Arkansas, Kalifornien und Louisiana machen über 80 % der Reisanbauflächen der USA und der Gesamtproduktion von USA-Reis aus. Die Anbaugebiete erstrecken sich vor allem über weite Teile der Golfküste von Texas und Louisiana und entlang des Unterlaufes des Mississippi bis in den Süden von Missouri. Ein weiterer Schwerpunkt ist das Sacramento Valley in Kalifornien. Die USA sind der fünftgrößte Reisexporteur weltweit: 8,6 % des Reises auf dem Weltmarkt stammen aus den USA.
In der Dominikanischen Republik wird Reis vor allem im Cibao-Tal angebaut.
In Australien konzentriert sich der Reisanbau auf zwei Flusstäler (Murray und Murrumbidgee) im Süden von New South Wales. Der Reisanbau konkurriert mit anderen Sektoren der Landwirtschaft um die Nutzung des verfügbaren Wassers. Es werden elf Sorten mit kurzen bis mittleren Korngrößen angebaut und auch exportiert, während Langkornreis importiert wird.

### Die größten Reisproduzenten

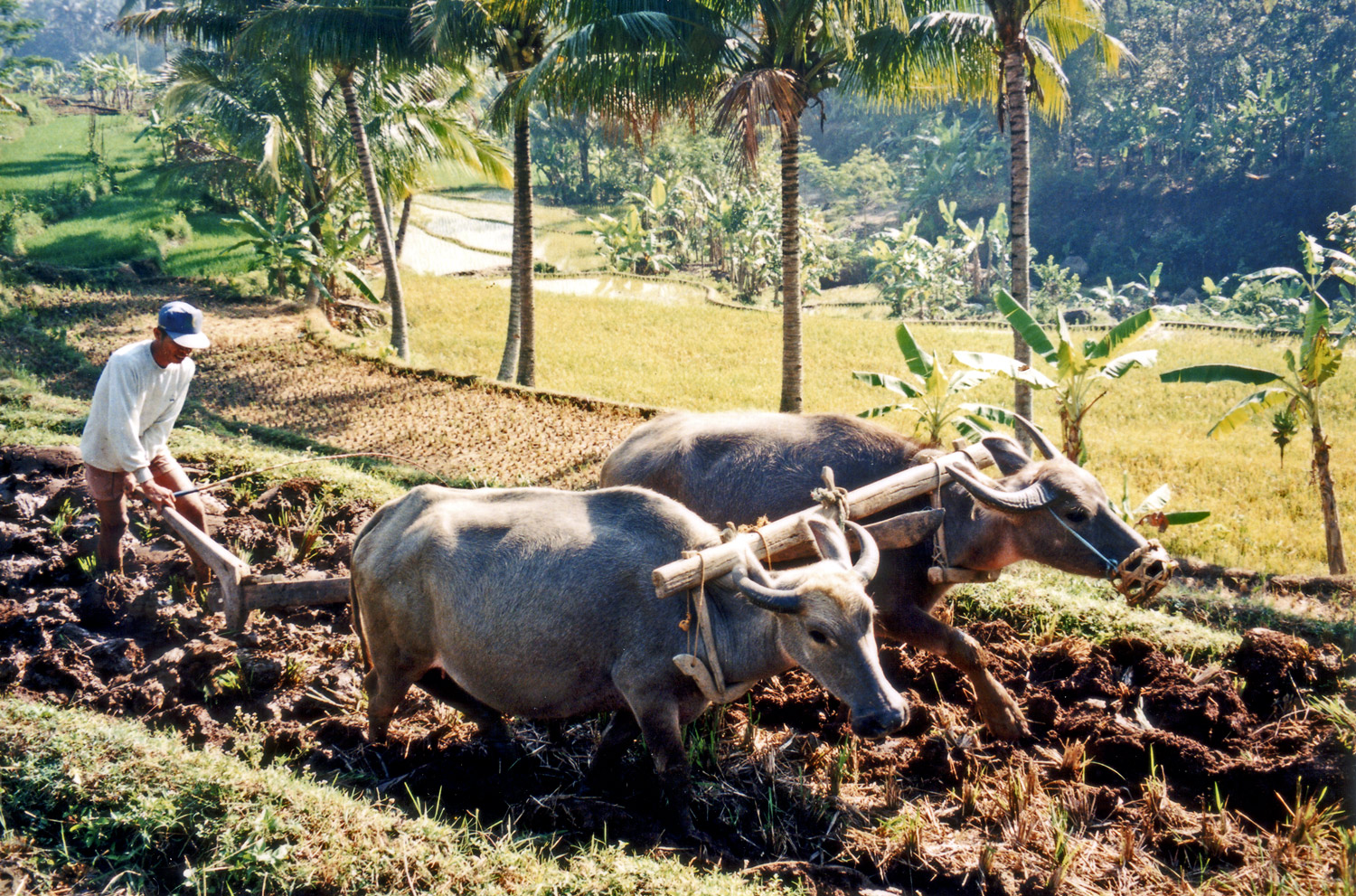
Wasserbüffel ziehen den Pflug über ein Reisfeld in Java. Indonesien ist der viertgrößte Reisproduzent der Welt.

Insgesamt wurden 2022 weltweit 767.449.864 t Reis (Paddy) geerntet. Folgende Tabelle gibt eine Übersicht über die 20 größten Produzenten von Reis weltweit, die zusammen 94,5 % der Weltproduktion ernteten.
| Rang | Land                | Menge (in t) |    | Rang               | Land        | Menge (in t) |
| ---- | ------------------- | ------------ | -- | ------------------ | ----------- | ------------ |
| 1    | Volksrepublik China | 208.494.800  | 11 | Brasilien          | 10.776.268  |              |
| 2    | Indien              | 196.245.700  | 12 | Japan              | 10.363.900  |              |
| 3    | Bangladesch         | 57.189.193   | 13 | Nigeria            | 8.502.000   |              |
| 4    | Indonesien          | 54.748.977   | 14 | Vereinigte Staaten | 7.274.170   |              |
| 5    | Vietnam             | 42.672.339   | 15 | Ägypten            | 5.800.000   |              |
| 6    | Thailand            | 34.317.028   | 16 | Nepal              | 5.486.500   |              |
| 7    | Myanmar             | 24.680.200   | 17 | Südkorea           | 4.998.223   |              |
| 8    | Philippinen         | 19.756.392   | 18 | Madagaskar         | 4.585.000   |              |
| 9    | Kambodscha          | 11.624.000   | 19 | Laos               | 3.594.800   |              |
| 10   | Pakistan            | 10.983.081   | 20 | Peru               | 3.449.365   |              |
|      |                     |              |    | Summe Top Twenty   | 725.541.936 |              |
|      |                     |              |    | restliche Länder   | 41.907.928  |              |

Siehe auch:
- Liste der größten Agrarproduzenten
- Liste der größten Getreideproduzenten
- Die größten Roggenproduzenten
- Die größten Gersteproduzenten
- Die größten Weizenproduzenten
- Die größten Maisproduzenten
- Die größten Haferproduzenten

### Handel
International wurde 2020 grenzüberschreitend Reis im Gesamtwert von rund 25,7 Milliarden US-Dollar gehandelt.
Reisverkauf ist in Thailand, der zweitwichtigsten Exportnation (nach Tonnen), Staatsmonopol. Die Regierung kauft Reis zu Festpreisen auf und lizenziert den Export. Die Exportabgaben finanzieren staatlich geförderte Bewässerungsprojekte und die Freilandversuche zur Verbesserung der Anbaumethoden, der Düngung und der Krankheitsverhütung. Die kleinen Reisbauern bilden das Rückgrat der Produktion und sind meist auch Eigentümer des bebauten Landes. Die Feldarbeit wird innerhalb des Dorfes gemeinschaftlich verrichtet.

#### Exporte
Die größten Exportnationen von Reis weltweit waren 2020 Indien mit 14,463 Millionen Tonnen, Vietnam (5,686 Mio. t) und Thailand (5,665 Mio. t). Indien war dabei vor Thailand und Vietnam die bedeutendste Exportnation gemessen am Ausfuhrwert und erzielte hierbei einen weltweiten Marktanteil in Höhe von 31,1 %. Indien, Thailand, Vietnam und Pakistan bilden den sogenannten „Reisgürtel“, der für den Großteil des weltweiten Reisexports verantwortlich ist.

### Verwendung

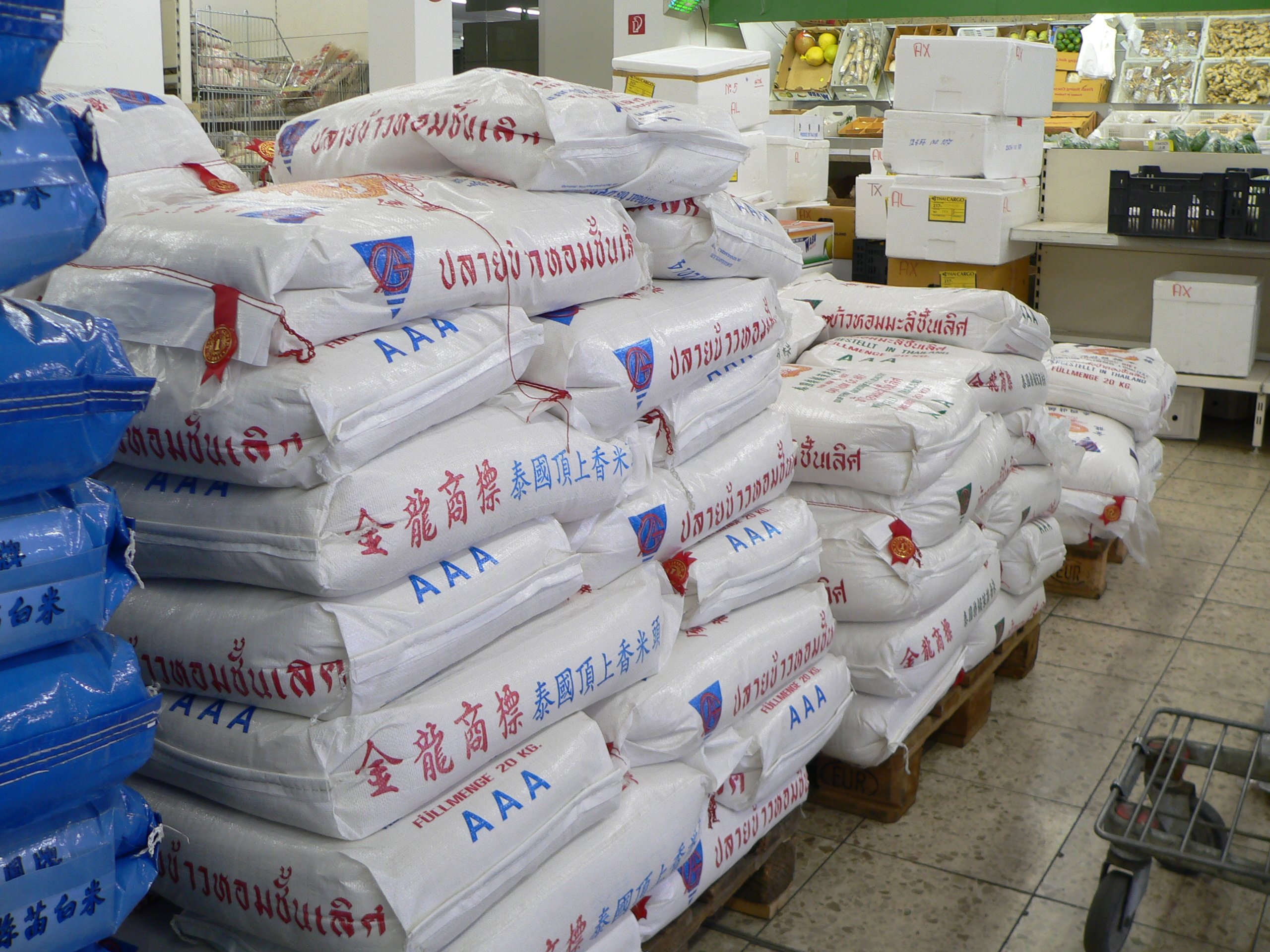
Reis als Sackware in einem asiatischen Supermarkt

Reis ist für mehr als die Hälfte der Erdbevölkerung das Hauptnahrungsmittel. In einzelnen Ländern Asiens stellt Reis etwa 80 % der gesamten Nahrung. Reis wird heute in fast allen tropischen und subtropischen Regionen der Erde angebaut.
Reis wird hauptsächlich für die menschliche Ernährung verwendet (92 %), nur etwa 4 % als Tierfutter, 3 % werden in der Industrie und 2 % als Saatgut wieder verwendet.
Seit Ende 2007 sind die Weltmarktpreise für Reis stark angestiegen, von Juni 2007 bis April 2008 stieg der Preis um 75 %. Gründe für den Preisanstieg sind Missernten in Bangladesch und China sowie die Ankündigung Indiens, die Ausfuhr von Reis zur Stabilisierung der Preise im eigenen Land zu drosseln. Doch die zunehmende Umwandlung der Anbauflächen zur Produktion von Biomasse zur Herstellung von Biokraftstoffen hat auch zu Spekulationen auf den Rohstoffmärkten geführt. Inzwischen warnen die Vereinten Nationen und der Internationale Währungsfonds vor einer weltweiten Gefährdung der politischen Stabilität durch gestiegene Lebensmittelpreise. So führten die für viele Menschen nicht mehr bezahlbaren Preise für Reis und andere Nahrungsmittel Anfang April 2008 zu schweren Unruhen auf Haiti.

### Auswirkung der globalen Erwärmung
Modellrechnungen unter Annahme des extremen RCP8.5-Szenarios belegen im Rahmen der Klimakrise eine wesentliche Verschlechterung der Anbaubedingungen für Reis auf allen Anbauflächen weltweit. Der Temperaturanstieg der globalen Erwärmung führt zu einer verstärkten Aufnahme von Arsen durch die Reispflanzen, der zu diesem Produktionsrückgang beitragen wird.
2024 kam es in Japan zu Preisanstiegen von Reis um bis zu 60 Prozent und temporären Beschränkungen der Abgabemengen im Einzelhandel. Dafür wird neben konfliktären Subventions- und Außenhandelsstrategien insbesondere der klimafolgenbedingte Rückgang inländischer Produktionsmengen und deren Qualität verantwortlich gemacht.

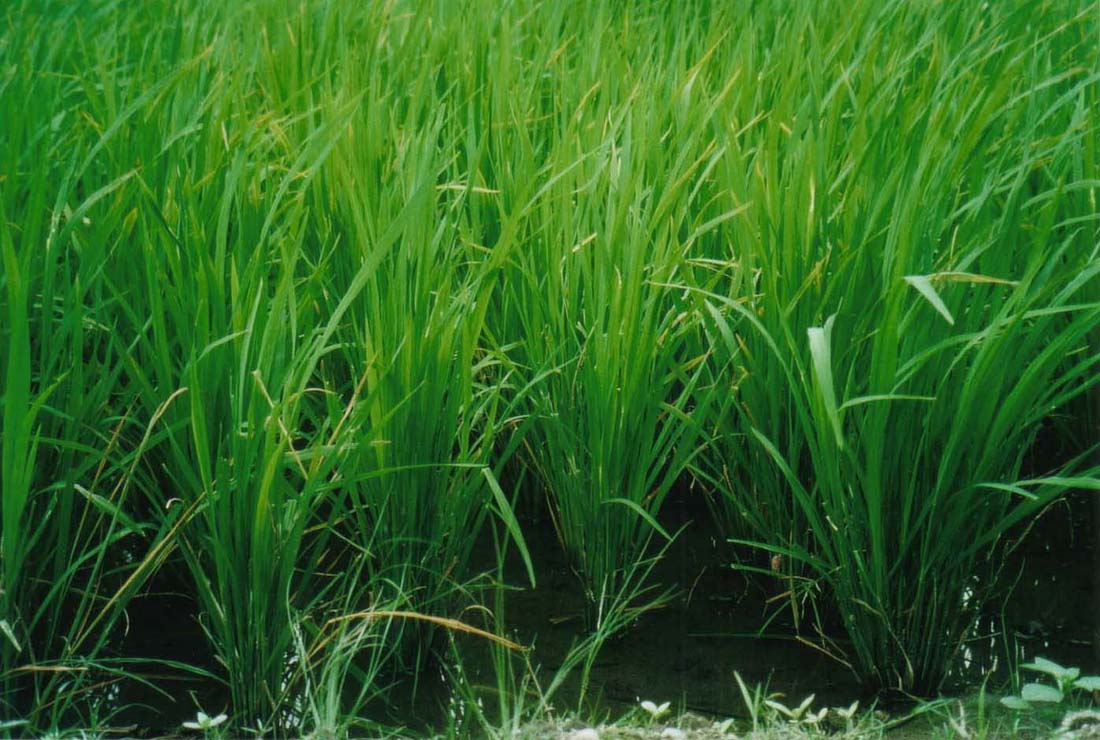
Reispflanze im Wasser, Luzon, Philippinen

## Reisanbau

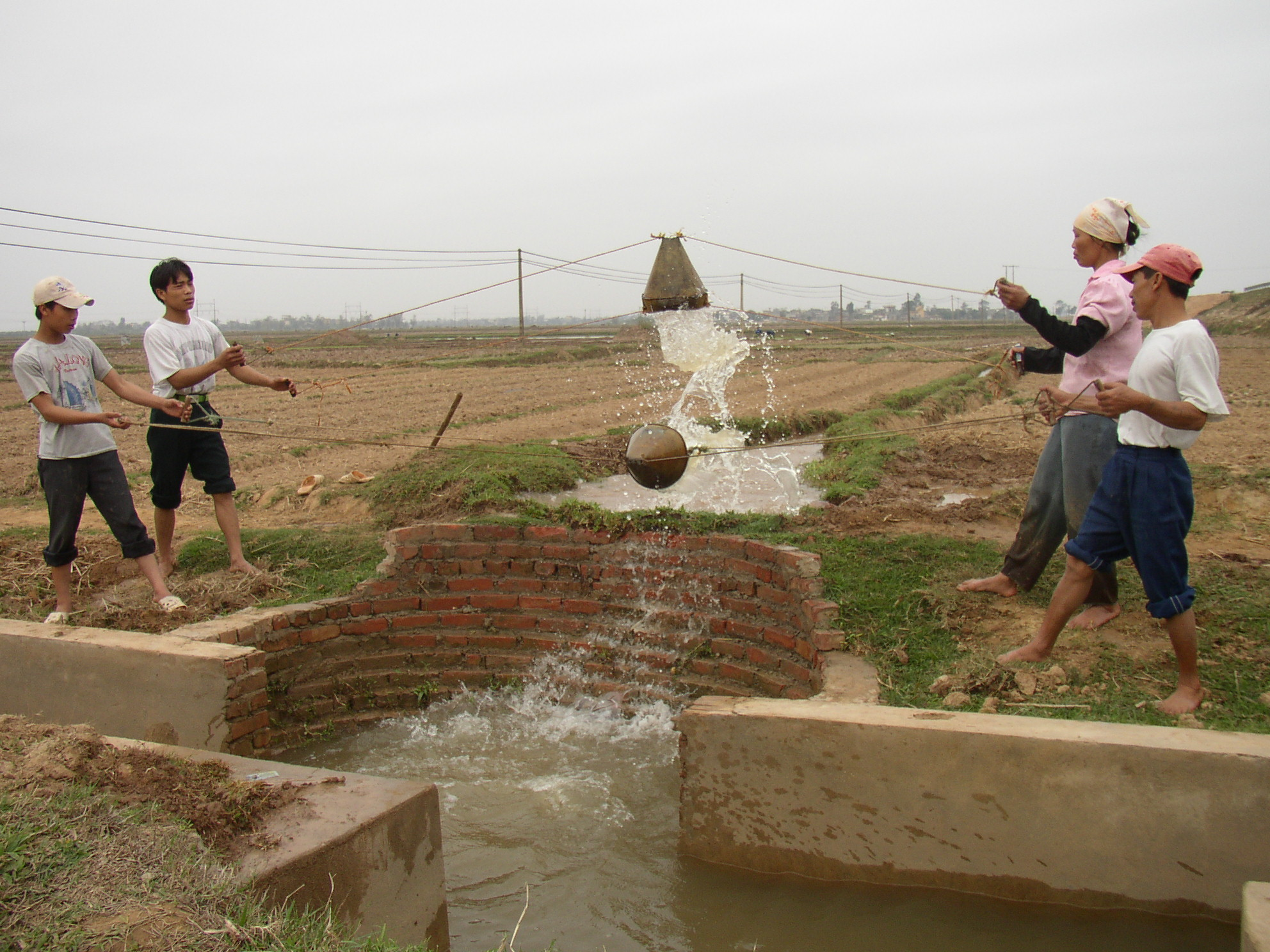
Manuelle Bewässerung von Reisfeldern nahe Hanoi, Vietnam

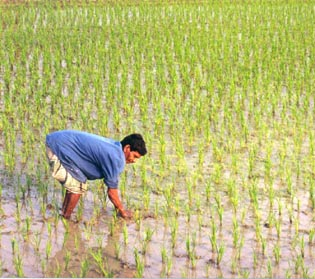
Reisanbau in Bangladesch

Reis ist ursprünglich keine Wasserpflanze und wurde durch Zucht und natürliche Selektion an die Überflutung der Felder angepasst. Viele Unkräuter und bodenlebende Schädlinge werden durch die Flutung am Wachstum gehindert, was der hauptsächliche Grund für den Wassereinsatz beim Reisanbau ist. Reis kann in Abhängigkeit vom vorherrschenden Ökosystem auf vier verschiedene Arten angebaut werden:
- regenabhängiger Bergreisanbau
- regenabhängiger Niederungsreisanbau
- Tiefwasserreisanbau
- Nassreisanbau

### Trockenreis
Trockenreis wird hauptsächlich in Regionen mit wenig Niederschlag oder im Gebirge mit hoher Luftfeuchtigkeit angebaut. Diese Art von Anbau ist aufwändig, weil der Unkrautwuchs nicht durch das Wasser gehemmt wird.

### Streusaatverfahren
Im Streusaatverfahren wird nicht so viel Wasser benötigt, die Erträge sind wesentlich geringer als bei Wasserreis. Trockenreis wird trotz seines deutlich höheren Preises wegen des ausgeprägteren Aromas sehr geschätzt. Der Bergreis wird in Höhen bis zu 2000 m angebaut.

### Nassreisanbau
80 % der Weltreisernte werden im Nassreisanbau (Sawa) erzeugt. Pro Kilogramm Reis werden zwischen 3000 und 5000 Liter fließendes Wasser benötigt. Fließt das Wasser zu schnell, werden Bodenbestandteile und Nährstoffe abgeschwemmt; fließt das Wasser zu langsam, bilden sich Algen.
Im Tiefland kann Nassreisanbau mit Bewässerung über Brunnen zu sinkendem Grundwasserspiegel führen. Die chinesische Regierung hat daher rund um Peking den Reisanbau verboten, da sich dort der Grundwasserspiegel um bis zu drei Meter absenkte.
Je nach Sorte, Anbauart und -gebiet sind pro Jahr zwischen ein und drei Ernten möglich.
Nassreisanbau ist sehr arbeitsintensiv, ermöglicht aber sehr viel höhere Erträge als das Streusaatverfahren. Die Arbeitsgänge sind:
- Aussaat in das noch nicht geflutete Pflanzfeld (da der Reis keine echte Wasserpflanze ist, kann er nicht direkt ins Wasser gesät werden) zum Vorziehen der Stecklinge
- Durchmischung des Bodens auf dem eigentlichen Reisfeld mit Wasser, oft noch traditionell mit dem von Wasserbüffeln gezogenen Pflug
- Umsetzen der Setzlinge vom Pflanzfeld in das Reisfeld per Hand oder mit Setzmaschine
- Bewässern des Feldes während der Wachstums- und Reifezeit bzw. Kontrolle des Wasserspiegels während der Regenzeit
- Nach etwa vier bis sechs Monaten Trockenlegung der Felder und Ernte (traditionell mit Hand-Sicheln oder Sichelringen), Bündelung der Pflanzen und Abtransport oder Dreschen vor Ort. Das Stroh wird inzwischen meist auf den Feldern verbrannt.

In den Bewässerungsgräben der Reisfelder lebten in einigen Weltregionen auch Kleinfische und Krustentiere, die den einfachen Bauern als Nahrung dienten. Den heute üblichen Pestizideinsatz können diese jedoch kaum überleben.
Man geht davon aus, dass der Nassreisanbau heute 17 % des Methans in der Erdatmosphäre erzeugt – jährlich etwa 60 Millionen Tonnen. Methan ist nach CO2 das wichtigste anthropogene Treibhausgas, Methanmoleküle wirken etwa 21-mal stärker auf den Treibhauseffekt als CO2-Moleküle (siehe Treibhauspotential). Durch die starke Wässerung des Bodens entsteht ein fast sauerstofffreier Lebensraum für anaerobe, methanerzeugende Archaeen (Methanbildner). Der Methanausstoß kann reduziert werden, indem man den Boden zwischenzeitlich austrocknen lässt.
Durch das anaerobe Milieu des Bodens sind in Nassreis-Anbaugebieten vielfach Schädigungen der Reispflanze durch Eisentoxizität bekannt.

### System of Rice Intensification
Henri de Laulanie (1920–1995) entwickelte ab 1983 in Madagaskar die Methode System of Rice Intensification (deutsch System der Reisintensivierung), kurz SRI oder auch SICA (von es: Sistema Intensivo de Cultivo Arrocero). Durch intelligentere und intensivere Kulturpflegeverfahren, die insbesondere die aeroben Bodenorganismen fördern, sollen (bei gleichzeitiger Verringerung des Saatgut-, Wasser- und Düngereinsatzes) deutliche Ertragssteigerungen erzielt werden.

### Maschineller Anbau
90 % des Ertrages werden praktisch ohne jede Mechanisierung von Aussaat und Ernte angebaut, 10 % hochmechanisiert, indem beispielsweise Aussaat, Düngung und Unkrautbekämpfung per Agrarflugzeug erfolgen (zum Beispiel USA). In Südeuropa und Amerika lohnt sich der Reisanbau nur bei Einsatz von Maschinen. In den USA wird der Reis mit Hilfe von Flugzeugen auf leicht geflutete Felder gesät und dann von den abgetrockneten Feldern mit Mähdreschern geerntet.

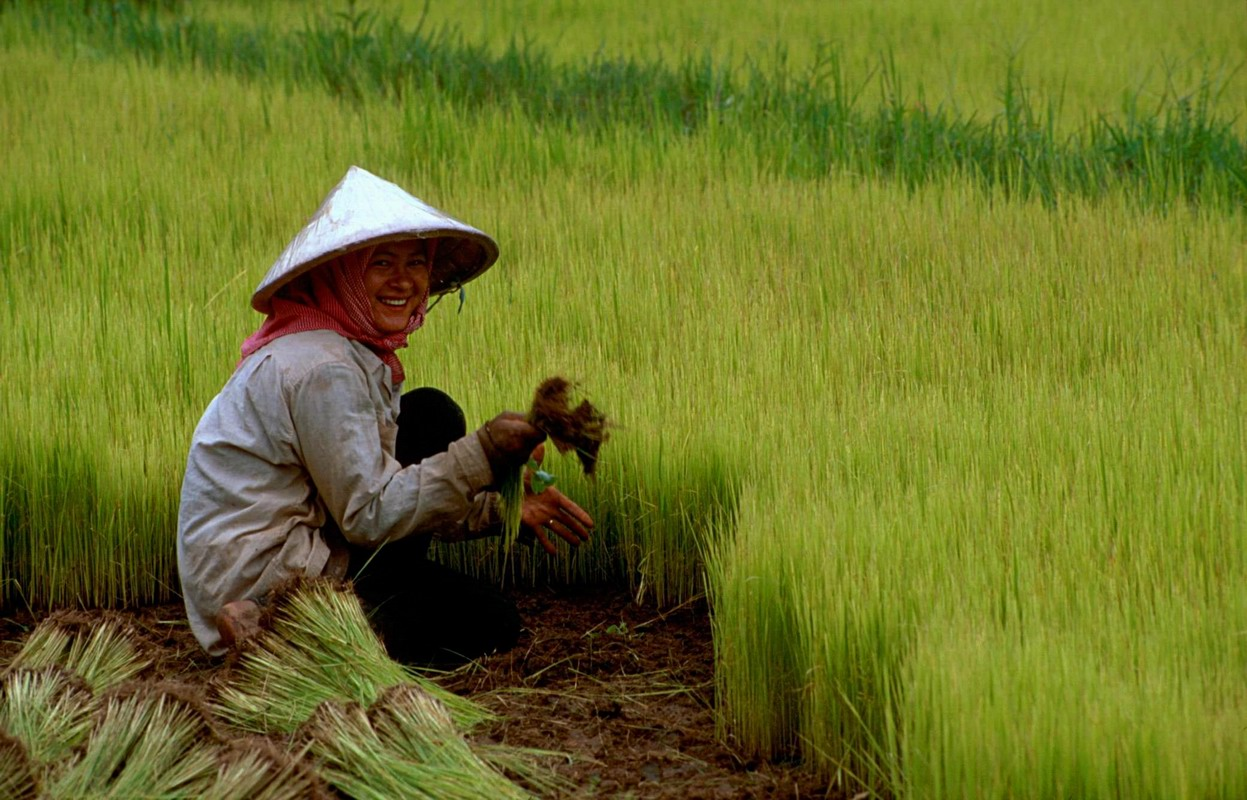
Eine Arbeiterin erntet die Reissetzlinge, Kambodscha
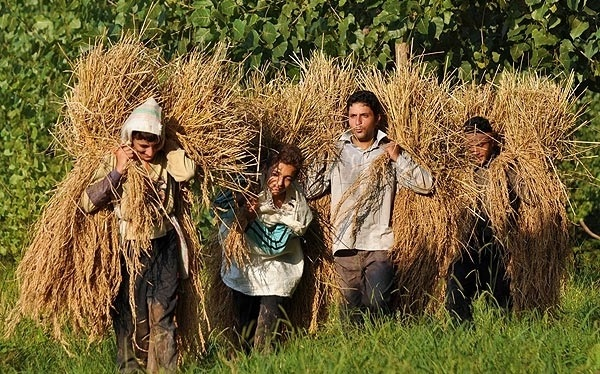
Arbeiter bei der Reisernte im Bezirk Sangar, Kreis Rascht, Gilan Provinz, Iran
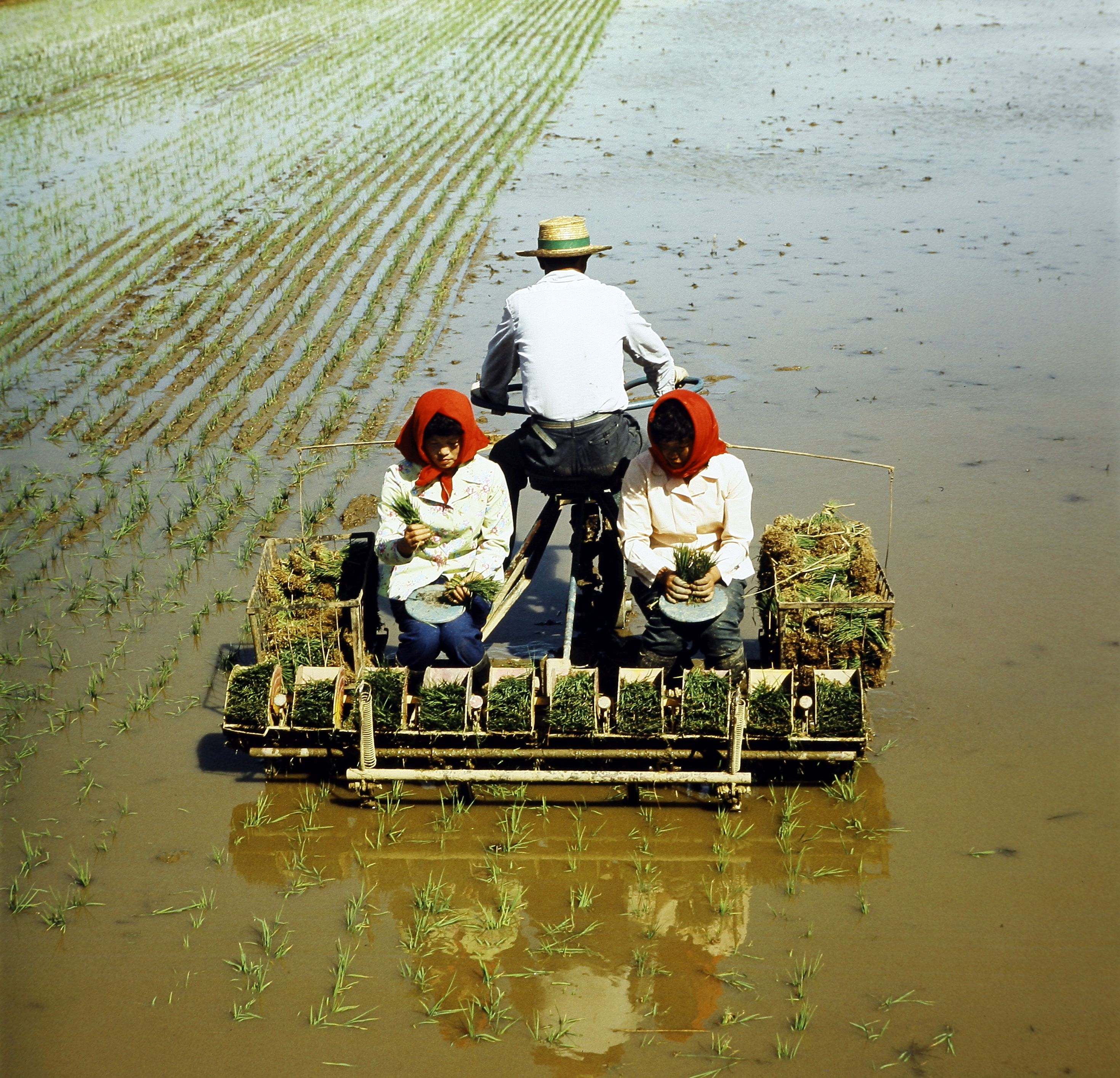
Maschineller Reisanbau in Nordkorea
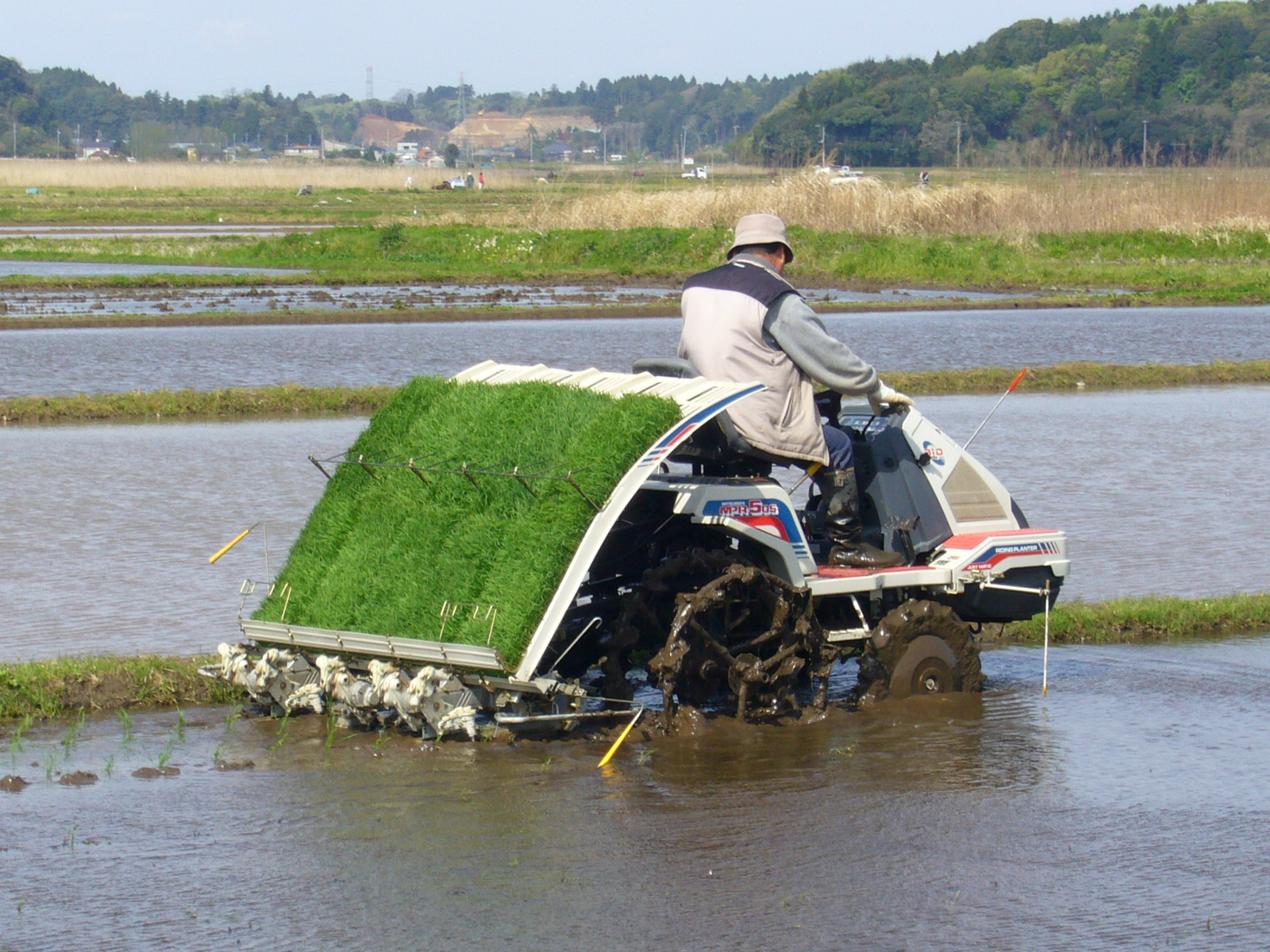
Maschinelles Reissetzen in Japan

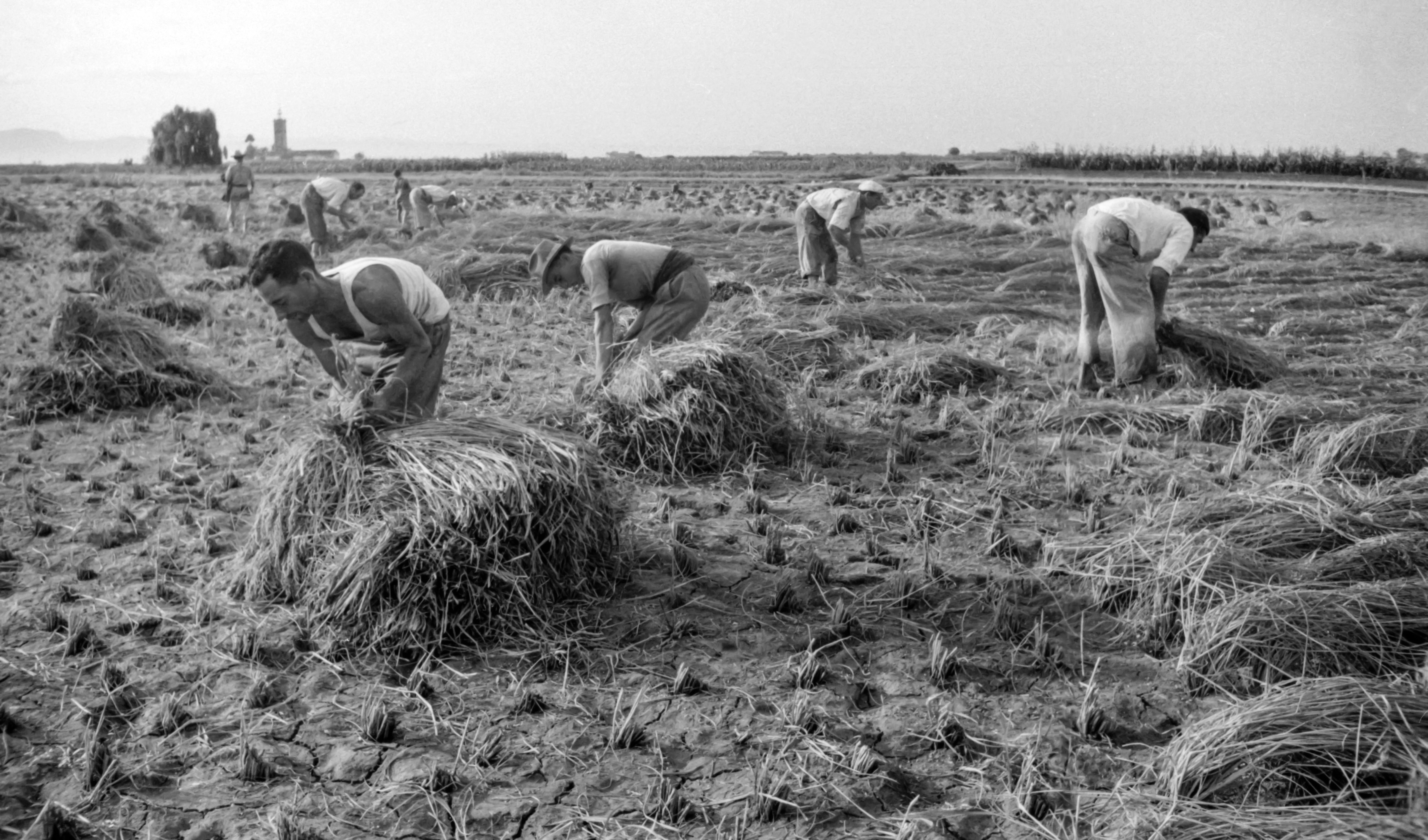
Reisernte in Spanien 1953, Alginet, Provinz Valencia

## Verarbeitung

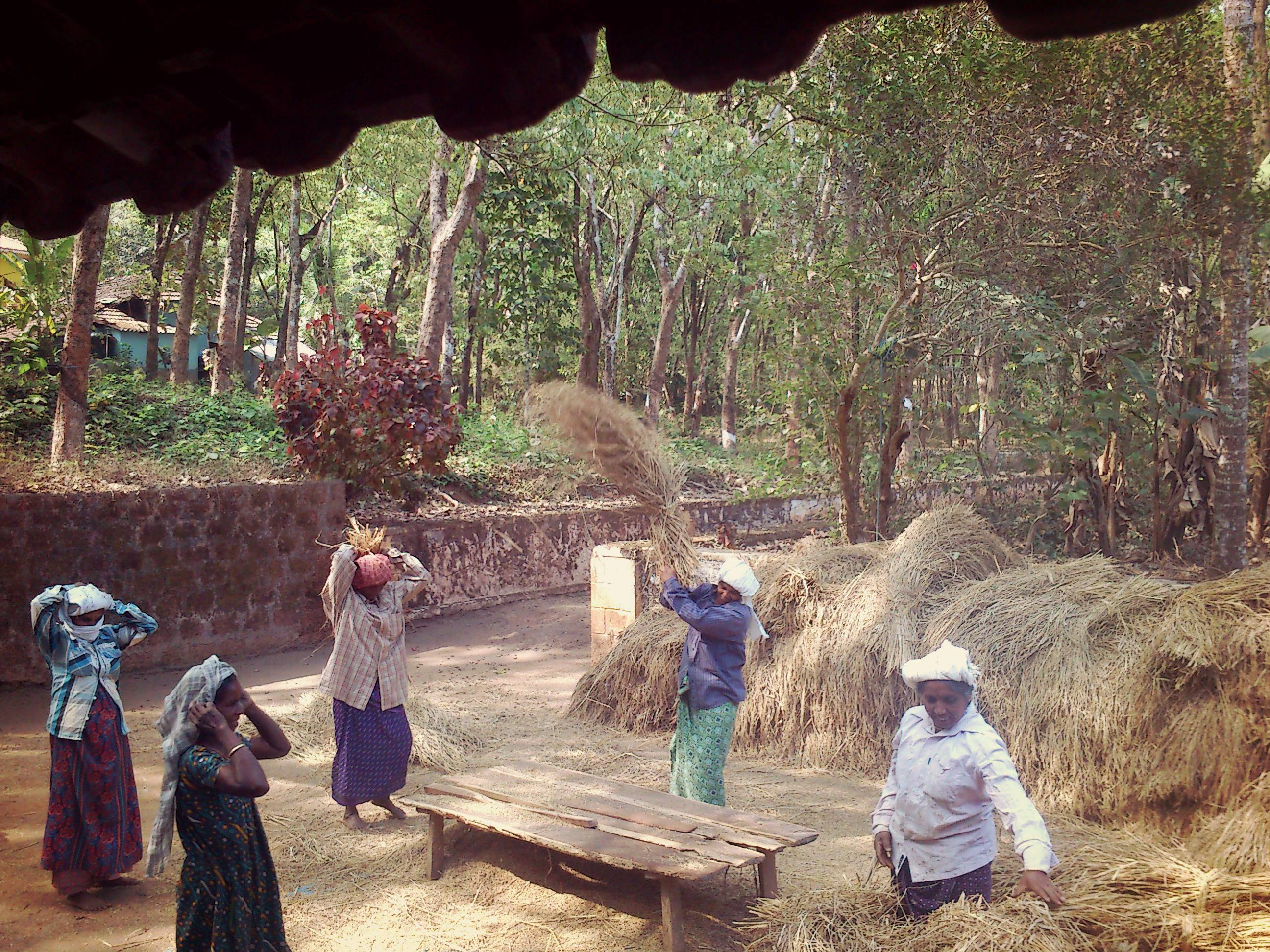
Frauen in Indien dreschen Reis

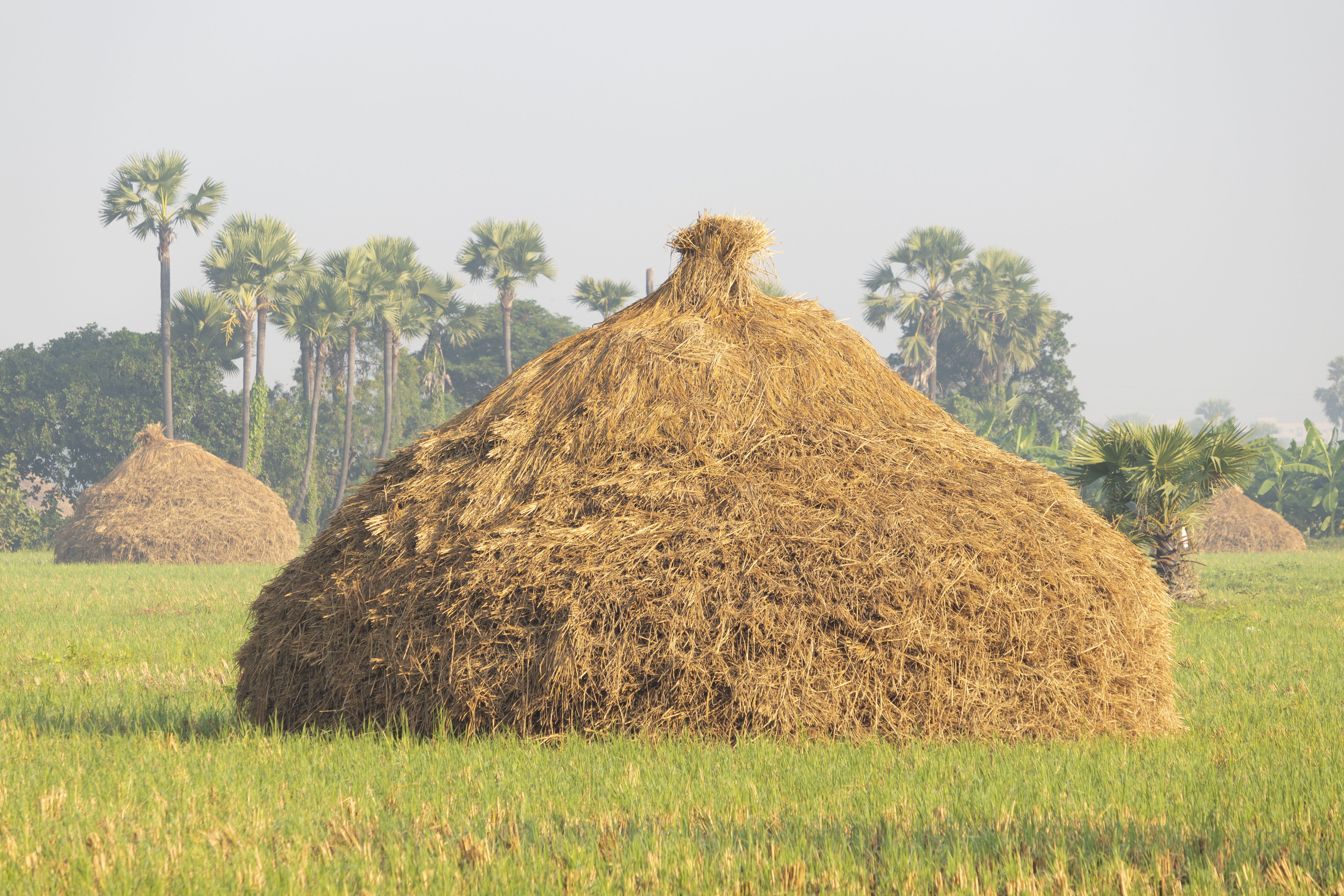
Ballen aus Reisstroh nahe Eluru (Indien)

Nach dem Schnitt des reifen Reises wird er gedroschen. Dabei bleiben die Deckspelzen am Reiskorn. Das komplette Reiskorn, wie es nach dem Dreschen vorliegt, ist ungenießbar. Im nächsten Schritt werden die Reiskörner auf 14 bis 16 % Wassergehalt getrocknet. Dieses Zwischenprodukt wird Roh-Reis oder Paddyreis genannt. Abhängig davon, welche und wie viele Verarbeitungsschritte folgen, entstehen verschiedene Produkte:
- In einer Reismühle werden die Spelzen entfernt, die etwa 20 % des ursprünglichen Gewichtes ausmachen. Es verbleibt die eigentliche Reisfrucht, die aus Mehlkörper, Keimling und umgebendem Silberhäutchen besteht. Sie wird ungeschälter Reis, brauner Reis oder auch Cargoreis genannt, da der Reis meist in dieser Form exportiert wird. Als Naturreis kommt dieser Reis auch teilweise zum Verbrauch in den Handel. In der Küche wird er auch Vollkornreis genannt, da dem Reiskorn noch das Silberhäutchen und der Embryo anhaften. Dadurch ist der Vitamin-, Spurenelement- und Proteingehalt höher als bei den üblichen Reisprodukten.
- Durch Schleifen werden Silberhäutchen und Keimling vom ungeschälten Reis entfernt. In dieser Form heißt der Reis geschliffener oder weißer Reis. Er ist wesentlich haltbarer als der fetthaltigere ungeschälte Reis, hat aber den größten Teil der Mineralstoffe und Vitamine verloren. In modernen Verarbeitungsbetrieben wird jedes Reiskorn einzeln fotografiert und mittels Computer werden zu kleine, gebrochene oder verfärbte Reiskörner automatisch aussortiert.
- Der nach dem Schleifen raue, leicht Stärke ins Kochwasser abgebende und deswegen sehr klebrig kochende Reis wird durch Polieren geglättet. Dies geschieht trocken oder mit Wasser durch Reibung der Reiskörner aneinander. Das Produkt heißt polierter Reis.
- Schnellkochender Reis ist vorgekochter und wieder getrockneter Reis.
- Als Bruchreis bezeichnet man Reis, der während der Verarbeitung zerbrochen ist.
- Flachreis oder Poha[50] ist gequetschter Reis, der in Indien für Süßspeisen verwendet wird.

Beim Parboiling-Verfahren (von englisch partially boiling „teilweise garen“) wird Rohreis zunächst kurz in Wasser eingeweicht und anschließend mit Heißdampf behandelt. Dabei lösen sich Inhaltsstoffe und diffundieren nach innen in den Mehlkörper. Nach dem Trocknen wird der Reis dann bis zum Polieren weiterverarbeitet. Im so hergestellten Parboiled-Reis bleiben etwa 80 % der Vitamine und Mineralstoffe aus dem Silberhäutchen erhalten.
Die bis in die 1980er Jahre örtlich übliche Talkum-Beschichtung des Reises mit Glucose als Bindemittel wird praktisch nicht mehr angewendet. Das Verfahren diente ursprünglich wohl der Haltbarmachung gegen die feuchte Umgebung bei der Verschiffung von poliertem Reis. Es führte zu einer schimmernden Oberfläche des Reises, was manche Verbraucher für ein Qualitätsmerkmal hielten. Die Beschichtung musste vor dem Kochen aber abgewaschen werden.

## Krankheiten

### Durch Agrarschädlinge
Den wirtschaftlichen Hauptschädling für den Reisanbau stellt der pflanzenpathogene Reisbrandpilz (Magnaporthe grisea) dar, welcher sich weltweit in gemäßigten Zonen verbreitet hat.
Daneben existieren weitere Pflanzenpathogene wie Corticium sasakii, Corticium vagum, Sclerotium irregulare, Hypochnus sasakii, Pellicularia sasakii und Rhizoctonia solani der gemäßigten und tropischen Zonen.

### Durch Vorratsschädlinge
Bei der Lagerung kann der Reis von Reiskäfern (Sitophilus oryzae) befallen werden, die zur Familie der Rüsselkäfer gehören. Die Larven der Käfer wachsen in den Reiskörnern heran und fressen sie von innen aus auf. Die Käfer vermehren sich auch im verpackten Reis weiter. Bei Rüsselkäferbefall befinden sich nicht nur die ausgewachsenen Käfer im Reis, sondern es gibt auch Reiskörner mit punktförmigen Fraßspuren und von innen ausgehöhlte Reiskörner. Da dadurch ein Befall mit anderen Schädlingen und Mikroben wahrscheinlich ist, wird beispielsweise in Japan empfohlen, den befallenen Reis aus hygienischen Gründen zu vernichten.
Ein weiterer Schädling ist die Reiswanze.

## Symbionten
Als Nützlinge wurden in den Wurzeln von Reis (Oryza sativa) einzelne Azo-Abarten von Bakterien der Familie Rhodocyclaceae lokalisiert. Diese praktizieren Stickstofffixierung aus Luft-Stickstoff und geben diese in einer symbiotischen Form an den Reis ab. Das Bakterium Sphingomonas melonis, das natürlich im Samen von Reispflanzen vorkommen kann, schützt die Wirtspflanzen auf natürliche Weise vor Pflanzenpathogenen. Das endophytisch lebende Bakterium, wird im Samen von einer Pflanzengeneration auf die nächste übertragen.
Ein weiterer bekannter Symbiont beim Reisanbau sind Algenfarne (Azolla). Sie haben stickstofffixierende Cyanobakterien (Anabaena azollae, Nostoc azollae) in Blatthöhlungen. Azolla wächst mit auf den Reisfeldern und trägt nach seiner Kompostierung zur Versorgung mit Stickstoff bei. Daneben be- oder verhindert ein dichter Bewuchs mit Azolla auf den eher stehenden Wasserflächen des Reisanbaus die Entwicklung vieler Mückenarten, was speziell in Gebieten, in denen Malaria vorkommt, von großem Vorteil ist.

## Sorten

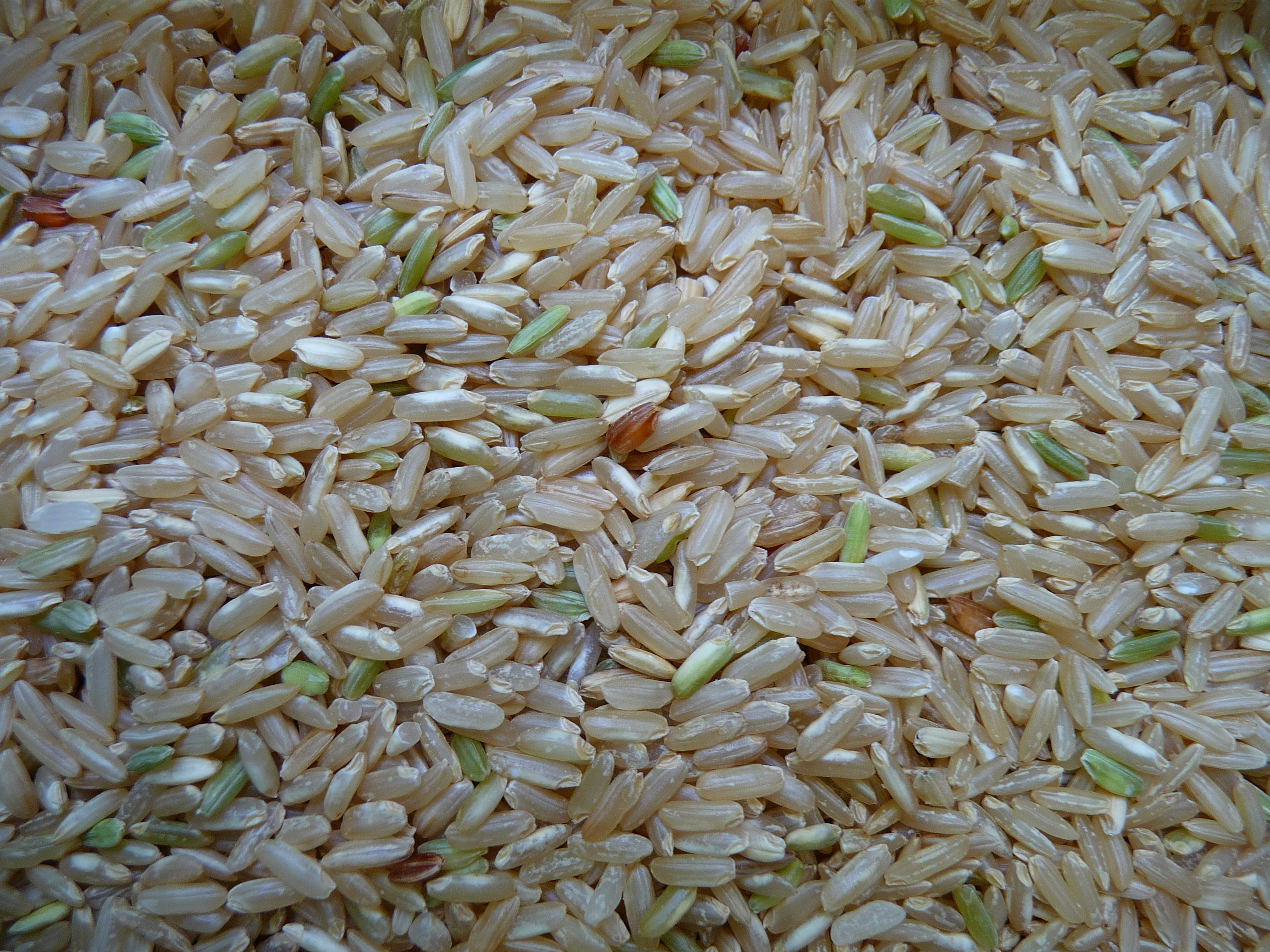
Ungeschälter Langkornreis

Reis kommt auf vier Kontinenten in verschiedenen Wildformen vor. Doch im Laufe der Jahrtausende haben sich nur zwei Hauptarten durchgesetzt, auf denen alle modernen Zuchtsorten basieren: Oryza sativa und Oryza glaberrima.
Oryza glaberrima, auch als Afrikanischer Reis bekannt, ist eine Wildform des Reises, die vor allem in Westafrika vorkommt. Sie hat sich über mehr als 3000 Jahre hinweg unabhängig vom asiatischen Reis (Oryza sativa) entwickelt und wurde erst mit der Kolonialzeit auf den afrikanischen Kontinent eingeführt. Diese Reissorte gedeiht gut auf nährstoffarmen Böden und ist relativ trockenresistent. Mit ihren langen Blättern verhindert Oryza glaberrima das Wachstum von Unkräutern, die mit ihr konkurrieren. Jedoch trägt sie nur wenige Körner pro Rispe, was zu geringeren Erträgen führt.
Die Grundsorten von Oryza sativa, der Ursprung aller asiatischen Zuchtsorten, lassen sich in zwei bis drei Gruppen unterteilen. Die Japonica-Gruppe zeichnet sich durch dunkle, aufrechte Blätter und eine geringere Anzahl an Trieben aus. Ihre Körner sind dick, kurz und klebrig, wenn sie gekocht werden. Diese Gruppe umfasst Rund- und Mittelkornreis. Eine Variante, der tropische Japonica (auch Javanica genannt), hat lange Halme und Rispen mit vielen Körnern, vermehrt sich aber nur schwach – aus einem Samen wachsen nur wenige Halme. Die Reissorten der Indica-Gruppe sind größer als die der Japonica und neigen dazu, bei Stürmen umzufallen. Ihre Blätter sind lang und hellgrün, die Rispen hängen zur Erde. Indica-Reis verträgt Kälte schlechter als Japonica, ist jedoch resistenter gegenüber Schädlingen, Trockenheit und Krankheiten. Die Körner der Indica-Gruppe sind lang, schlank, kleben beim Kochen kaum zusammen und behalten ihre Konsistenz. Diese Sorten produzieren Langkornreis, wie beispielsweise Patna, Duftreis und Chavala.
Allgemein werden die verschiedenen Reissorten in die Kategorien Rundkorn-, Mittelkorn- und Langkornreis unterteilt. Für den Handel unterscheidet man zwischen den beiden Extremen: Langkornreis (auch Brühreis, Patna, es gibt sowohl trocken kochende indische und javanische als auch klebrig kochende japanische Reissorten) und Rundkornreis (auch Milchreis). Langkornreis hat eine Länge von mehr als 6,0 mm. Das Verhältnis von Länge zu Dicke ist größer als 2 und kleiner als 3 bei Japonica, bzw. 3 und mehr bei Indica. Mittelkornreis ist 5,2–6,0 mm lang und das Verhältnis der Länge zur Breite beträgt weniger als 3. Rundkornreis ist 5,2 mm lang oder kürzer und das Verhältnis Länge zu Breite beträgt weniger als 2.
Die chinesischen und südostasiatischen Sorten stehen meist zwischen diesen beiden Polen, sind also Mittelkornsorten. Die Pflanzen des japanischen Reis sind weniger kälteempfindlich. So kann Reis in Japan sogar auf Hokkaidō, der nördlichsten Hauptinsel, angebaut werden.
Sowohl beim Langkornreis als auch beim Rundkornreis wird zwischen einer Art mit durchscheinendem Korn und einer mit trübem Korn unterschieden (die durch Polieren auch fast durchscheinend werden kann). Die Stärke im durchscheinenden Reis besteht zu 20 % aus Amylose und zu 80 % aus Amylopektin, im trüben Reis fast nur aus Amylopektin.
Unterschiedliche Reissorten eignen sich aufgrund ihrer Eigenschaften für unterschiedliche Gerichte. So wird für Risotto vorzugsweise Arborio, Vialone oder Carnaroli verwendet, für indische Gerichte Basmati-Reis, oder für Thai-Gerichte Jasmin-Reis. Insgesamt gibt es weltweit mehr als 120.000 Reissorten.

### Arborio-Reis

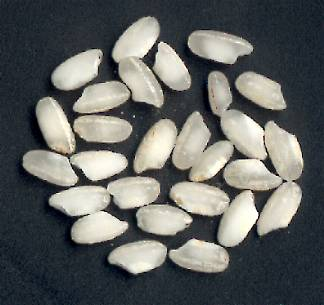
Arborio-Reis

Arborio (auch Avorio) ist eine Mittelkorn-Reissorte, die vor allem in der Po-Ebene Italiens angebaut wird. Sie zeichnet sich durch ein gedrungenes, ovales Korn aus. Sie wird vorzugsweise in Risotto verwendet.

### Bassein-Reis

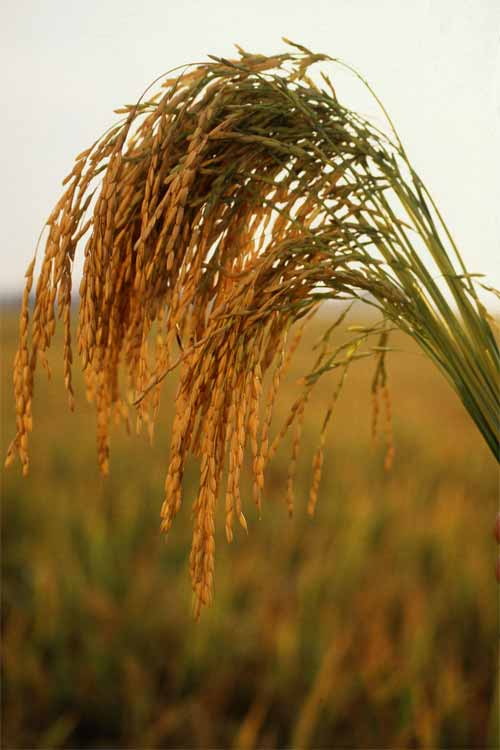
Reifer US-Reis

Dieser Reis kommt aus Südostasien und ist preiswerter als Java- oder Lombokreis. Die Körner ähneln diesen Sorten, lassen sich, da sie zur Gruppe der halbharten Sorten gehören, nicht so gut trocken kochen. Dämpft man diesen Reis, so kann er ebenfalls gut für die Reistafel gebraucht werden.

### Basmati-Reis
Basmati (Urdu: ﺑﺎﺳﻤﺘﻰ, Hindi: बास्मती bāsmatī, Paschtunisch:باسمتۍ) bedeutet auf Hindi „duftend“. Es ist ein besonders aromatischer, langkörniger Reis, der ursprünglich aus Afghanistan stammt. Er wird am Fuß des Himalaya angebaut und ist eine typische Beilage zu vielen Gerichten der orientalischen Küche.
Von den vermarkteten Basmati-Sorten sind 15 von den indischen und pakistanischen Behörden nach dem Code of Practice on Basmati zugelassen und dürfen maximal 7 Prozent Fremdreis enthalten:
- 5 pakistanische Sorten: Basmati 198, Basmati 370, Basmati 385, Kernel Basmati und Super Basmati.
- 10 indische Sorten: Basmati 217, Basmati 386, Dehradun, Haryana, Kasturi (Baran, Rajasthan), Mahdi Suganda, Punjab, Pusa, Ranbir und Taraori.

Die Basmati-Körner müssen danach mindestens 6,5 Millimeter lang sein. Basmatikörner sind im Verhältnis zur Länge schmaler als andere Langkornsorten und haben bereits ungekocht einen charakteristischen Geruch, der sich von anderen Reissorten deutlich unterscheidet.

### Sona-Masuri-Reis
Sona Masuri oder Sona Masoori ist eine Kreuzung aus den Sorten Sona und Masuri. Dieser hochwertige und duftende Reis wird in Südindien angebaut und vor allem in der südindischen Küche verwendet. Ein Teil wird in alle Welt exportiert. Die Körner sind klein und bleiben beim Kochen fest und werden nicht klebrig. Er eignet sich zum Anrösten, wird beispielsweise für Biryani verwendet. Trotz der Längenverhältnisse, die eher einem Mittelkornreis entspricht, handelt es sich um eine harte Sorte mit transparenten Körnen und kleinerem glykämischen Index im Vergleich zu anderen Sorten.

### Bara-Reis
Der Bara-Reis stammt ursprünglich aus der Region Peschawar, die südlich des Bara-Flusses liegt und nach diesem benannt ist. Der Reis zeichnet sich durch lange, dünne Körner aus, die beim Kochen leicht trennbar sind, und hat einen feinen Geschmack sowie einen angenehmen Duft. Er war besonders bekannt für seine Qualität und wurde sowohl im Osten als auch im Westen geschätzt, insbesondere in Indien, Afghanistan und im Iran.
Im späten 19. Jahrhundert wurde der Bara-Reis erfolgreich im Iran angebaut, was zur Entstehung der bekannten Sadri-Reissorte führte. Der iranische Premierminister Mirza Aqa Khan Nuri spielte eine Schlüsselrolle bei der Einführung des Bara-Reises in Iran, indem er Bara-Saatgut in der Provinz Mazandaran vermehrte.
Trotz des frühen Ruhms des Bara-Reises und seiner Verbreitung in der Region Peschawar ging der Anbau nach der britischen Annexion 1849 zurück. Bara-Reis aus Peschawar ist heute nicht mehr erhältlich, und auch der Anbau in der Region Peschawar endete endgültig in den 1980er Jahren, als der Bara-Fluss umgeleitet wurde. Die Sadri-Sorte behielt viele Eigenschaften des ursprünglichen Bara-Reises bei.

### Sadri-Reis
Sadri-Reis ist eine Reissorte, die im Norden des Iran, in den Provinzen Gilan, Mazandaran und Golestan, angebaut und geerntet wird.
Gilan ist in dieser Hinsicht die wichtigste Provinz, wenn man bedenkt, dass 52 % des Ackerlandes in dieser Provinz Reisfelder sind. Diese Zahl beträgt etwa 16 % in der Provinz Mazandaran, 3 % in der Provinz Fars und weniger als 1 % im Rest des Landes. Die Reiskörner sind mittellang und zeichnen sich durch ihre lockere und nicht klebrige Konsistenz nach dem Kochen aus. Sadri-Reis wird häufig für traditionelle iranische Gerichte wie Pilaw oder als Beilage zu Fleisch- und Gemüsegerichten verwendet. Darüber hinaus ist die Proteinmenge in jedem Korn dieses Reises relativ hoch und die Rohkornlänge dieses Reises beträgt mehr als 7 mm, bei einer gekochten Kornlänge von 13 mm. Schwarzschwanzreis (Dom Siah-Reis), Gelbschwanzreis und Rotschwanzreis sind die drei verfügbaren Sadri-Reissorten. Heutzutage werden Gelbschwanz- und Rotschwanzreis weniger angebaut als Schwarzschwanzreis.
Der Dom Siah-Reis (persisch: دم سیاه, deutsch: „schwarzer Schwanz“) wird in der Region des Kaspischen Meeres, hauptsächlich in Gilan, angebaut wird. Die Sorte zeichnet sich durch ihr langes, dünnes Korn aus und wird traditionell hauptsächlich gedämpft zubereitet. In vielen iranischen Gerichten wird Dom Siah-Reis als Beilage zu Fleisch, Fisch oder Gemüse serviert.

### Hashmi-Reis
Hashmi-Reis ist eine Reissorte aus dem Iran, die vor allem in der Region Gilan angebaut wird. Diese Sorte zeichnet sich durch ihre langen, dünnen Körner und ihren milden Geschmack aus. Im Iran wird oft ein Tarem-Hashemi-Reis verkauft, die ist eigentlich eine Mischung aus Tarem-Reissamen und Hashemi-Reis, die auf demselben Reisfeld nebeneinander angebaut werden. Hashmi-Reis wächst hauptsächlich auf Böden, die reich an Nährstoffen und Mineralien sind. Beispielsweise sind die zentralen Gebiete der Provinz Gilan, die rund um das Anzali-Sumpfgebiet liegen, aufgrund der besonderen Wetterbedingungen und des fruchtbaren Bodens die besten Gebiete für den Hashemi-Reisanbau.
Wenn diese Bedingungen nicht gegeben sind, verbiegt sich der Reis während seines Wachstumsprozesses und seine Stängel fallen zu Boden. In diesem Zustand spricht man davon, dass der Reisstängel schläft oder abgefallen ist. Ein Thema, das fleißigen Landwirten große Sorgen bereitet und bei der Ernte hohe Kosten verursachen kann.

### Tarom-Reis
Tarom-Reis ist die bekannteste und am weitesten verbreitete Reissorte im Iran. Dieser iranische Reis wurde zunächst in Tarom in der Provinz Zandschan angebaut und dann in den nördlichen Regionen der Provinzen Mazandaran und Gilan angebaut. Mittlerweile ist es in 13 verschiedenen Sorten auf dem Markt erhältlich; Die bekanntesten davon sind Tarom Mahali-Reis und Tarom Hashemi-Reis.

### Bomba-Reis
Bomba-Reis (spanisch arroz bomba, katalanisch arròs bomba) ist eine Reissorte, die vor allem in den spanischen Regionen Valencia und Murcia angebaut wird. Sie wird traditionell für die Paella, jedoch auch für zahlreiche andere Regionalgerichte der Valencianischen Küche verwendet. Charakteristisch ist der im Vergleich zu anderen Rundkornreissorten geringere Stärkegehalt, wodurch er beim Kochen fester und körniger bleibt.

### Rangoon-Reis
Dieser Reis kommt aus Myanmar, hat fast die gleichen Eigenschaften wie der Basseinreis und gehört zu den halbharten Sorten.

### Java- und Lombok-Reis
Die nach den Inseln Java und Lombok benannten Sorten haben lange und sehr dünne Körner, kochen trocken und quellen sehr stark.

### Patna-Reis
Der Patna-Reis ist dem Java- und Lombok-Reis ähnlich. Die Körner sind lang, dünn und durchsichtig. Er gehört zur „harten“ Gruppe, ist also trocken kochend.

### Japan-Reis

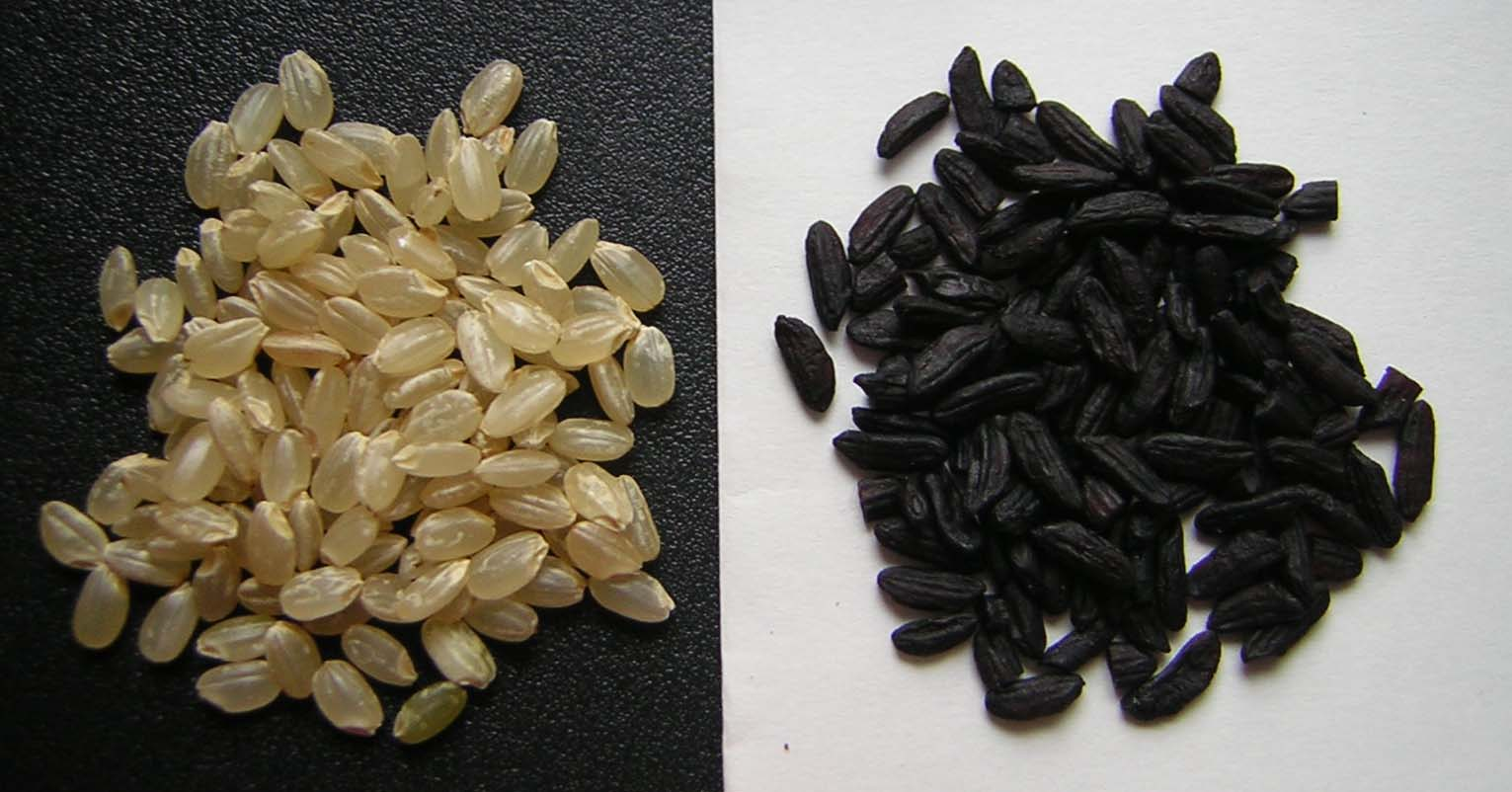
Vollkornreis und schwarzer Naturreis aus Japan

Aufgrund der großen Nord-Süd-Ausdehnung des Landes und somit sehr unterschiedlichen klimatischen Bedingungen werden viele verschiedene Reissorten angebaut. Die wohl bekanntesten sind Koshihikari und Sasanishiki. Der Reis wird sowohl poliert (hakumai: 白米 oder seimai: 精米) als auch unpoliert (genmai: 玄米) im Handel angeboten.
Verschiedene Sorten der Unterart japonica (Oryza sativa ssp. japonica) werden außer in Japan auch in den USA, Ägypten, Spanien und Italien angebaut. Das Korn ist weicher als Langkornreis, wird im deutschsprachigen Raum vor allem für Milchreis gebraucht und ist auch unter dieser Bezeichnung im Handel. Die Körner sind kurz und dick, beinahe rund.
In Japan selbst wird dieser Reis normalerweise ohne Salz in Wasser gekocht und mit Gemüse, Fisch und Fleisch gegessen. Dabei ist der Reis keine Beilage, sondern wird als zentraler Bestandteil der Mahlzeit angesehen.
Neben dem „normalen“ Reis gibt es Reissorten, die für besondere Zwecke angebaut werden. So ist Mochigome (餅米) die japanische Bezeichnung für den trüben Klebreis, der normalerweise gestampft wird, so dass eine zähe, klebrige Masse entsteht, die sowohl für traditionelle Süßigkeiten benutzt werden kann als auch als Suppeneinlage oder geröstet als Mahlzeit. Sakamai (酒米) ist eine besonders großkörnige und stärkehaltige Reisart, die zur Herstellung von Sake, japanischem Reiswein, gebraucht wird. Roter und schwarzer Naturreis sind in Japan unter dem Namen Kodaimai (古代米) auf dem Markt, sie werden wegen ihres hohen Preises üblicherweise dem normalen Reis nur beigemischt.

### Chigalon-Reis
Chigalon wird seit den 1960er Jahren in der Camargue in Frankreich angebaut. Diese Reissorte hat das für die Unterart Oryza sativa ssp. japonica charakteristisch runde Korn.

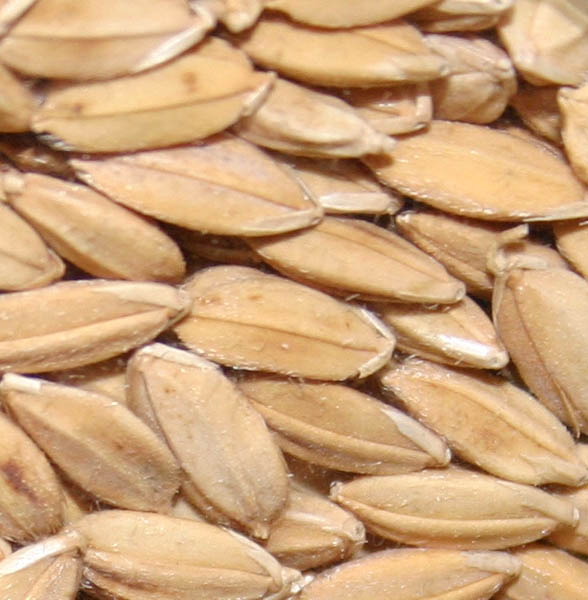
Chigalon Rohreis
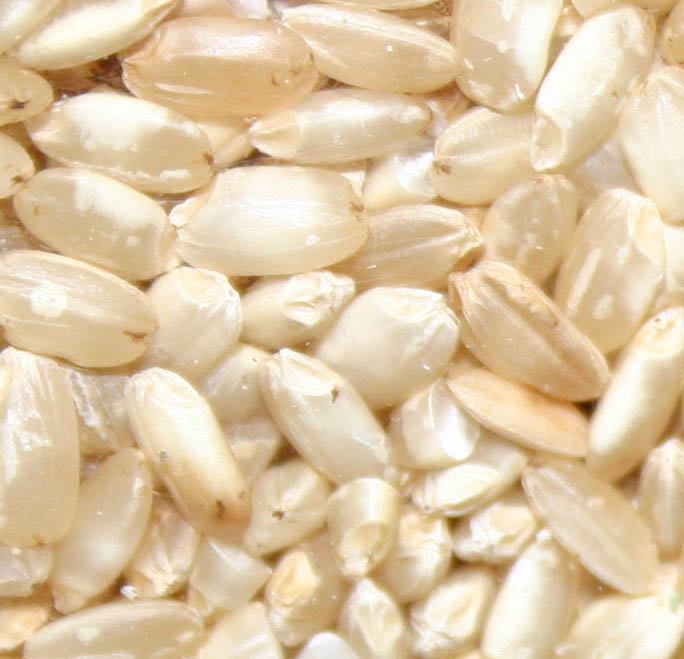
Chigalon Vollkornreis
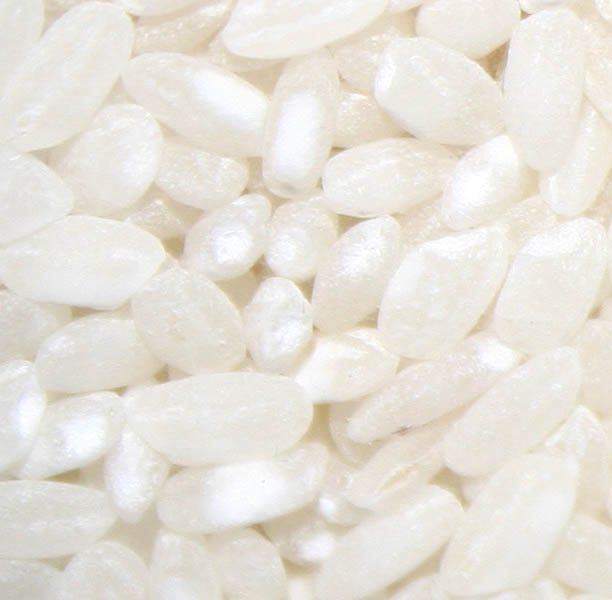
Chigalon weiß

### Inca-Reis
Inca hat lange und schmale Körner, die dem europäischen Standard für Langkornreis entsprechen.

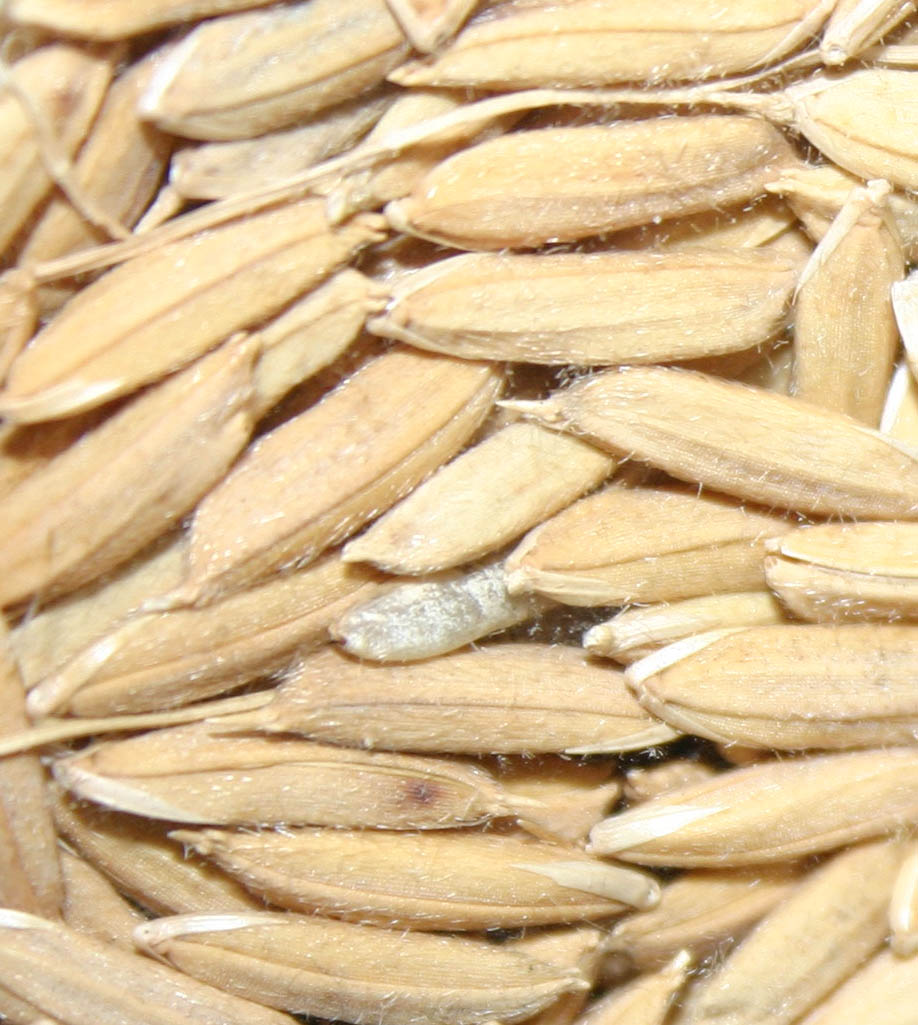
Inka Rohreis
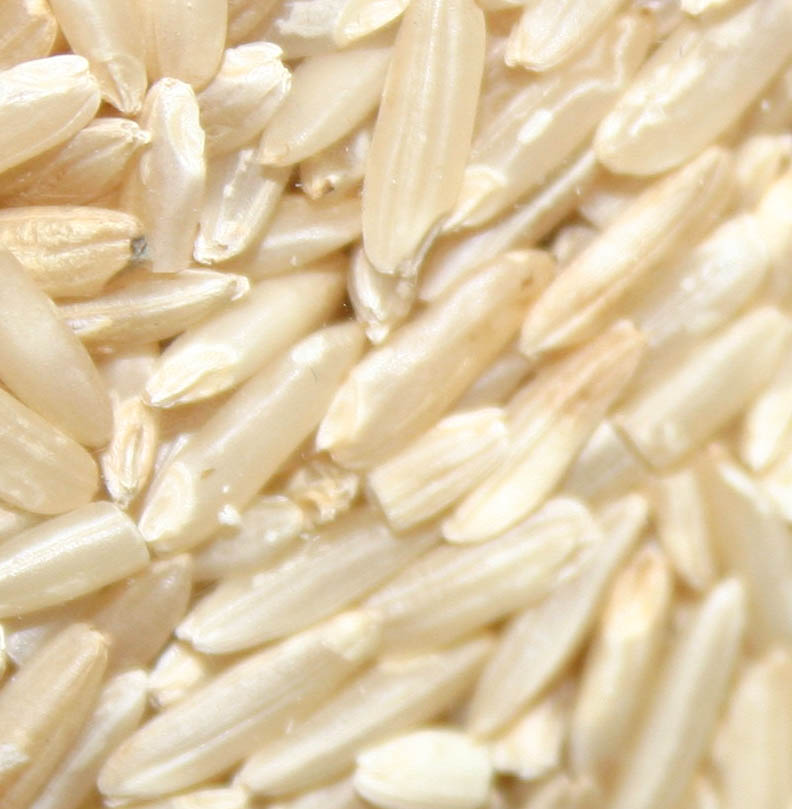
Inka Vollkornreis
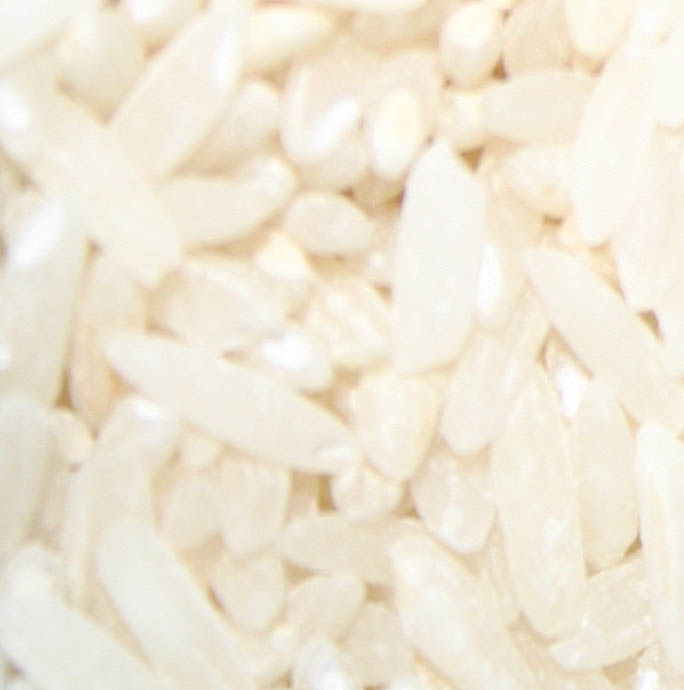
Inka weiß

### Irat-Reis
Irat 285 hat ein langgranniges Korn und ist so während der Kornbildung besser gegen Vögel geschützt.

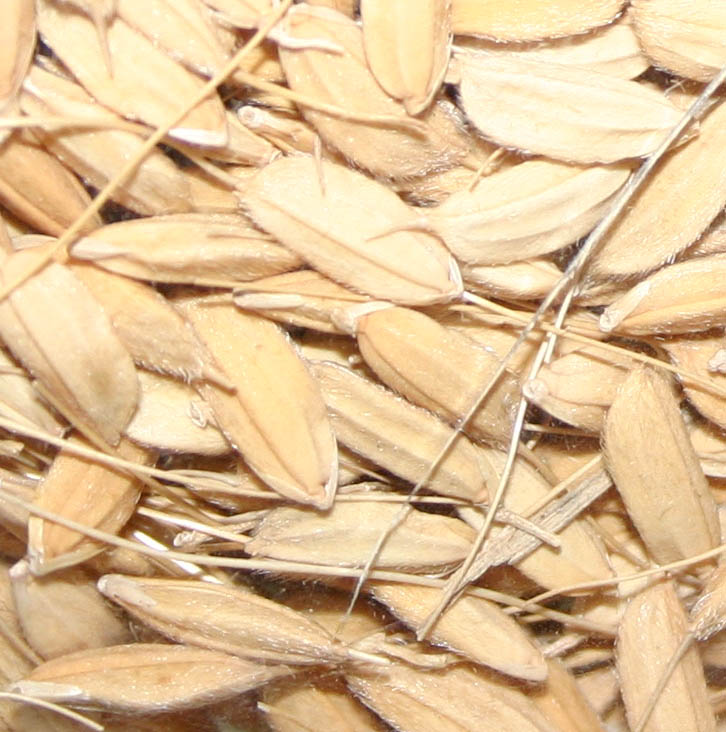
Irat 285 Rohreis
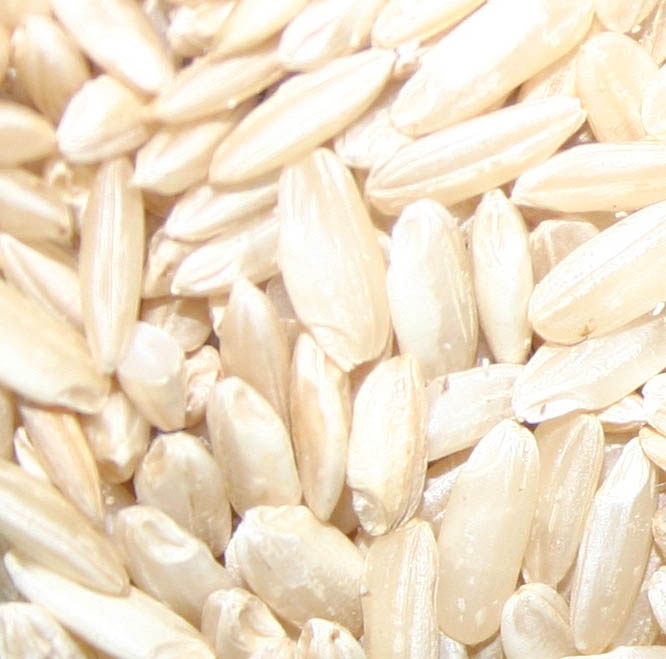
Irat 285 Vollkornreis

### Khao Youak-Reis
Khao Youak ist reich an Stärke und gehört damit zum klebrigen Reis, der in der japanischen Küche speziell für die Zubereitung von Sushi verwendet wird.

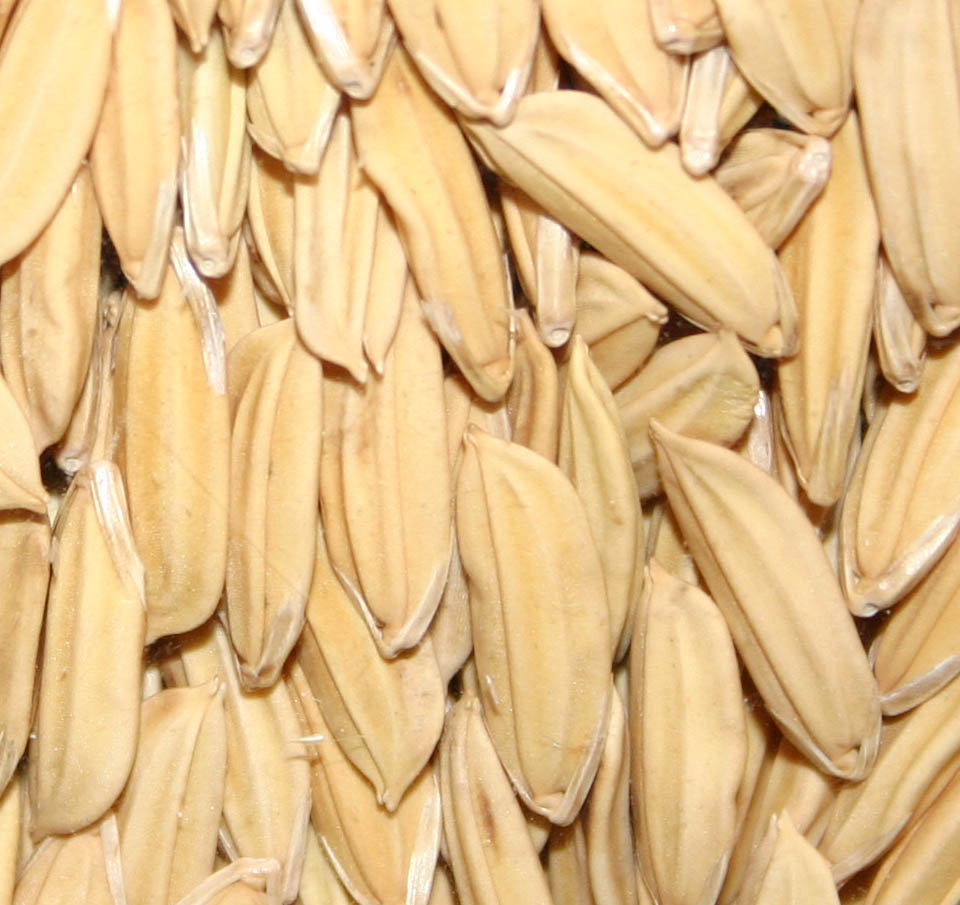
Khao Youak Rohreis
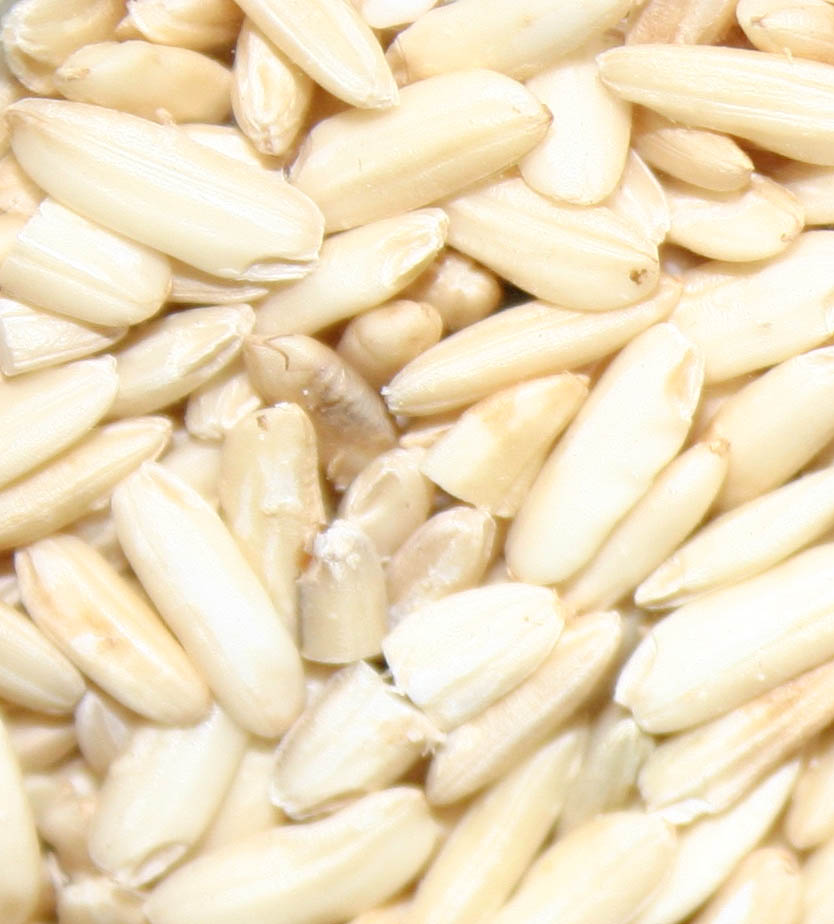
Khao Youak Vollkornreis
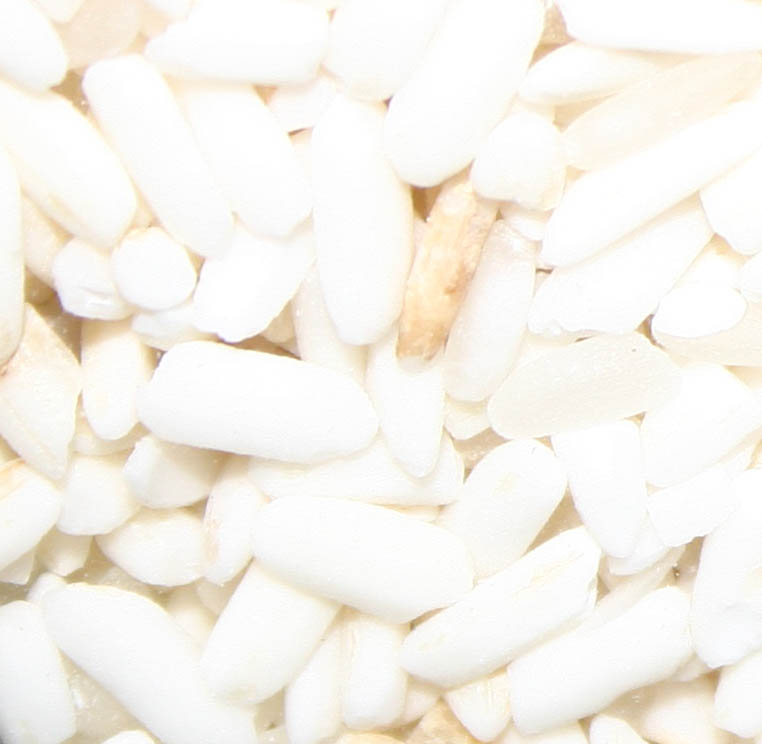
Khao Youak weiß

### Süßreis
Süßer Reis, auch Mochi-Reis genannt, kommt ursprünglich aus Japan. Er eignet sich besonders für Süßspeisen. Tatsächlich ist er nicht süß, wie der Name vermuten lässt, sondern geschmacksneutral.

### Sorte C-Reis
Sorte C gehört zur Art Oryza glaberrima und wird auch afrikanischer Reis genannt, da er hauptsächlich in Westafrika angebaut wird. Das Blatt ist rot gestreift, weshalb die Sorte „rotgeflügelter Reis“ genannt wird.

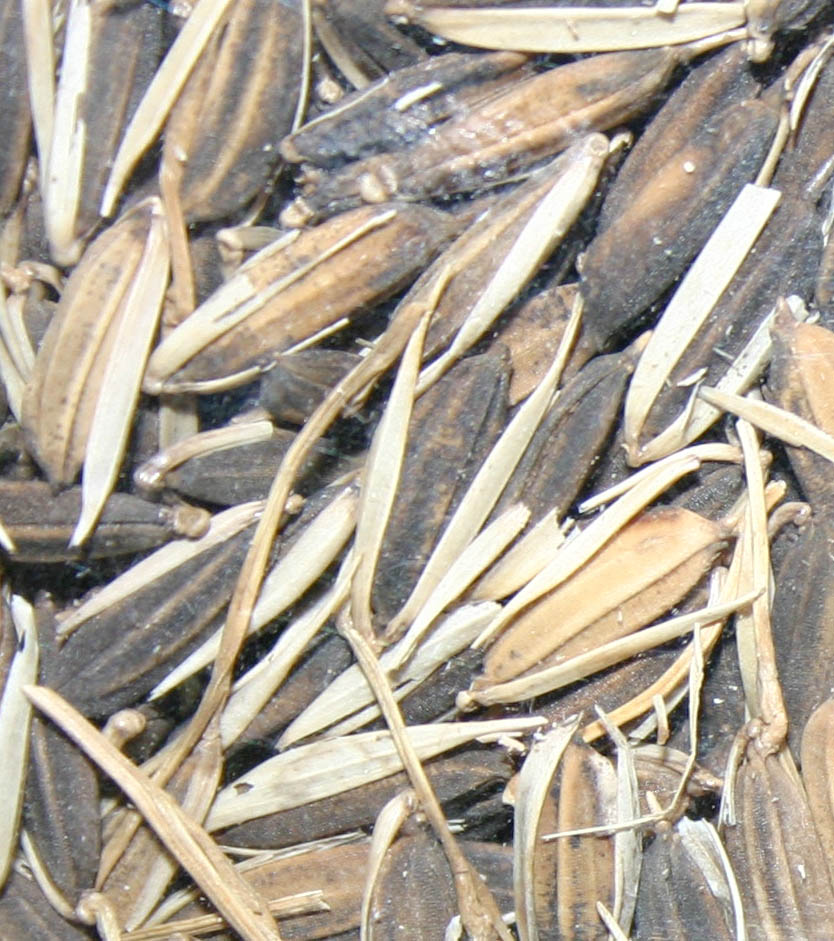
Sorte C Rohreis
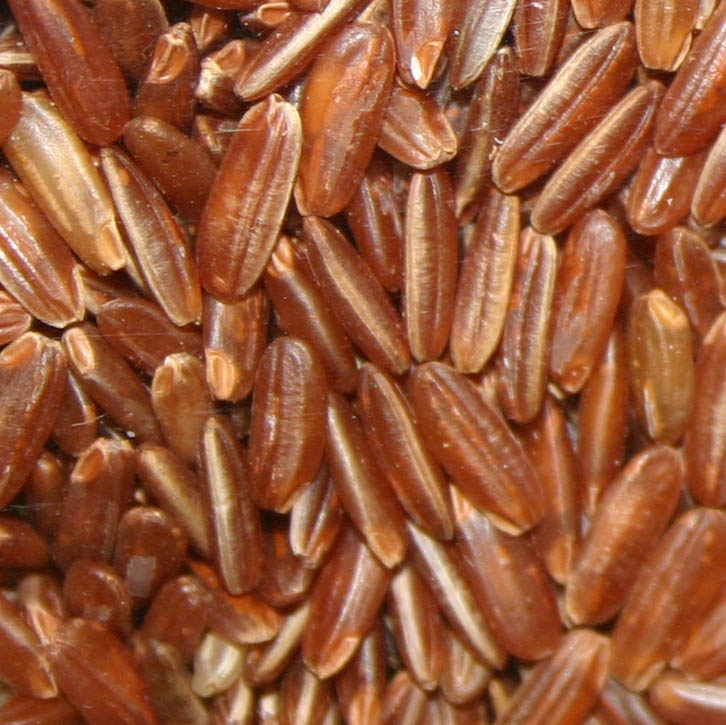
Sorte C Vollkornreis
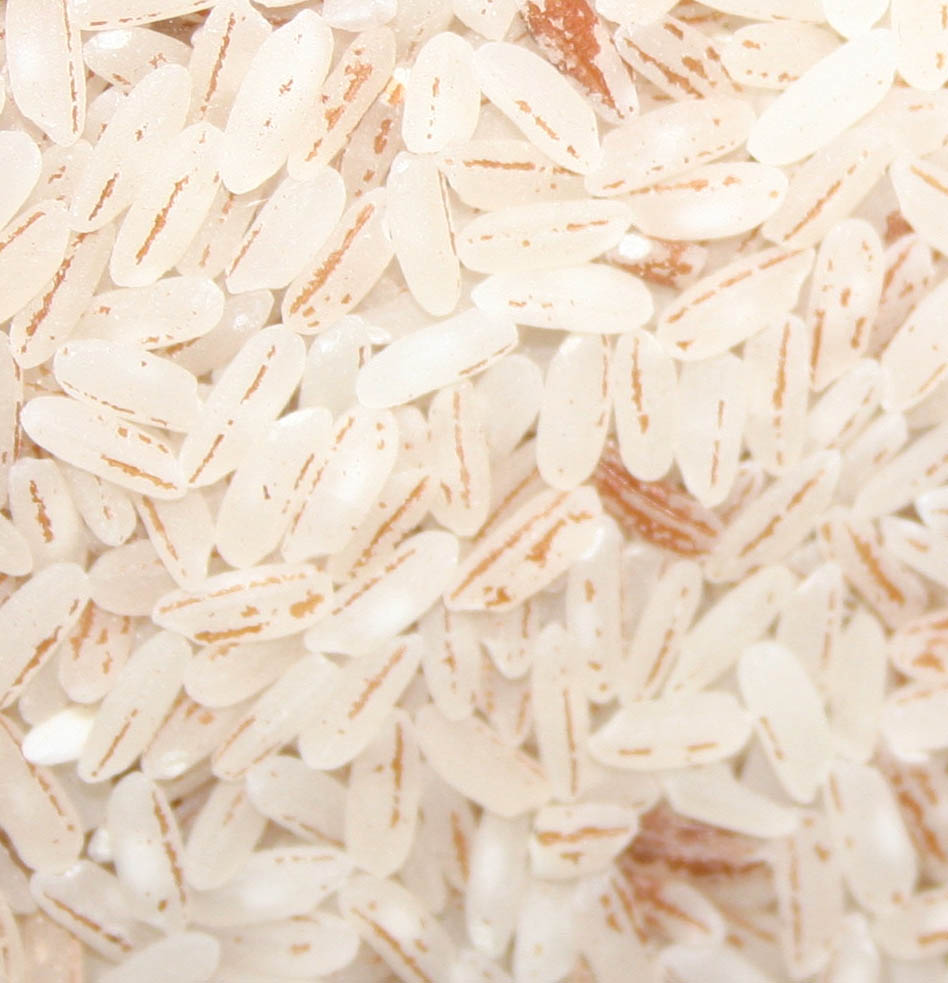
Sorte C weiß

### Jasmin-Reis

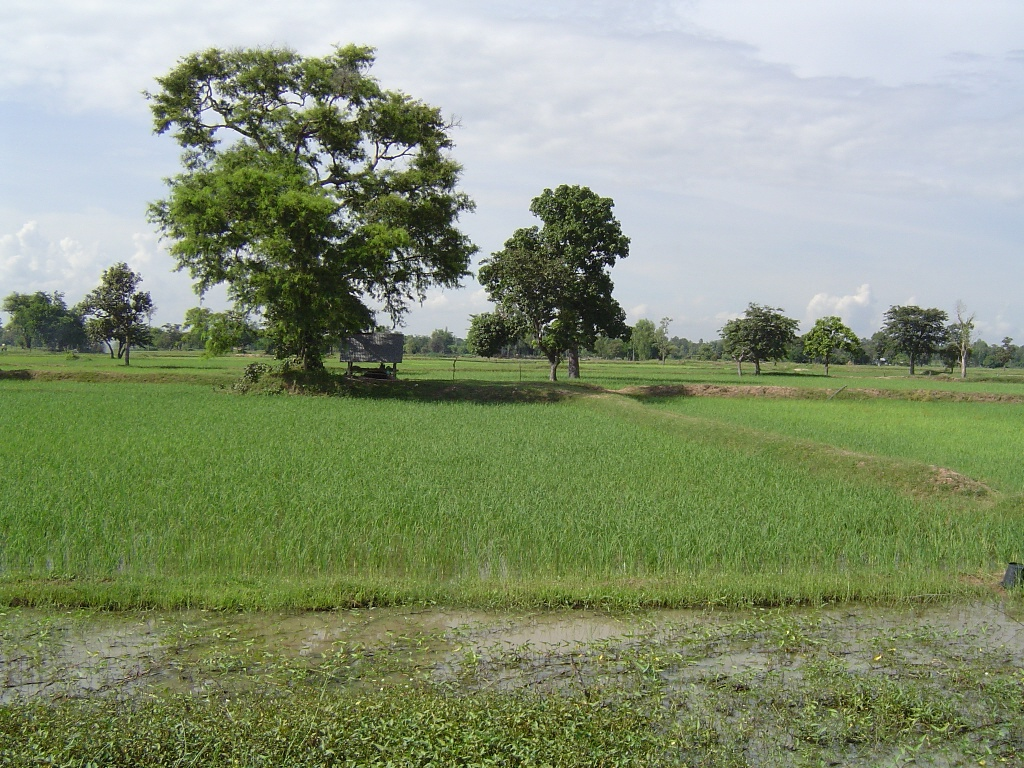
Nordost-Thailand: Jasminreis-Felder Anfang September

Der Jasmin-Reis (auch Duftreis oder Siam-Reis) wird hauptsächlich im Norden Thailands, aber auch in Laos, Vietnam und Italien angepflanzt. Man nennt ihn „Duftreis“, weil er beim Kochen angenehm nach Jasmin riecht und, im Gegensatz zu vielen anderen Sorten, durch eine spezielle Anbaumethode ein wenig Eigengeschmack hat. Die Körner sind klein und für die Reistafel gut geeignet, da sie ebenfalls zu den „harten“ Reissorten gehören. Bei dem Reis aus Thailand ist die „Golden“- beziehungsweise „AAA“-Qualität die beste und teuerste, der „Bruchreis“ (gebrochener Reis) ist eine günstigere, wenngleich etwas schlechtere Qualität.

### Roter Reis

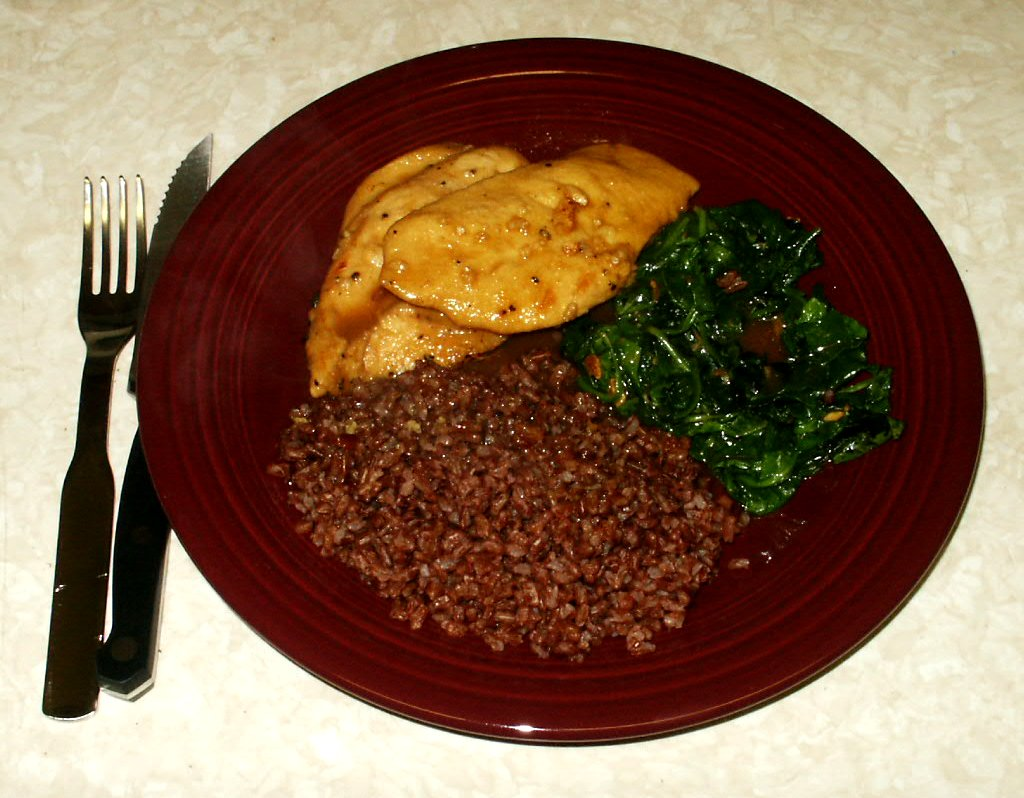
Gericht mit rotem Bhutan-Reis, Hühnchen und Spinat

Reissorten mit einer roten Kleieschicht werden als roter Reis bezeichnet. Sie werden in der Regel als Naturreis, also als unbehandeltes Vollkornprodukt, angeboten. Die rote Farbe erhält der Reis durch den Gehalt an Anthocyanen in seiner Kleieschicht.
Bekannt sind sechs Formen:
- Philippinischer roter Bergreis
- Thailändischer roter Naturreis
- Roter Bhutan-Reis
- Indischer Raktashali-Reis
- Indischer Matta-Reis
- Der Camargue-Reis

Philippinischer roter Bergreis wächst im Süden des Inselstaates im bergigen Dschungel. Er gilt als sehr widerstandsfähig und nährstoffreich und wird nur einmal im Jahr geerntet. Seine rote Farbe ist natürlich und nicht nur auf die Außenhaut beschränkt, sondern durch das ganze Korn vorhanden.
Roter thailändischer Naturreis („Red Cargo Rice“) ist ein rotschaliger, nicht verklebender Langkornreis.
Roter Bhutan-Reis (es gibt auch weißen Bhutan-Reis), der in den Bergen des Himalaya-Königreiches Bhutan auf einer Höhe von 2.000 bis 3.600 Metern wächst und mit Gletscherwasser bewässert wird, hat eine rote Schale und einen weißen Kern.
Der indische Raktashali-Reis aus Karnataka findet Verwendung in der Heilkunst des Ayurveda.
Indischer Matta-Reis wird in Kerala und Karnataka angebaut.
Roter Camargue Reis. Ursprünglich stammt dieser mittelkörnige Reis aus Indien und entstand aus der Kreuzung von wildem Reis und einer Kulturreissorte. In Europa wird dieser Reis seit den 1980ern in der französischen Camargue angebaut.
Chinesischer rot fermentierter Reis, auch Xuezhikang (XZK) oder Angkak genannt und vor allem in China verbreitet, zählt nicht zu den roten Naturreisarten, da zur Herstellung ein herkömmlicher Reis mit dem Pilz Monascus purpureus versetzt wird und sich die charakteristische intensiv-rote Farbe erst bei der Fermentierung entwickelt.

### Schwarzer Naturreis
Im Gegensatz zum nicht direkt verwandten Wildreis, der aus Nordamerika stammt und ebenfalls schwarz gefärbt ist, stammt schwarzer Reis ursprünglich aus China und wird unter anderem in Japan, Thailand und auf Bali angebaut.
In den 1990er Jahren wurde der asiatische schwarze Reis mit einer italienischen Sorte gekreuzt und wird seitdem als Riso Venere bzw. Venusreis auch im Piemont angebaut. Schwarzer Reis ist im Inneren ebenfalls weiß. Üblicherweise wird er als Naturreis angeboten, das heißt, er wird lediglich entspelzt, jedoch nicht geschält oder geschliffen, um die äußeren schwarzen Hüllschichten zu erhalten.

### Grüner Reis

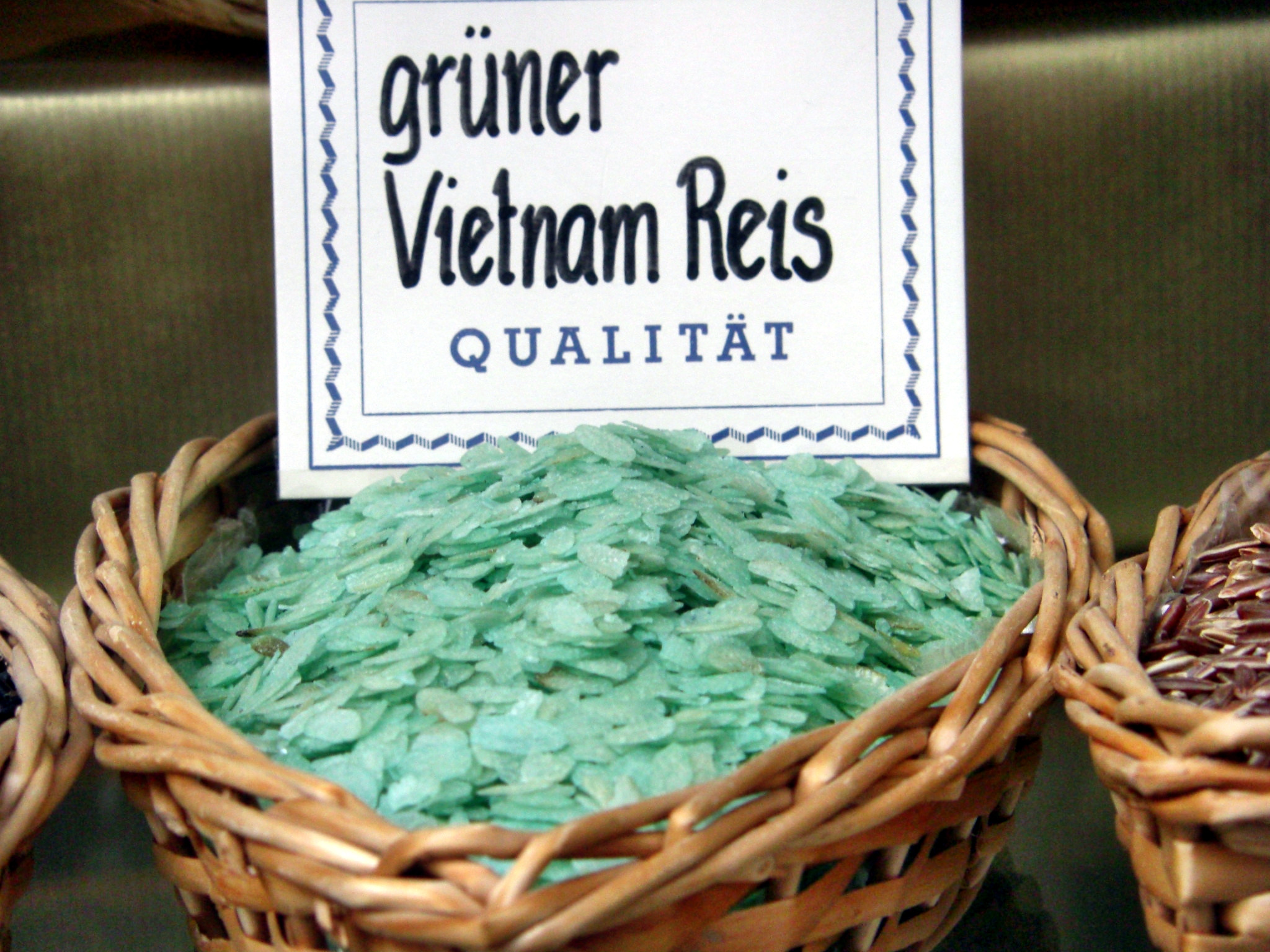
Grüner Reis aus Vietnam

Grüner Reis stammt aus Vietnam, wo er vor der eigentlichen Reisernte gewonnen wird. Das unreife Korn wird per Hand aus der Rispe gedrückt und dann in der Sonne getrocknet. In diesem Reifezustand hat sich der Zucker noch nicht in Stärke umgewandelt, so dass man den Reis bestenfalls zu Brei kochen kann. Er eignet sich ansonsten auch zum Panieren von Fisch und Geflügel. Zudem ist durch Einkochen mit Zucker zu einer Krokantmasse eine Verwendung als Dekorationsmaterial für Desserts möglich.

## Qualitätsstufen
In Deutschland wird der Langkorn- und Rundkornreis in folgenden Qualitätsstufen in den Handel gebracht:
- Spitzen-/Premiumqualität: max. 5 % Bruchreis
- Standardqualität: max. 15 % Bruchreis
- Haushaltsqualität: max. 25 % Bruchreis
- Haushaltsqualität mit erhöhtem Bruchanteil: max. 40 % Bruchreis

Bruchreis sind die beim Absieben anfallenden Bruchstücke. Der Anteil von Bruchreis an der Ernte liegt je nach Herkunftsgebiet, Sorte und Verarbeitungstechnik zwischen 18 % und über 50 %. Bruchreis wird oft maschinell von den unbeschädigten Körnern getrennt und für Reismehl, Reisschnaps oder Tierfutter verwendet.
Die Qualitätsstufen beziehen sich ausschließlich auf die Eigenschaften des Reises bei der Zubereitung der Speisen, der Nährstoffgehalt ist (innerhalb derselben Sorte) gebrochen oder ungebrochen, gemischt oder rein, stets gleich. Auch geschmacklich sind beide Varianten identisch, haben aber in Verbindung mit anderen Zutaten leicht abweichende gastronomische Eigenschaften. So nimmt gegarter Bruchreis Soßen und Aromen anders auf als Ganzkornreis. Für den in Deutschland bevorzugten körnigen, lockeren Gabelreis wird oft die Qualität Spitzen/Premium verwendet.
Weil in vielen nationalen Küchen ungebrochene Körner bevorzugt werden, ist der Bruchreis im Welthandel meist billiger. Oft werden Überschüsse von Bruchreis zu Reismehl und Reisgrieß weiterverarbeitet, die industriell zur Produktion von stärkehaltigen Nahrungsprodukten, aber auch Süßigkeiten, Alkoholika und Reis-Essig verwendet werden können. So wird Reismehl im internationalen Raum sehr oft zur Produktion von Bier herangezogen. Er liefert bei der alkoholischen Gärung eine höhere Ausbeute und hinterlässt eine geringere Trebermasse als Stärkelieferanten auf Weizen- oder Roggenbasis, erzeugt aber auch eine andere geschmackliche Note.
Bei der Verwendung von Reis als Grundstoff für Reismehl oder Reisschnaps oder als Tierfutter oder Futterzusatzmittel (Endmast) spielt die Qualitätsstufe und Zusammensetzung des Reises keine Rolle. Dort stehen die Preisunterschiede im Vordergrund, so dass bei genügender Menge oft reiner Bruchreis verwendet wird oder dieser beigemischt wird.

## Nährstoffe

### Zusammensetzung
Die Zusammensetzung von Reis ist abhängig von den Umweltbedingungen (Boden, Klima), der Anbautechnik (Düngung, Pflanzenschutz) und der Verarbeitung des Rohreises. So verringern sich Proteine, Eisen, Zink, die Vitamine B1, B2, B5 und B9 im Rahmen der Klimakrise mit ansteigender Kohlenstoffdioxid-Konzentration, Vitamin E dagegen nimmt zu. Dies ist ein Problem, welches die weltweite Unterernährung weiter verstärkt.
Polierter, weißer Reis setzt sich wie folgt zusammen (durchschnittliche Angaben je 100 g essbarem Anteil):
| Wasser          | 12,9 g |
| Eiweiß 1        | 6,8 g  |
| Fett            | 0,6 g  |
| Kohlenhydrate 2 | 77,8 g |
| Ballaststoffe   | 1,4 g  |
| Mineralstoffe   | 0,5 g  |

| Natrium   | 4 mg     |
| Kalium    | 100 mg   |
| Magnesium | 30 mg    |
| Calcium   | 6 mg     |
| Mangan    | 0,9 mg   |
| Eisen     | 0,845 mg |
| Kupfer    | 0,2 mg   |
| Zink      | 0,975 mg |
| Phosphor  | 115 mg   |
| Selen     | 0,007 mg |

| Thiamin (Vit. B1)        | 60 µg   |
| Riboflavin (Vit. B2)     | 30 µg   |
| Nicotinsäure (Vit. B3)   | 1300 µg |
| Pantothensäure (Vit. B5) | 630 µg  |
| Folsäure                 | 11 µg   |
| Vitamin E 3              | 185 µg  |

| Arginin 4    | 570 mg |
| Histidin 4   | 170 mg |
| Isoleucin    | 340 mg |
| Leucin       | 660 mg |
| Lysin        | 290 mg |
| Methionin    | 170 mg |
| Phenylalanin | 390 mg |
| Threonin     | 280 mg |
| Tryptophan   | 90 mg  |
| Tyrosin      | 260 mg |
| Valin        | 490 mg |

1 mg = 1000 µg

Der physiologische Brennwert beträgt 1460 kJ (349 kcal) je 100 g essbarem Anteil.
Die Reisfrucht enthält wenig Natrium, Kalzium oder Kalium. Aufgrund seiner Armut an Natrium eignet sich Reis zur Entwässerung des Körpers; allerdings muss er zu diesem Zweck ohne Salz gekocht werden.
Vollkornreis enthält mehr Vitamine und Spurenelemente als weißer Reis. Vor allem der Gehalt an Magnesium 157 mg, Calcium 23 mg, Eisen 2,6 mg, Zink 1,4 mg sowie den Vitaminen E 1,2 mg, B1 410 µg, B2 90 µg, B3 5,2 mg ist bedeutend größer.

### Reis und Vitaminmangelkrankheiten
Die Reisfrucht enthält vor allem im Silberhäutchen die Vitamine B1 und B2. Die Vitamine A, B12, C und D fehlen. Eine Mangelernährung allein mit „weißem“ Reis führt deshalb zu verschiedenen Problemen und Krankheitserscheinungen.

#### Vitamin-A-Mangel
Eine Unterversorgung mit Vitamin A ist ein weit verbreitetes Gesundheitsproblem in Entwicklungsländern. Etwa 250 Millionen Vorschulkinder leiden an der Mangelkrankheit. Jedes Jahr sterben daran etwa eine Million Kinder. Zwischen 250.000 und 500.000 Kinder erblinden zudem, die Hälfte stirbt im darauf folgenden Jahr. Auch führt Vitamin-A-Mangel zu einer stark erhöhten Komplikationsrate bei Infektionskrankheiten wie Masern.
Eine vielversprechende und auch kosteneffiziente Gegenmaßnahme ist das Züchten von Nutzpflanzen mit einem höheren Gehalt an relevanten Mikronährstoffen (Biofortifikation), hier also die Anreicherung von Reis mit Provitamin A. Mit diesem Ziel wurde der sogenannte Goldene Reis schon 2002 zur Marktreife entwickelt. Da er gentechnisch hergestellt wurde, ist er bis heute heftig umstritten und hat noch keine generelle Zulassung erhalten. Feldversuche in Bangladesch begannen erst im Jahr 2015. Es gibt aber auch die Möglichkeit, nährstoffreichere Sorten durch klassische Züchtung herzustellen.

#### Beriberi
Die Krankheit Beriberi spielte vor allem Ende des 19. Jahrhunderts und Anfang des 20. Jahrhunderts eine große Rolle im Zusammenhang mit dem geschälten „weißen“ Reis. Sie beruht auf einem chronischen Mangel an Vitamin B1 (Thiamin). Dieses Vitamin ist vor allem im Silberhäutchen des ungeschälten Reiskorns enthalten. Beim Schleifen in der Reismühle wird das Silberhäutchen entfernt.
Ab den 1870er Jahren machten mechanische Reismühlen den aus religiösen und kulturellen Gründen begehrten geschälten weißen Reis in großen Mengen verfügbar, er war auch weniger verderblich und besser transportabel. In der Folge wurde Beriberi zu einer länderübergreifenden Massenerscheinung bei einseitiger Ernährung mit Reis. Die Krankheit betraf beispielsweise im Japan der Meiji-Zeit alle Schichten der Gesellschaft. Im Bereich des britischen Indiens trat sie allerdings viel weniger auf. Parboiled-Reis, in dem ein Großteil der Nährstoffe aus dem Silberhäutchen enthalten ist, war in dieser Region beliebter als in Japan oder China. Anfang des 20. Jahrhunderts konnten die Zusammenhänge geklärt werden. Unter anderem aufgrund der Schutzwirkung von Parboiled-Reis ist Beriberi heute eine vergleichsweise seltene Erkrankung.

## Schadstoffbelastung
In manchen Gebieten ist das beim Reisanbau verwendete Grundwasser stark mit Arsen belastet. Das giftige Halbmetall reichert sich im Reis zehnmal so stark an wie in anderen Getreiden und gilt als möglicher Auslöser von Krebserkrankungen. Bei schwangeren Frauen könnte die Entwicklung des ungeborenen Kindes gefährdet sein. Die auf dem Weltmarkt angebotenen Sorten enthalten zwischen 20 und 900 Mikrogramm Arsen pro Kilogramm (zum Vergleich: der Höchstwert für Trinkwasser beträgt in der EU 10 Mikrogramm pro Liter). Belastet sind neben Reis auch Reiswaffeln und Kindernahrungen auf Reisbasis wie Reisflocken, in der Mehrheit zwischen 100 und 350 Mikrogramm pro kg. Bei Kleinkindern ist die Arsenaufnahme durch reishaltige Nahrung bezogen auf das Körpergewicht 2- bis 3-mal höher als bei Erwachsenen, daher empfiehlt das bayerische LGL nicht mehr als maximal 20 Gramm Reiswaffeln pro Woche für Kinder bis zu drei Jahren.
Im Jahr 2005 senkte die chinesische Regierung die zulässige Menge an anorganischen Arsenverbindungen von 700 auf 150 Mikrogramm pro Kilogramm Lebensmittel, im Juli 2014 beschloss die Codex-Alimentarius-Kommission erstmals einen Höchstwert von 200 Mikrogramm für polierten Reis. Die in der Europäischen Union für Lebensmittelsicherheit zuständige EU-Kommission hat im Juni 2015 Höchstwerte für Arsen in Reis und Reisprodukten festgelegt. Er beträgt heute für geschliffenen Reis 150 Mikrogramm, für Reiskekse und ähnliche Produkte 300 Mikrogramm und Säuglingsnahrung zwischen 100 und 200 Mikrogramm.
Insbesondere bei ungeschältem Reis (Vollkornreis / brauner Reis) wird empfohlen, die Körner vor der Zubereitung gut zu waschen und in der zehnfachen Menge Wasser zu kochen, um den Arsengehalt zu verringern.
Auch Schwermetalle wie Cadmium ließen sich in Reiswaffeln nachweisen, ebenso ein hoher Gehalt an Acrylamid. Japanische Biologen haben im Jahr 2012 mittels Gentechnik eine Reissorte entwickelt, die so wenig Cadmium aufnimmt, dass sie sich für den Anbau auf belasteten Böden eignet.

## Züchtung und Forschung
Einem von Wissenschaftlern aus zehn Ländern unter der Führung von Japan betriebenen Forschungsprojekt („International Rice Genome Sequencing Project“) gelang es, den genetischen Code des Reises zu entziffern. Danach besteht das Genom aus ca. 400 Millionen DNA-Bausteinen mit mehr als 37.500 Genen.
Die Erforschung des Genoms ist ein Schritt in Richtung gentechnische Veränderung und mit der Hoffnung verbunden, die Zucht von Reis ertragreicher zu gestalten und die Pflanzen resistent gegen Schädlinge, Dürreperioden oder einen hohen Salzgehalt im Boden zu machen.
Im August 2006 publizierten Wissenschaftler der University of California und des International Rice Research Institute in Nature eine Studie, wonach es ihnen gelungen sei, ein Gen zu identifizieren, welches Reispflanzen (Oryza sativa) ermögliche, zwei Wochen, d. h. eine Woche mehr als herkömmlich, vollständig unter Wasser zu überleben. Die Wissenschaftler hoffen, bei einem möglichen Einsatz mittels des Gens die Reisernte weltweit besser gegen Überflutungen schützen zu können.
Seit den 1990er Jahren gibt es ein Forschungsprojekt mit dem Namen Goldener Reis, das von dem Biologen Ingo Potrykus und dem Zellbiologen Peter Beyer in die Wege geleitet wurde. Der „Goldene Reis“ ist eine gentechnisch veränderte Sorte, die es armen Menschen, die sich keine abwechslungsreichen bzw. Vitamin-A-reichen Speisen leisten können, trotzdem ermöglicht, dieses wichtige Vitamin durch den nicht nur billigen, sondern auch sättigenden Reis aufzunehmen. Es wurde dem Goldenen Reis kein Vitamin A hinzugefügt, aber ein Gen, das die Pflanze anweist Beta-Carotin zu produzieren; dieses wird im Körper zu Vitamin A umgewandelt. Anfangs wurden dem Goldenen Reis Gene aus Narzissen eingefügt, die vermehrt Beta-Carotin produzieren (daher rührt der Name), später wurden diese Gene aber durch die der Maispflanze ersetzt.
Seit 1989 wurden in China gentechnisch veränderte Reissorten entwickelt, die durch Einbringen von Bt-Toxinen gegen Insektenfraß resistent sind. Obwohl das Chinesische Landwirtschaftsministerium Zertifikate für den kommerziellen Anbau verschiedener Bt-Reissorten ausgestellt hat, hat bisher kein kommerzieller Anbau stattgefunden.

## Zubereitung

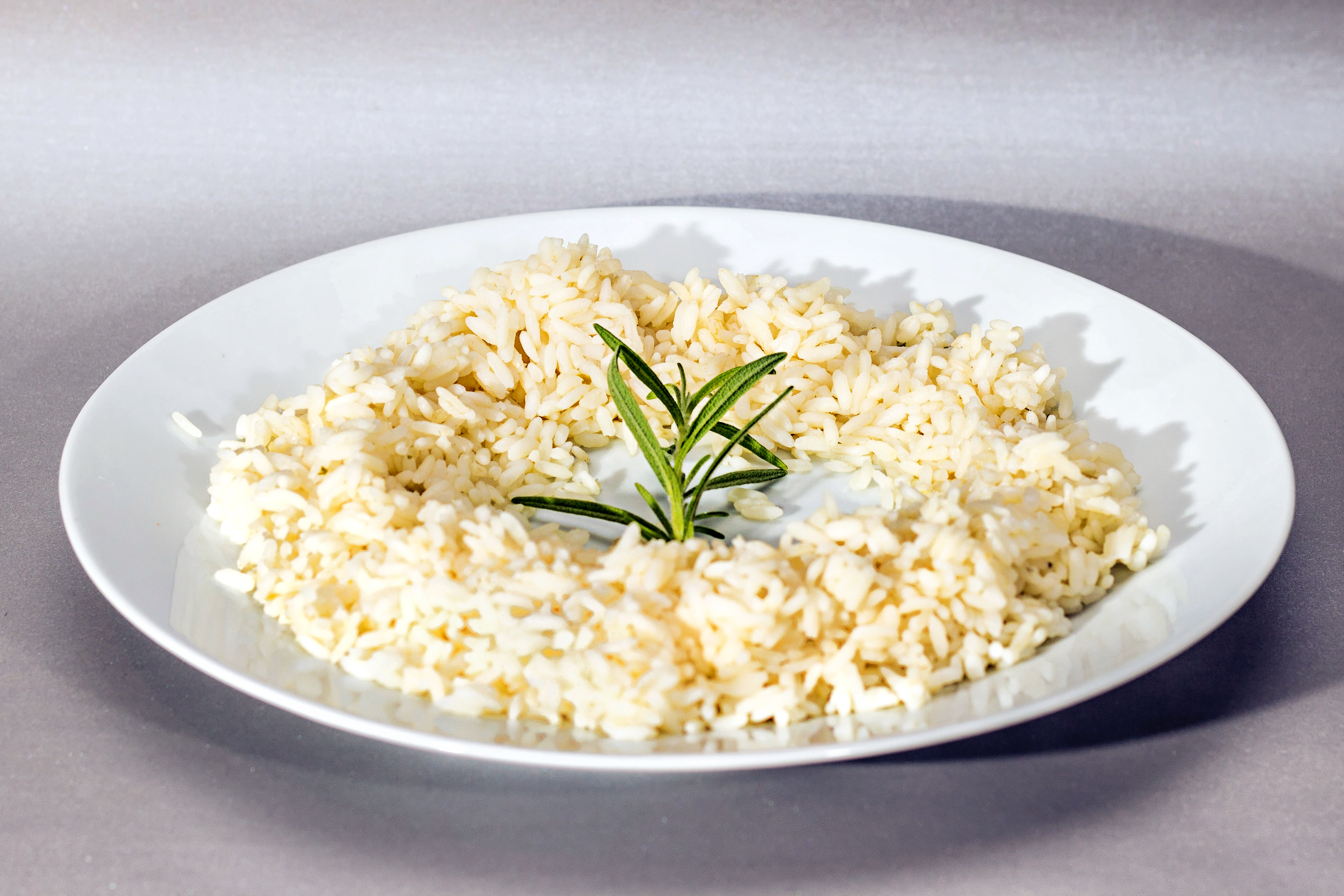
Gekochter Parboiled-Reis

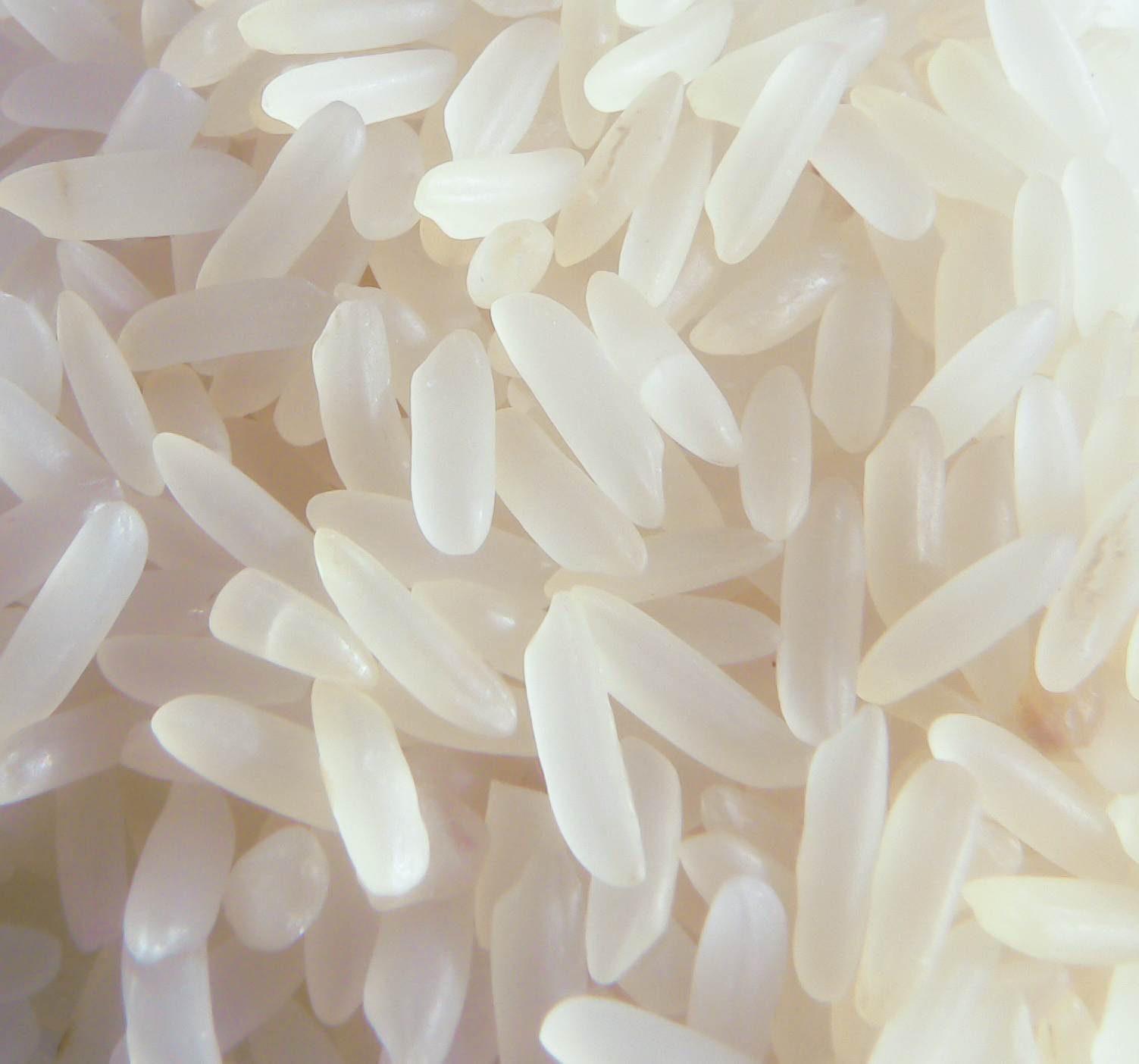
Weißer Langkornreis

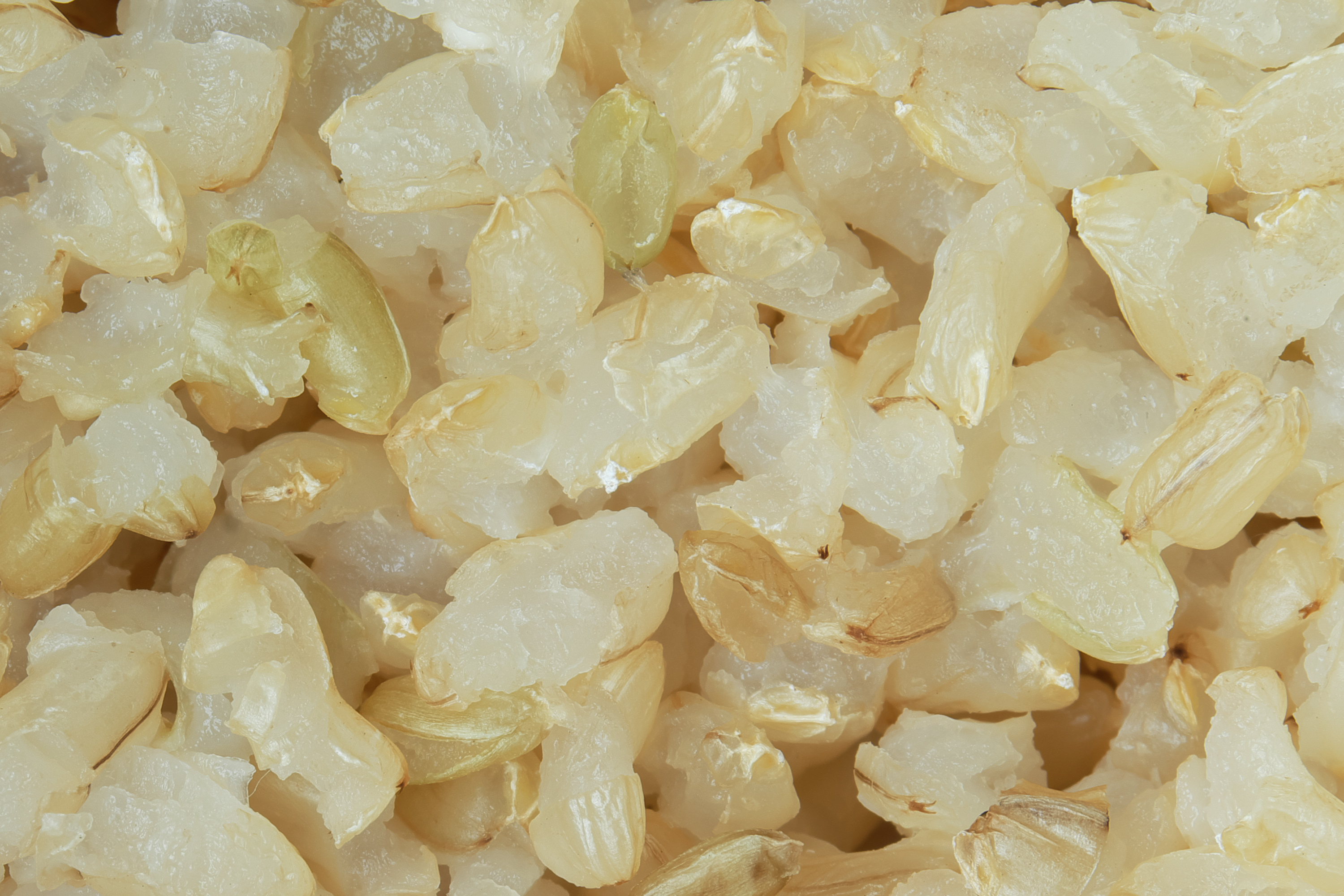
Gekochter Naturreis. Die Silberhäutchen und die Keimlinge sind zu erkennen.

Reis kann auf unterschiedliche Arten zubereitet werden. Bei der Wasserreismethode wird der Reis in ungefähr der fünffachen Wassermenge (nach Volumen) gekocht – deutlich mehr, als er beim Garen aufnehmen kann. Er lässt sich in Flotation oder im Kochbeutel herstellen, wobei die bindende Stärke in das Umgebungswasser abgeführt und nach dem Kochvorgang abgegossen wird, so dass die Reiskörner nach dem Kochvorgang wenig aneinander abbinden. Das Wasser mit dem Reis wird in der Regel während des ganzen Garprozesses am Siedepunkt gehalten. Das überschüssige Wasser wird nach dem Garen abgegossen. Nährstoffe, die während des Kochens in das Kochwasser gelangt sind, werden somit weggegossen. Diese Methode wird daher auch empfohlen, wenn der Reis einen erhöhten Arsen-Gehalt aufweist.
Bei der Quellreismethode, auch Absorptionsmethode, kocht man den Reis ungefähr mit der zweifachen Wassermenge (nach Volumen) – das ist gerade so viel Flüssigkeit, wie der Reis aufnehmen kann. Das Ausquellen erfolgt nach dem Aufkochen bei geringer Wärmezufuhr oder mit der Restwärme. Der Topf bleibt dabei nicht ganz geschlossen, sodass Wasserdampf entweichen kann und die Körner an der Oberfläche trocken sind. Die Inhaltsstoffe bleiben weitgehend erhalten.
Beim Dämpfen nimmt der Reis das zum Aufquellen erforderliche Wasser über den Wasserdampf auf. Der Reis kann auch vor dem Dämpfen eingeweicht werden. Dieses Dämpfen kann direkt im Topf erfolgen (in der Gastronomie auch im Heißluftdämpfer) oder unter Zuhilfenahme eines Dämpfeinsatzes. Dämpfen ist die schonendste Zubereitungsmethode, es gehen dabei kaum Inhaltsstoffe verloren.
Im Haushalt erfolgte die Zubereitung früher über eine Kochkiste, um die Wärme zu halten. Diese Methode kann auch in der Feldzubereitung durch Isolation des Kochtopfs im Schlafsack genutzt werden. Das Dämpfen ist eine besonders schonende Garmethode, durch die das Aroma des Reises besonders zur Geltung kommt. Sie wird daher vor allem bei Duftreis (zum Beispiel Jasmin- oder Basmatireis) angewendet. Durch die Wahl der Garflüssigkeit kann das Aroma des Reises verändert werden. Üblich sind zum Beispiel Brühe, Milch oder Kokosmilch. Durch die Zugabe von Gewürzen (wie zum Beispiel Safran, Kurkuma, Kardamom oder Zimt) zum Kochwasser kann nicht nur das Aroma, sondern auch die Farbe beeinflusst werden.
Vor dem eigentlichen Garen kann der Reis in wenig Fett angeschwitzt werden. Es sind auch Kombinationen aus diesen Methoden möglich. Da das Garen von Reis ein gutes Timing erfordert, kann man sich dafür auch eines elektrischen Reiskochers bedienen. Die Zubereitungsmethode hat einen großen Einfluss auf das Verhalten des Amylopektins und damit auf die spätere Konsistenz des Reiskorns. Sie entscheidet mit darüber, ob der Reis locker, körnig, trocken, feucht oder klebrig ist. Außerdem kann die Konsistenz dadurch beeinflusst werden, dass man am Reiskorn anhaftende Stärke vor dem Garen durch gründliches Waschen entfernt oder den Reis in kaltem bzw. warmem Wasser einweicht.
Klebreis ist eine spezielle Reissorte, die ein paar Stunden gewässert, danach gedämpft und zu kleinen Bällchen geformt und mit Gemüse, Salat und Fleisch mit den Fingern gegessen wird. Will man das Korn des Klebreises erhalten, muss er gedämpft werden, da er beim normalen Kochen vollkommen zu Schleim zerfällt. Es gibt einige asiatische Speisen (insbesondere Süßspeisen), bei denen dieser Effekt erwünscht ist. Die Bezeichnung Klebreis wird häufig fälschlicherweise auch für Stäbchenreis verwendet, also für Reis, der so zubereitet wird, dass die Körner aneinanderkleben und damit für die Aufnahme mit Stäbchen geeignet sind. Verwendet wird hierfür in der Regel Langkornreis.
Die Zubereitung von Bruchreis als Tafelreis gilt hingegen als schwieriger, weil die rauen Bruchflächen des Reis schnell Wasser anziehen und deshalb genauer auf die Garzeit geachtet werden muss. Je mehr Bruchreis mitgekocht wird, desto mehr Stärke wird freigesetzt, was zu einem klebrigen Kochergebnis führt. Wenn lockerer körniger Reis oder Reis mit Biss gewünscht wird, sollte möglichst wenig Bruchreis enthalten sein.

### Reisgerichte
Eine häufige Verwendung von Reis ist die als Beilage, wobei der Reis meist ohne weitere Gewürze zu anderen Speisen gereicht wird. Verschiedene Gerichte aus Reis und Bohnen sind ein Grundnahrungsmittel in vielen Ländern. Aus Reis werden Süßspeisen zubereitet. Es gibt jedoch auch zahlreiche Gerichte, bei denen der neutral gegarte Reis mit anderen Zutaten gemischt und meist noch gebraten wird. Darüber hinaus gibt es in der internationalen Küche zahlreiche Reisspezialitäten, bei denen oft spezielle Reissorten verwendet werden, um eine besondere Konsistenz oder ein besonderes Aroma zu erreichen. Bekannte Beispiele sind:
- Paella ist ein spanisches Reisgericht, das im deutschsprachigen Raum (eher zu Unrecht) als spanisches Nationalgericht gilt, da es lediglich eine regionale Spezialität Valencias und der spanischen Ostküste ist. Es enthält Reis, der mit Safran und/oder Lebensmittelfarbe gelb gefärbt wird, verschiedene Gemüse wie Tomaten, Paprika, Bohnen und Hühner- und Kaninchenfleisch mit Knochen; Meeresfrüchte sind heute ebenfalls beliebt, gehören aber nicht in eine traditionelle Paella.
- Pilaw ist ein ursprünglich aus dem Orient stammendes Reisgericht, das auch in anderen Ländern vor allem Zentralasiens verbreitet ist. Es ist eine Art Eintopf, bei dem der Reis mit Fleisch oder Gemüse und Gewürzen gemischt oder geschichtet in einem Topf gegart wird.

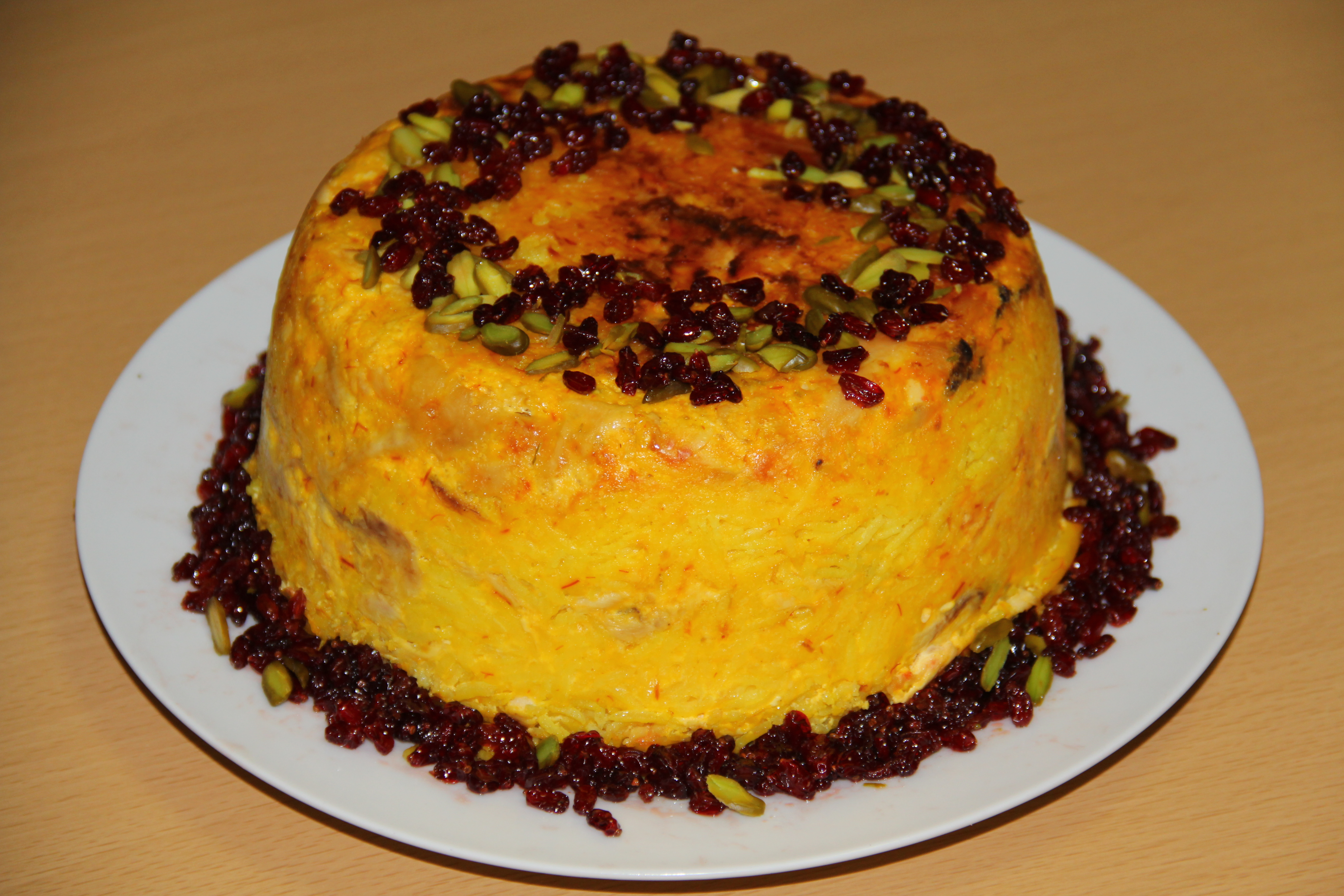
Tahchin, ein persischer Reiskuchen

- Tahdig ist ein Reisgericht der persischen Küche, bei dem am Topfboden eine knusprige Kruste (tahdig) gebildet wird; diese Kruste entsteht durch Fett im Topf. Dem Reis wird häufig auch Safran zugegeben. Der Reis gart ohne Umrühren bei geschlossenem Deckel. Die Kruste kann aus Reis, Fladenbrot oder Kartoffeln entstehen. Eine besonders knusprige Kruste, bei der zusätzlich Eier und Joghurt zugegeben werden, hat der Tahchin.
- Für Sushi wird der Reis nach dem Garen mit Essig gesäuert und schnell gekühlt. Er wird mit rohem Fisch und Meeresfrüchten, geriebenem grünem Meerrettich (Wasabi), Gari und Sojasauce serviert. Auch für Sushi wird Mittelkornreis verwendet. Zu Gerichten in Japan siehe Japanische Reisgerichte.
- Vor allem in Vorder- und Südostasien wird Reis oft gebraten. Beispiele dafür sind Nasi Goreng und Biryani. Eierreis wird aus Reis vom Vortag hergestellt. Dabei werden die Reiskörner mit Ei vermischt und anschließend gebraten.
- Auf der Insel Bali wird der seltene schwarze Reis für den danach benannten Black Rice Pudding verwendet. Dafür wird der Reis zusammen mit etwas geschältem Ingwer in viel Wasser gekocht, mit reichlich Palmzucker gesüßt und mit Kokosmilch garniert.
- In ost- und südostasiatischen Ländern ist die Reissuppe, für die der Reis mit viel Wasser und gemeinsam mit verschiedenen Zutaten gekocht wird, oft Teil des Frühstücks. Die thailändische Variante wird Khao Tom (Thai: ข้าวต้ม) genannt und zum Frühstück oder als kleiner Imbiss vor dem Schlafengehen gegessen. Sie ist milder, als es bei Speisen in der thailändischen Küche oft üblich ist, und wird meist mit frischen Frühlingszwiebeln, manchmal auch geröstetem Knoblauch, garniert. Khao Tom Gai (Thai: ข้าวต้มไก่) bezeichnet eine Reissuppe mit Hühnerfleisch, Khao Tom Gung (Thai: ข้าวต้มกุ้ง) jene mit Garnelen. Eine weitere Variante ist das chinesische Reis-Congee (粥 zhōu), welches unter verschiedenen Namen auch in Südostasien erhältlich ist. In Vietnam werden aus dem Reis Nudeln hergestellt, die dann in Suppe mit verschiedenen Einlagen verwendet werden. Diese Reisnudelsuppe ist an jeder Straßenecke als Phở erhältlich.
- Risotto ist ein norditalienisches Reisgericht, das in vielen Variationen zubereitet wird. Mittelkornreis wird mit Zwiebeln und Fett angedünstet und in Brühe gegart, bis das Gericht sämig, die Reiskörner aber noch bissfest sind. Langkornreis ist für Risotto kaum geeignet, wird aber für Riz Casimir gebraucht.
- Gallo Pinto ist ein Gericht auf Basis von Reis und Bohnen, welches in Nicaragua und anderen Teilen Zentralamerikas ein tägliches Grundnahrungsmittel ist. Die beiden Hauptzutaten werden hierbei mit Gemüse, Zwiebeln und Gewürzen in Fett gebraten.
- Puffreis wird meist in der Form von Keksen oder Waffeln angeboten und ist lange haltbar.
- Milchreis ist eine Süßspeise aus Rundkornreis und Milch.

### Getränke

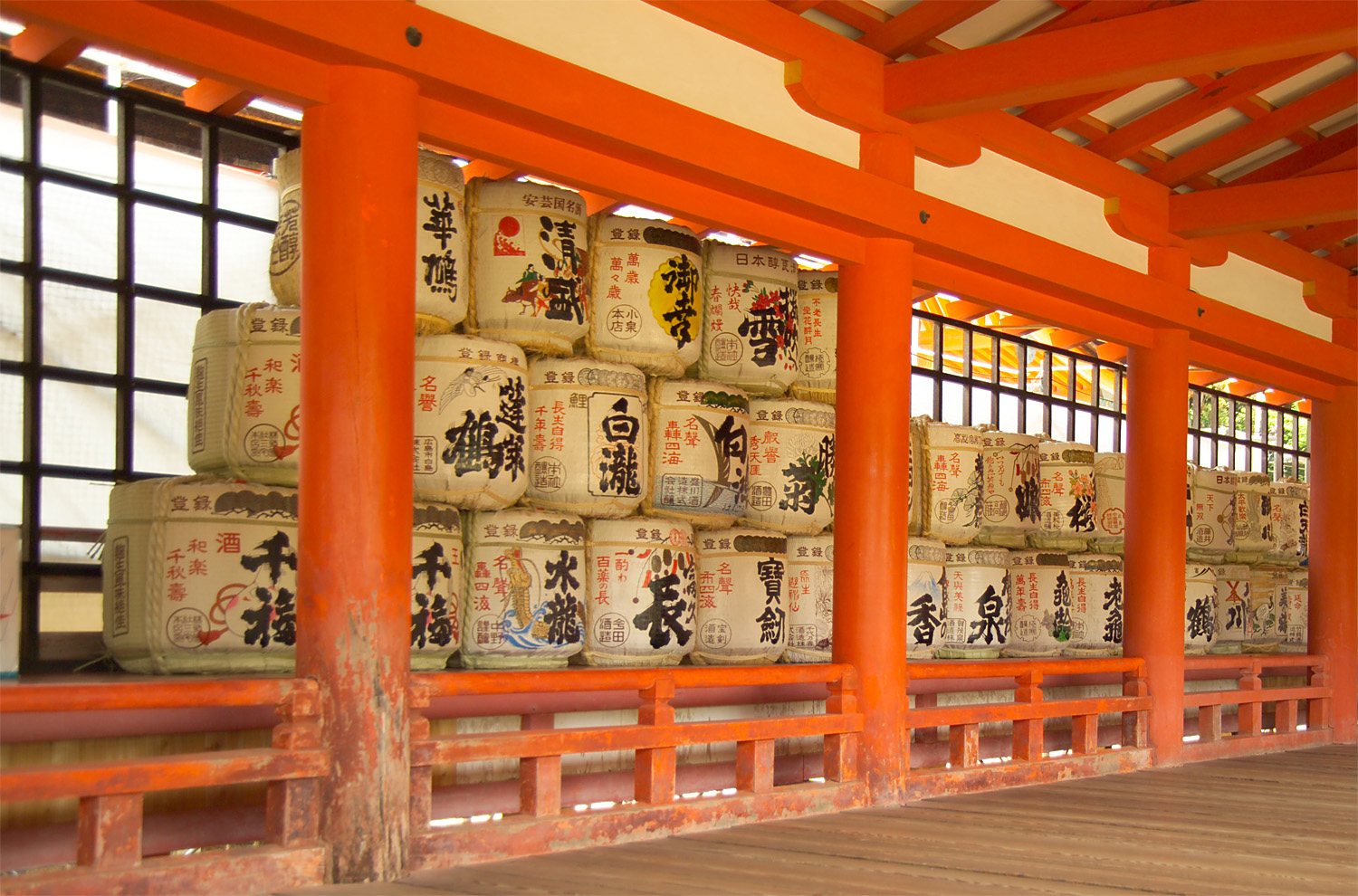
Sake-Fässer im Itsukushima-Schrein, Präfektur Hiroshima, Japan

Arrak ist ein in Südindien, Sri Lanka und Südostasien, besonders in Java, hergestellter Branntwein aus vergorener Reismaische.
Auch Essig wird aus Reis hergestellt. Dabei ergibt polierter Reis einen hellen, nicht polierter Reis einen dunklen Essig. Reisessig enthält gewöhnlich weniger Säure als europäische Essigsorten.
Ähnlich der bekannteren Sojamilch wird aus Reis auch Reismilch hergestellt.
Reiswein ist besonders in Japan als Sake beliebt. In Japan wird Sake zu hochprozentigen Getränken wie Kome-Shōchū verarbeitet; aber auch zu süßem, niederprozentigem Kochwein Mirin. In Korea gibt es viele verschiedene Reisweine: Makgeolli ist ein süßlicher, noch in der Gärung befindlicher ungeklärter Reiswein, dem oft andere Zutaten wie Mais oder Salatchrysantheme beigefügt werden. Dongdongju ist ein dunkler, Soju ein klarer, oft industriell hergestellter Reisbranntwein.
In Ost- und Südostasien wird Reis traditionell auch zum Brauen von Bier verwendet. In Deutschland ist die Verwendung von Reismalz für obergäriges Bier nach dem Vorläufigen Biergesetz (1993) zulässig.
Das madagassische Getränk Ranavolo wird aus dem Bodensatz von leicht angebranntem Reis durch nochmaliges Aufkochen mit Wasser gewonnen.

### Sonstige Verwendung

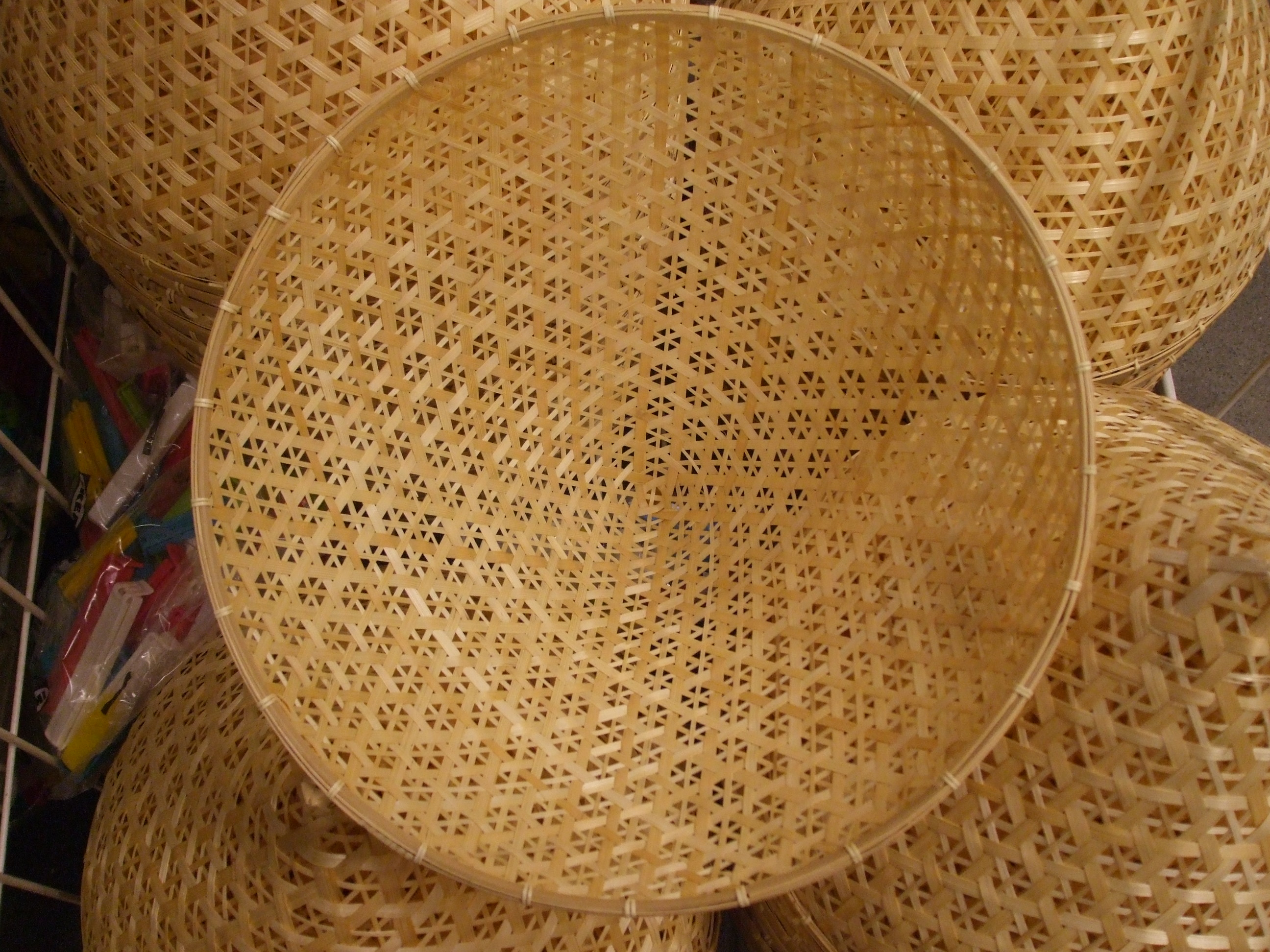
Hut aus Reisstroh

In Japan, und noch häufiger in Korea, wird das Reismehl, das beim Polieren entsteht (糠 nuka, deutsch ‚Kleie, Reiskleie‘; eigentlich die besonders nährstoffreichen Randschichten) mit Salz und Chili versetzt und zum Einlegen von Gemüse benutzt. Durch die dabei entstehende Milchsäuregärung bekommt das Gemüse einen unverwechselbaren Geschmack.
Reismehl ist ein vielseitiges Produkt. Es kann zu Reisoblaten verarbeitet werden und wird als essbares Verpackungsmaterial von Lebensmitteln, insbesondere Süßigkeiten verwendet. Reisnudeln bestehen im Wesentlichen aus Reismehl und Wasser und sind daher glutenfrei, es gibt sie als mehr oder weniger breite Bandnudeln und als spaghettiartige dünne Nudeln in der chinesischen und südostasiatischen Küche. Reismehl wird zum Andicken von Soßen und Suppen verwendet.
Reisstroh wird zur Fertigung von Schuhwerk, Hüten und Packsätteln genutzt. auch dient es als Viehfutter. Es kann auch zu billigem Papier (Reisstrohpapier) verarbeitet werden.
Der traditionelle Bodenbelag in Japan für Wohnräume und Tempel, die Tatami-Matte, wird aus Reisstroh gefertigt.

## Kulturelle Bedeutung

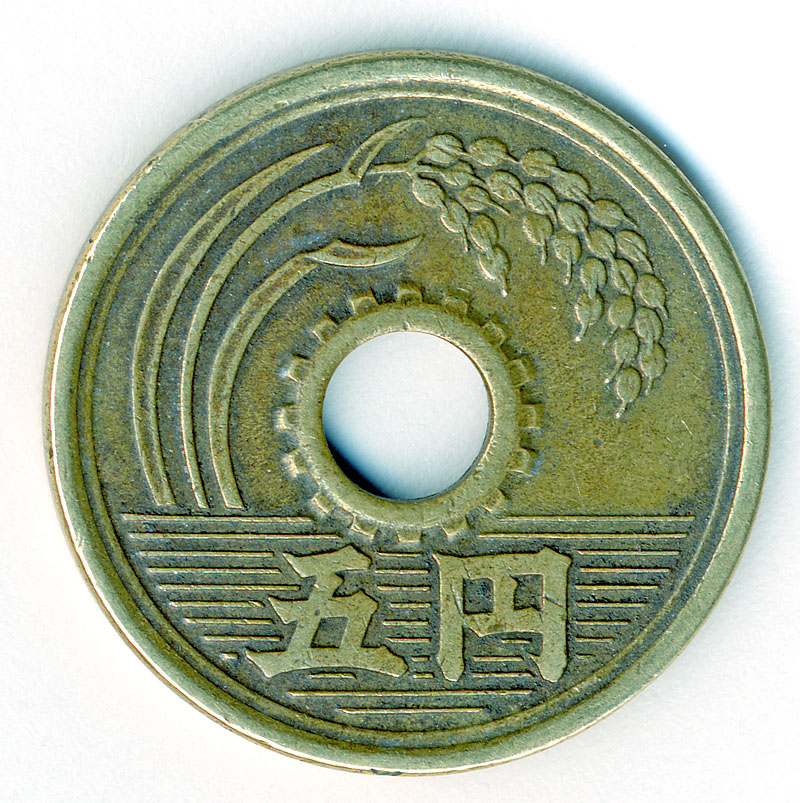
Reis auf japanischer 5-Yen-Münze

Reis spielt eine zentrale Rolle in der Kultur asiatischer Länder und hat Eingang in die Religion und Sprache der jeweiligen Länder gefunden. So bedeutet das Wort Reis in mehreren Sprachen auch Essen oder Mahlzeit, zum Beispiel in Thailand (กินข้าว gin kao), Bali (ngajengang), Laos, und Bangladesch; ähnlich das Wort gekochter Reis in China (飯 / 饭,  fàn), Vietnam (cơm) und Japan (ご飯 gohan). Dementsprechend bezeichnen Chinesen und Japaner das Frühstück als Morgen-, das Mittagessen als Mittags- und das Abendessen als Abend-Reis. Ein chinesischer Neujahrswunsch lautet sinngemäß: „Möge dein Reis nie anbrennen!“ In China, Thailand, Nepal, Vietnam und Bangladesch ist es üblich, jemanden mit der Frage „Haben Sie heute schon Reis gegessen?“ zu begrüßen. Außerdem gibt es ein japanisches Sprichwort, das besagt: Eine Mahlzeit ohne Reis ist keine Mahlzeit. Eine ähnliche Redewendung gibt es auch in China. Reis spielt auch auf Madagaskar eine sehr große Rolle. Das Wort für Freundschaft heißt in der Landessprache Malagasy übersetzt „Reis und Wasser“.
Reis hat vor allem in Ostasien eine wichtige symbolische Bedeutung. Im alten Japan galt er als nahezu heilig. Reis durfte daher nie weggeworfen oder verschwendet werden. Reiskuchen sind in mehreren asiatischen Ländern eine traditionelle Speise zu festlichen Anlässen. In Korea wird vor kleinen Kindern bei einer speziellen Zeremonie ein Tisch mit verschiedenen Objekten aufgebaut, darunter eine Schüssel mit Reis. Wählt das Kind den Reis aus, dann gilt das als Vorzeichen für späteren Reichtum.
In China wird Reis auch symbolisch mit dem Tod verbunden. Gekreuzte Essstäbchen in aufgehäuften Reis zu stecken ist eine Geste, die für den Tod steht. Bei Familienfesten und Zeremonien wird in China stets auch eine Schale mit Reis für die verstorbenen Ahnen aufgestellt, die so symbolisch teilnehmen.
Reis ist in vielen Kulturen ein Symbol für Leben und Fruchtbarkeit. Der Brauch, ein Brautpaar mit Reis zu bewerfen, stammt ursprünglich möglicherweise aus China. Er soll Glück bringen und viele Nachkommen. In Europa wurde früher mit Weizen geworfen. Auch in Indien wird das Brautpaar mit Reis überschüttet, außerdem spielt Reis dort auch bei anderen Hochzeitsbräuchen eine Rolle. Wenn die Braut das Ja-Wort spricht, wird traditionell eine Handvoll Reiskörner in einen Zipfel ihres Saris eingewickelt. In Bangladesch gehören kleine Reiskuchen zur Hochzeitszeremonie. In einigen Ländern ist Reis ein traditionelles Geschenk nach der Geburt eines Kindes.
Reis hat in mehreren asiatischen Ländern eine religiöse Nebenbedeutung. In China besagt eine Legende, dass die Göttin Guanyin den Reis erschaffen hat, indem sie Milch und Blut aus ihren Brüsten presste, woraus dann weiße und rote Reiskörner entstanden seien. Im nördlichen Himalayagebiet wird der Reisanbau der Göttin Parvati zugeschrieben. In Indien wird Reis in der Verkörperung als Lakshmi, der Göttin von Glück und Wohlstand, verehrt. In Malaysia werden die Hauseingänge mit Reisblüten geschmückt, um Krishna willkommen zu heißen. In Indonesien wird die Göttin Dewi Sri in einem Ritual vor der Ernte durch Reispuppen symbolisiert und in den Reisfeldern aufgestellt, um eine reiche Ernte zu erbitten. Nach der Reisernte machen Frauen bei einem Erntedankfest mit Stöcken und dem Reisstampftrog Lesung Musik. Einer japanischen Sage nach hat die Sonnengöttin Amaterasu zuerst Reis im Himmel angebaut, ehe ihn dann Ninigi auf die Erde brachte. Eine andere Legende besagt, dass die Reiskörner aus den Augen der Göttin Ohegetsu Hime auf die Erde fielen. Auf Java gibt es eine Reisgöttin, die je nach Gegend Bok Sri oder Dewi Sri genannt wird, und einen männlichen Reisgeist namens Djaka Sudana. In Thailand gilt die Gottheit Mae Posop (Thai: แม่โพสพ) als „Mutter der Reisernte“, und eine Missernte wird als Fehlgeburt der Göttin gedeutet.